# Halles universitaires de Louvain-la-Neuve
Les Halles universitaires de Louvain-la-Neuve sont un bâtiment de style brutaliste édifié en 1976 à Louvain-la-Neuve, section de la ville belge d'Ottignies-Louvain-la-Neuve, en Brabant wallon.
Situé à l'angle de la place de l'Université et de la rue des Wallons, ce bâtiment abrite le rectorat, les vice-rectorats, l'administration centrale et les services généraux de l'Université catholique de Louvain, ainsi que des commerces, une galerie marchande appelé Galerie des Halles, les guichets de la gare de Louvain-la-Neuve, ainsi que des escaliers d'accès aux quais de la gare. On y trouve, au 5e étage, les bureaux du Recteur et de l'Administrateur général de l'université.
Les Halles universitaires de Louvain-la-Neuve doivent leur nom à l'ancienne halle aux draps de Louvain, située « rue de Namur », le plus vieux bâtiment occupé par l'Université à Leuven,,, devenu les Halles universitaires de Louvain.

## Historique

### Genèse de la ville universitaire de Louvain-la-Neuve
Au cours des années 1960, le nombre d'étudiants de l'Université catholique de Louvain augmente rapidement en raison de l'évolution démographique et de la démocratisation des études supérieures. La loi du 9 avril 1965 sur l'expansion universitaire autorise la partie francophone de l'Université à envisager son expansion à Woluwe-Saint-Lambert et en Brabant wallon, ce qui amène l'Université à acquérir, dès septembre 1966, 150 hectares sur le plateau agricole de Lauzelle à Ottignies.
Par ailleurs, les tensions entre les communautés linguistiques francophone et néerlandophone deviennent explosives à cause des revendications du mouvement flamand (né dès 1840) qui exige l'homogénéité culturelle de la Flandre. Ces tensions atteignent leur paroxysme en 1967-1968 avec l'affaire de Louvain, crise politique connue sous les noms de « Walen Buiten » (« Les Wallons dehors ») et de « Leuven Vlaams » (« Louvain flamande ») durant laquelle les Flamands exigent le départ des étudiants francophones de Louvain au nom du droit du sol et de l'unilinguisme régional, ce qui amène l'Université à décider le transfert intégral de sa section francophone hors de Louvain et à faire sortir de terre une ville universitaire entièrement neuve à Ottignies à partir de 1970,.
La loi du 24 mai 1970 institue deux universités séparées. La première pierre des bâtiments universitaires de Louvain-la-Neuve est posée le 2 février 1971. Les filières Mathématiques et Physique de la faculté des Sciences ainsi que la faculté des Sciences appliquées s'y installent en 1972. Louvain-la-Neuve comme ville habitée démarre avec les rentrées scolaire et universitaire de 1972.

### Construction des Halles
Dans le cadre de ce déménagement, l'Université choisit de construire pour son administration à Louvain-la-Neuve un bâtiment qui reprend le nom et la fonction des Halles universitaires de Louvain, soulignant ainsi la filiation de l'université.
Michel Woitrin, administrateur général de l'UCL, demande initialement au grand architecte américain Louis Kahn, initiateur du brutalisme, de prendre en charge la construction des Halles mais celui décline et recommande son collaborateur et élève Yves Lepère. Philippe Gillon, Coordinateur général, est chargé par Michel Woitrin de vérifier la capacité d'Yves Lepère à respecter les plannings (ce qui était vital puisque l'UCL devait libérer les bâtiments qu'elle occupait à Louvain selon un planning précis) et lui adjoint Joseph Polet, dont il connaissait la rigueur.
Les architectes Lepère et Polet sont nommés en 1972.
C'est ainsi que les Halles universitaires de Louvain-la-Neuve sont construites en 1975-1976 dans le style brutaliste par l'architecte Yves Lepère et son collaborateur Joseph Polet,,,,, qui assumera plus tard le rôle de coordinateur de l'équipe de conception de Parlement Européen à Bruxelles. En cours de route, la SNCB choisit Yves Lepère comme architecte pour construire la gare sous les Halles, ce qui simplifie le chantier.
Des problèmes budgétaires amènent Yves Lepère, d'un côté, à réduire le nombre de niveaux de la façade avant à quatre (mais l'arrière gardera cinq niveaux) et, de l'autre, à supprimer le marché ouvert (« open market ») qu'il prévoyait au rez-de-chaussée, pour y loger la bibliothèque et les archives de la faculté de psychologie, tout en maintenant des commerces en façade.
Les Halles sont inaugurées le 23 septembre 1976, et ce n'est qu'en 1994 que le projet initial d'un espace commercial occupant tout le rez-de-chaussée des Halles se concrétisera sous le nom de Galerie des Halles.

## Statut patrimonial
Les Halles universitaires de Louvain-la-Neuve font l'objet d'une « inscription » comme monument et figurent à l'Inventaire du patrimoine immobilier culturel de la Wallonie sous la référence 25121-INV-0091-01.

## Architecture

### Style brutaliste

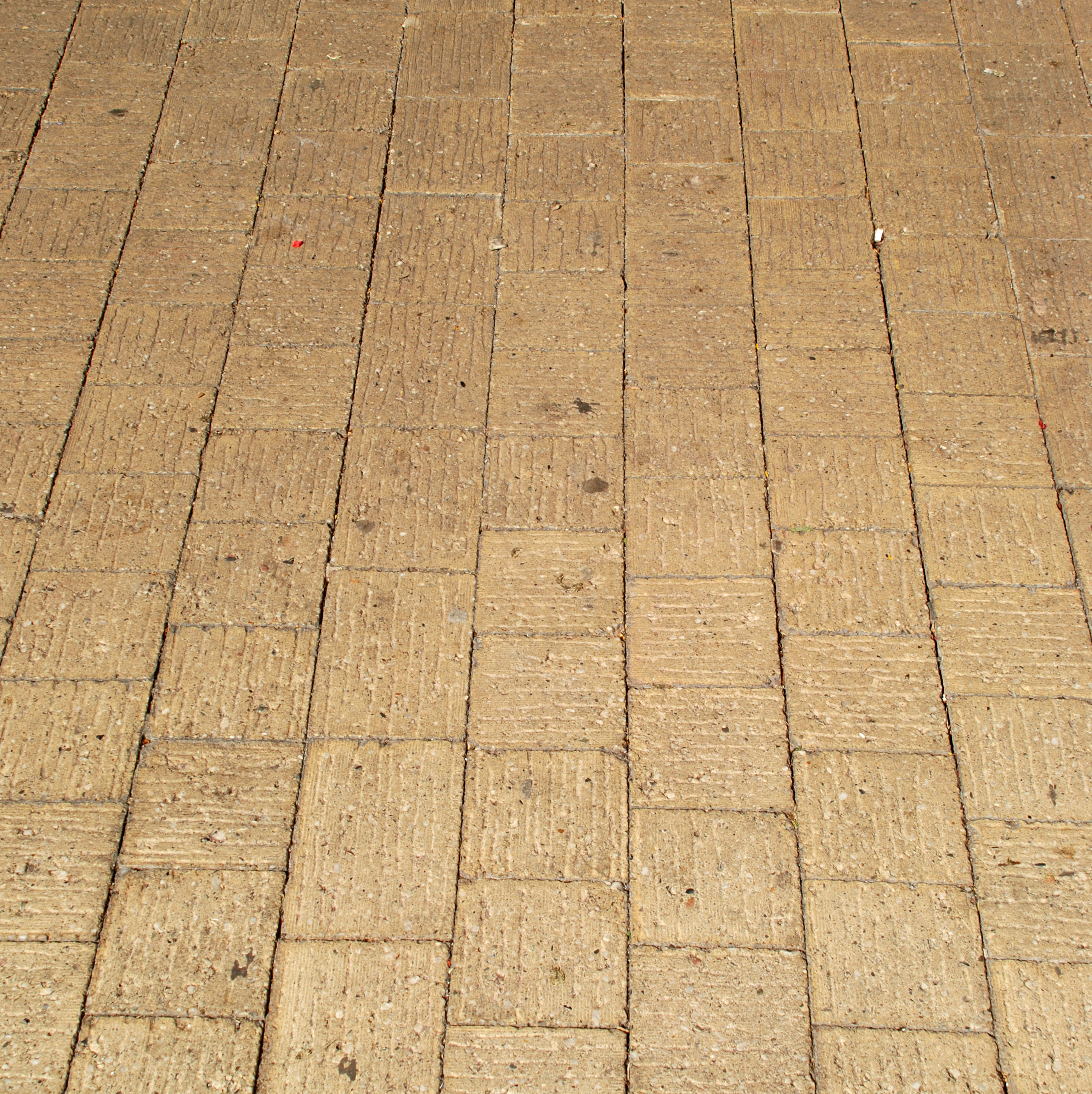
Pavés « Blanc de Bierges ».

Les halles universitaires relèvent de l'architecture brutaliste, caractérisée par des façades de « béton brut » sans revêtement, dont les surfaces présentent souvent une texture héritée du bois de coffrage, le béton « brut de décoffrage »,, gardant la marque des planches de bois qui ont servi au moulage, leurs veinures ainsi que leurs lignes de jointure.
L'aspect « béton brut » est un peu moins marqué ici qu'à la Bibliothèque des Sciences, à la Place des Sciences et au Cyclotron, à cause de la combinaison du « béton brut » avec la brique, comme à l'Atelier Théâtre Jean Vilar et à la Place Sainte-Barbe.
Le « béton brut » est cependant très visible au niveau des façades latérales, qui sont constituées d'alvéoles de  « béton brut ».
Le pavement qui entoure les Halles est constitué de pavés de béton blanc connus sous le nom de « Blanc de Bierges », un type de pavés que l'on retrouve dans toute la ville de Louvain-la-Neuve et qui a marqué son paysage urbain.

### Architecture extérieure

#### Façade principale

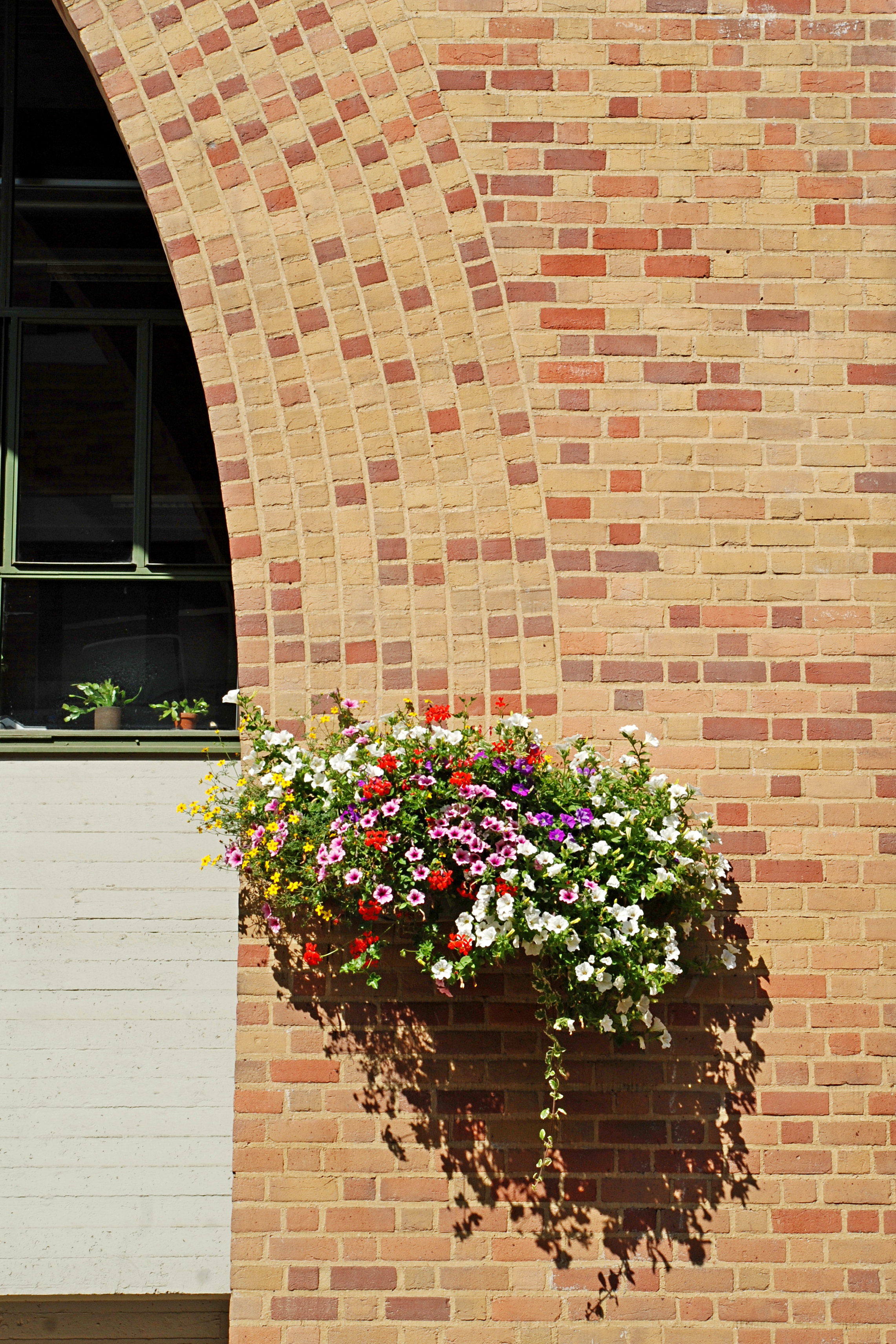
Base d'archivolte.

La façade principale de l'édifice, orientée au sud-ouest, est disposée le long de la rue des Wallons. Yves Lepère y a disposé deux groupes de bureaux : celui du recteur Édouard Massaux à l'est et celui de l'administrateur général Michel Woitrin à l'ouest, du côté de ce qui est maintenant la place de l'Université.
Cette façade de briques polychromes présente une composition totalement asymétrique faite de quatre grands pans de façade rectangulaires de largeurs et de hauteurs différentes percés d'immenses arcs cintrés.
Les grands arcs de briques sont une transposition moderne de l'architecture des halles universitaires de Louvain, où l'université a été créée en 1425,,.
Le but des architectes était de conserver la fonction originelle des halles de Louvain, qui était au Moyen Âge un marché couvert : ils ont donc intégré de nombreux commerces au rez-de-chaussée du bâtiment, même si des problèmes budgétaires ont amené Yves Lepère à supprimer le marché ouvert (« open market ») qu'il prévoyait au rez-de-chaussée.
Chacun des arcs possède une archivolte composée de neuf voussures de briques polychromes et abrite un niveau commercial au rez-de-chaussée et un niveau de bureau au premier étage, séparés par une épaisse dalle de « béton brut ».
Un des quatre grands pans de façade présente deux arcs superposés.

Façade principale
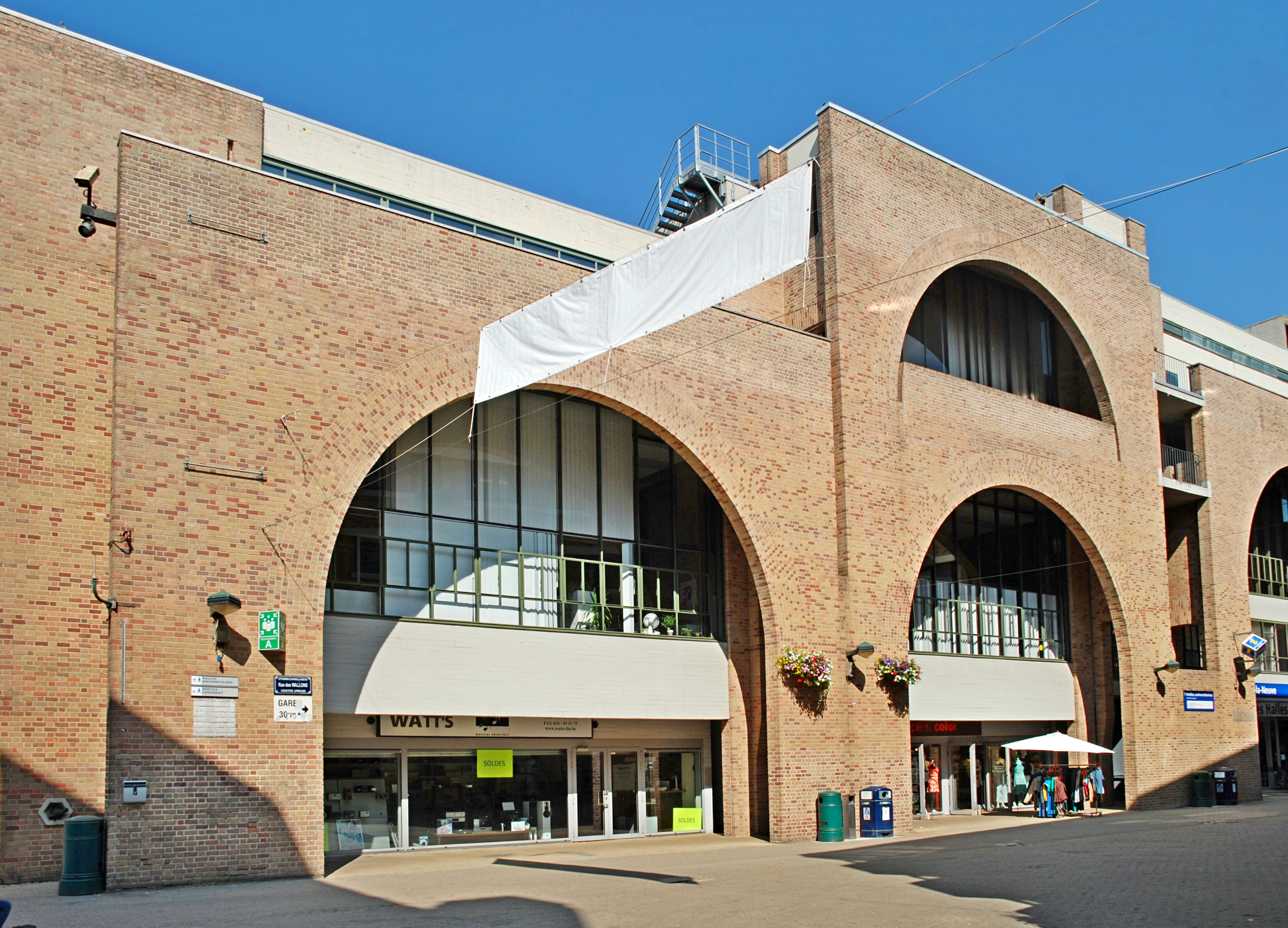
Composition asymétrique.
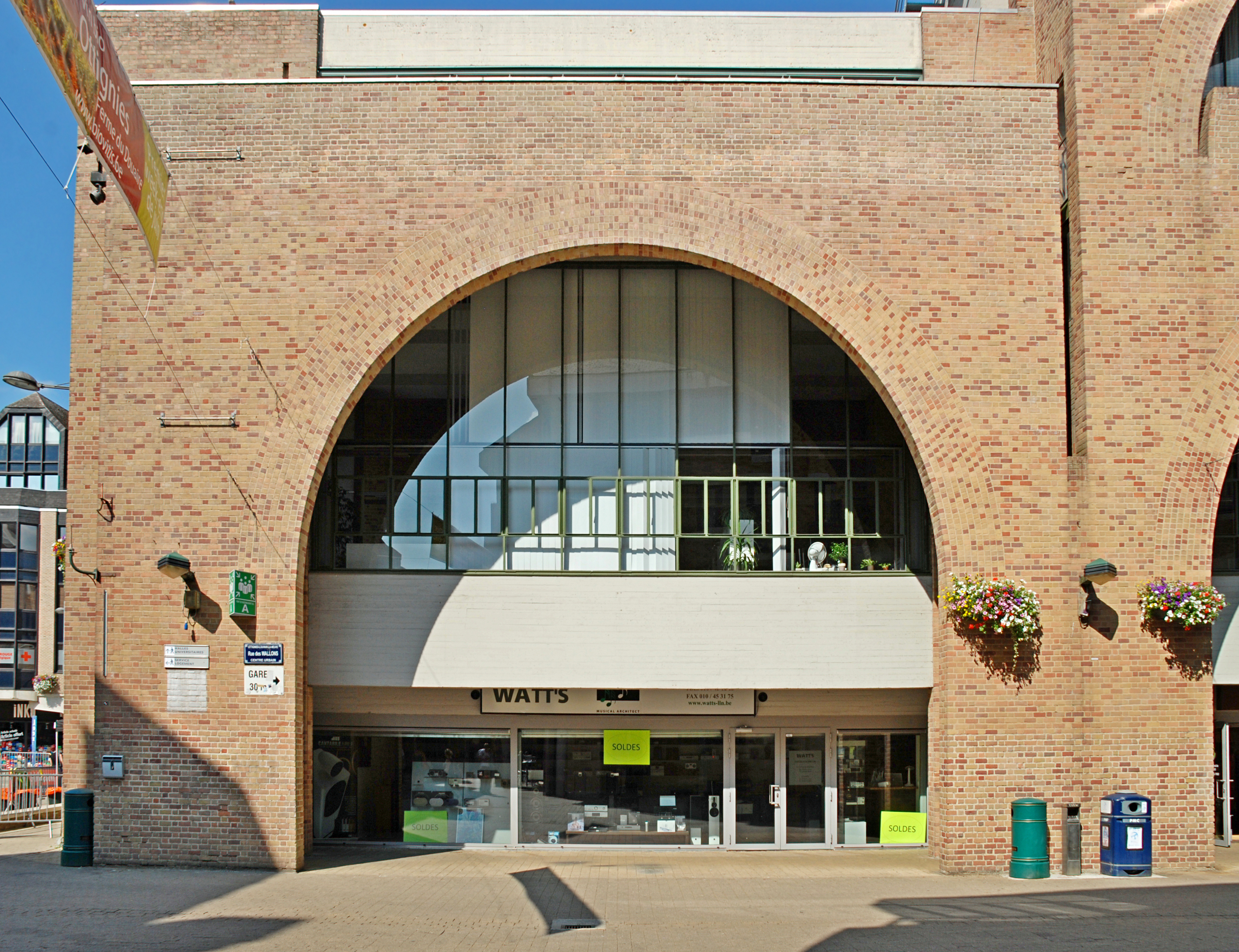
Commerce et bureaux.
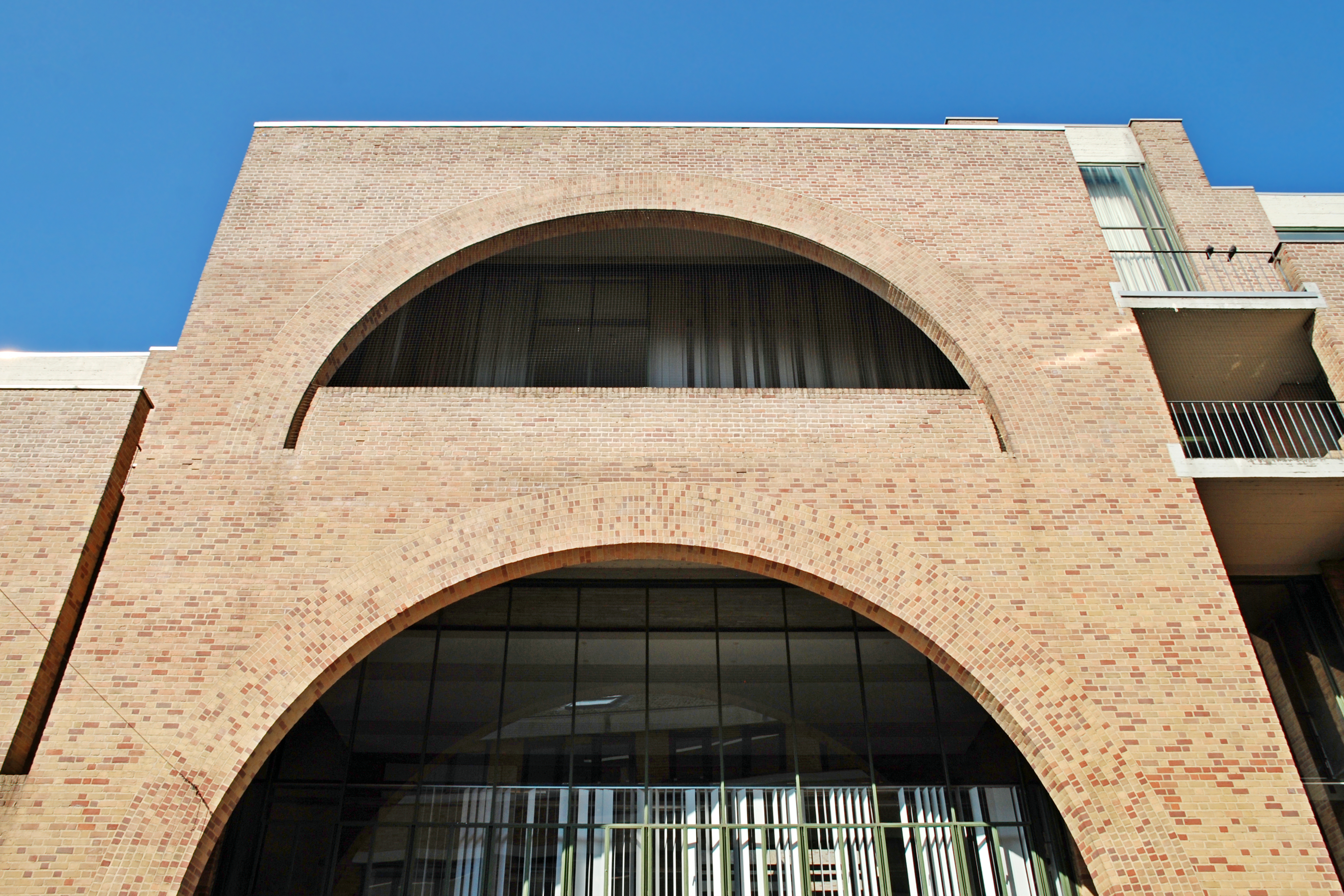
Arcs superposés.

#### Façade occidentale
La façade occidentale, orientée vers la place de l'Université, présente une structure mixte.
La partie de droite est édifiée en briques comme la façade de la rue des Wallons et comporte un haut pan de façade rectangulaire percé d'une immense surface vitrée ainsi qu'un porche hors d'œuvre percé de grands arcs cintrés et agrémenté d'une tourelle.
La partie de gauche abrite des bureaux et est « composée de petites alvéoles en béton brut, illustrant le rucher des ouvrières de l'administration universitaire ». Elle intègre une des trois entrées de la Galerie des Halles, les deux autres entrées étant situées rue des Wallons et à l'arrière du bâtiment.
Selon Jean-Marie Lechat, ancien directeur de l'Administration des domaines de l'UCL, Yves Lepère ne savait pas au moment de l'établissement des plans qu'il y aurait une place à cet endroit, sinon il aurait présenté la façade principale vers cette place et non vers la rue des Wallons où on manque de recul pour l'admirer,.

Façade occidentale
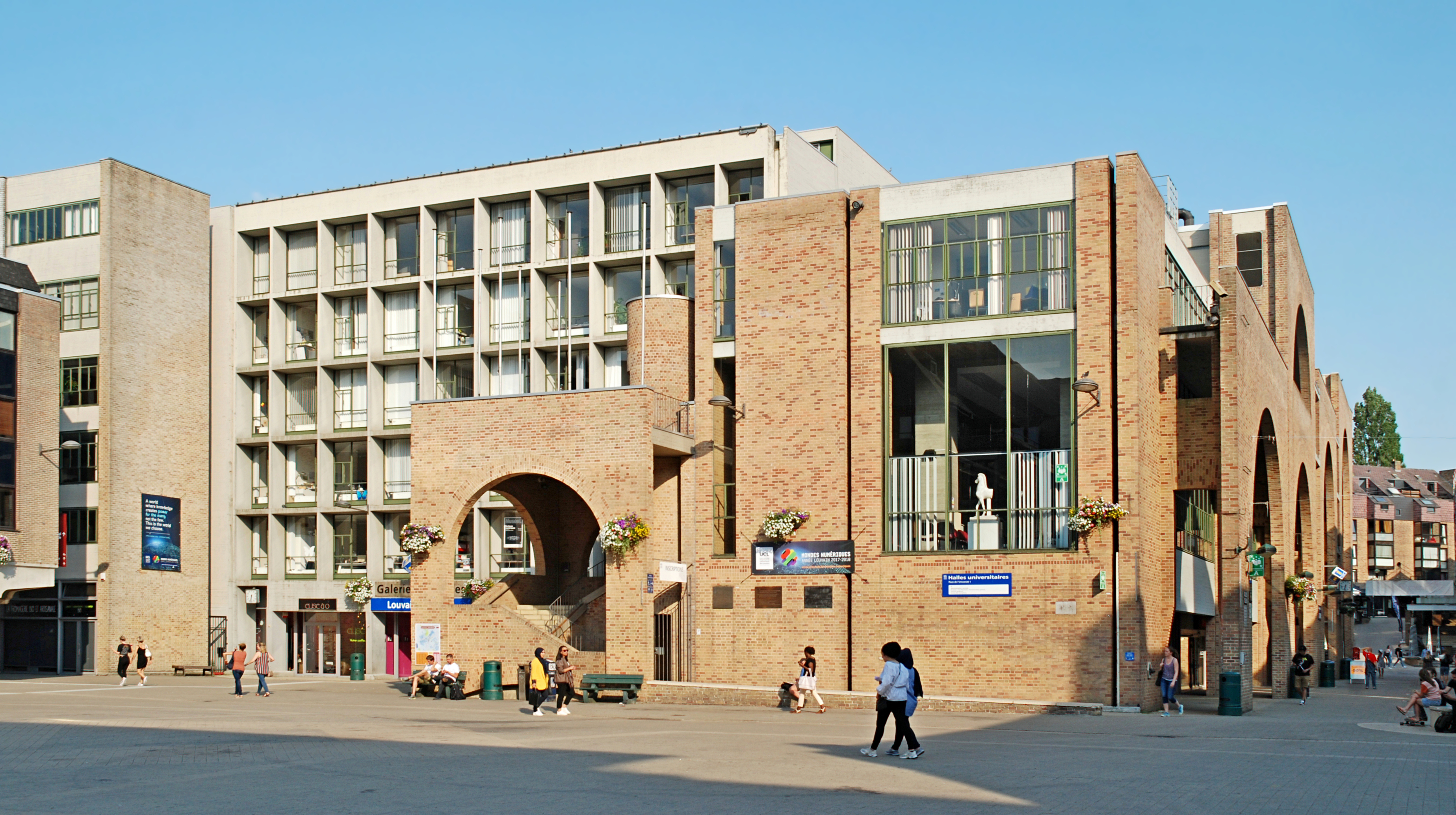
Vue globale.
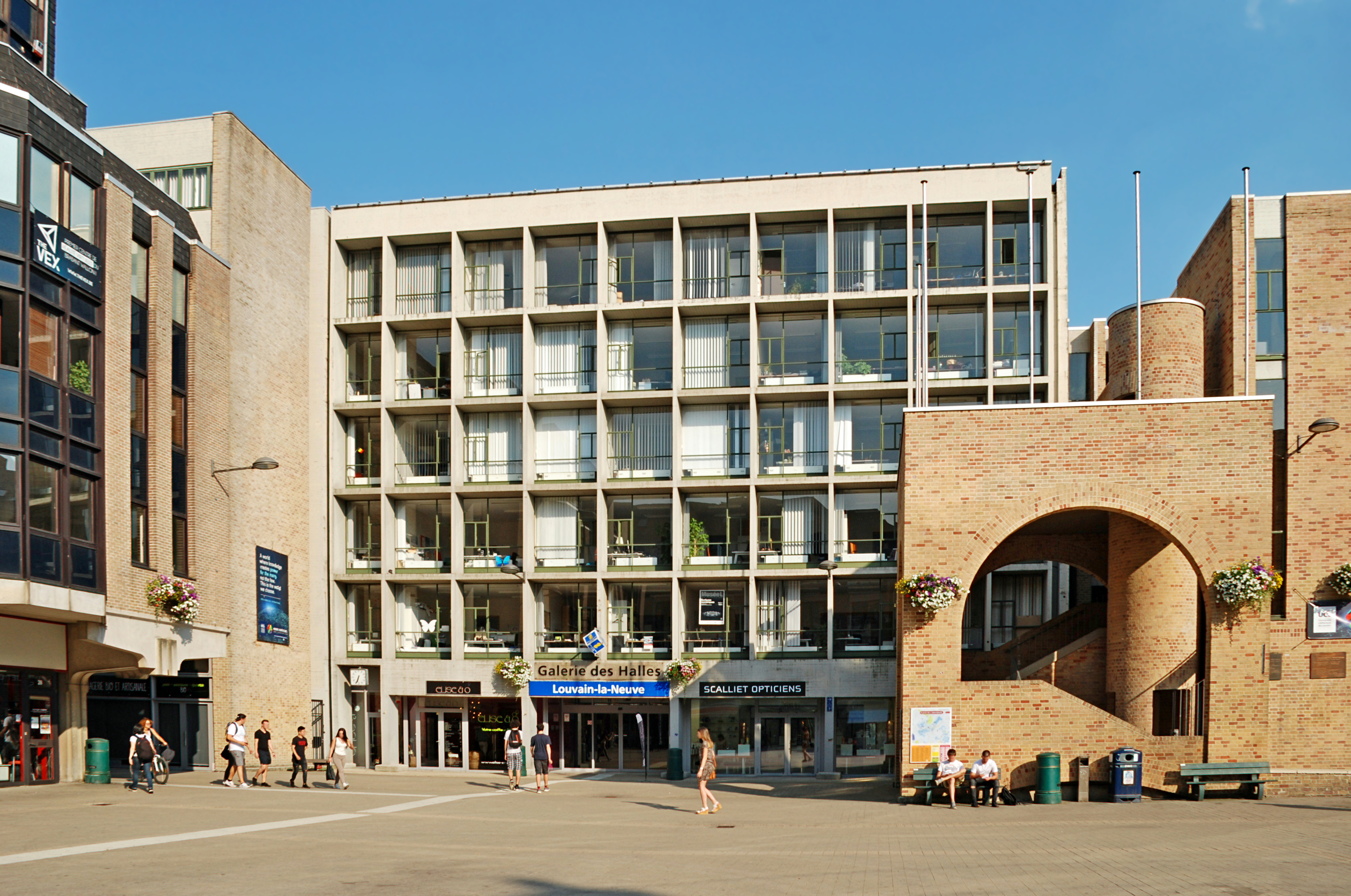
Les bureaux.
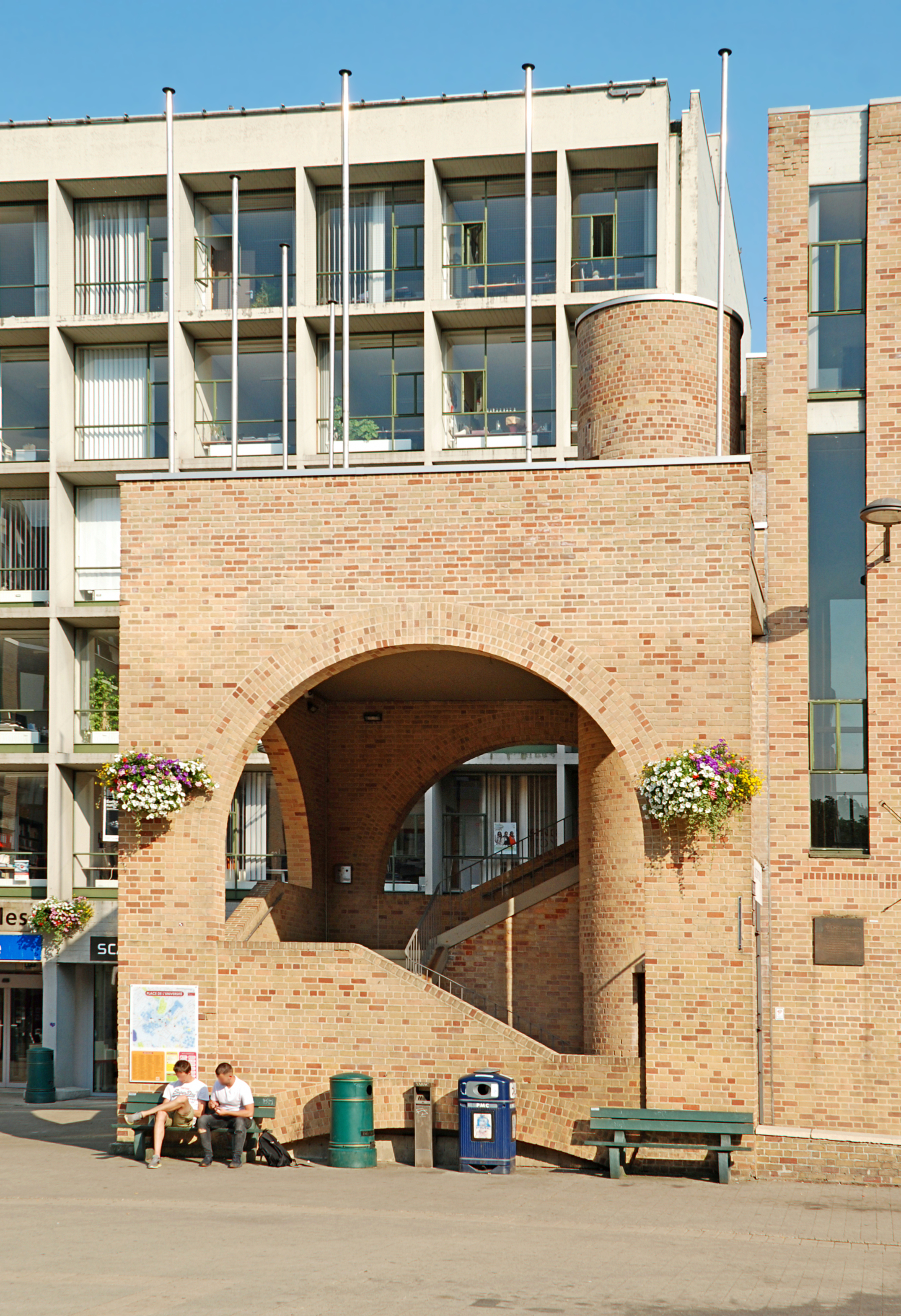
Le porche.

#### Façade orientale
La façade orientale, disposée le long de la voie des Hennuyers, est la plus austère.
Elle se limite à des bureaux et est composée, comme la partie de gauche de la façade occidentale, de petites alvéoles en « béton brut » encadrant les fenêtres des bureaux du rectorat de l'Université catholique de Louvain.

Façade orientale
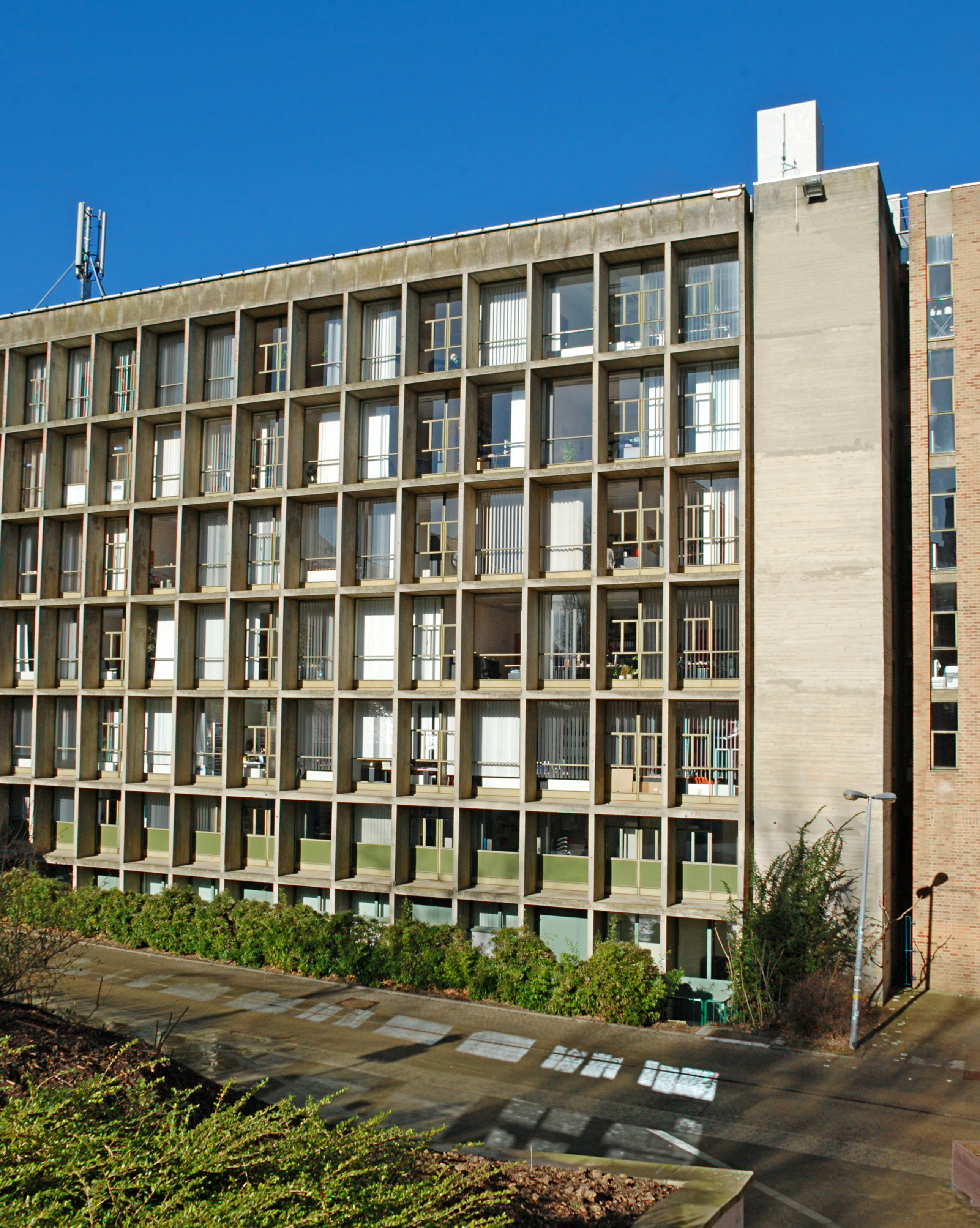
Vue globale.
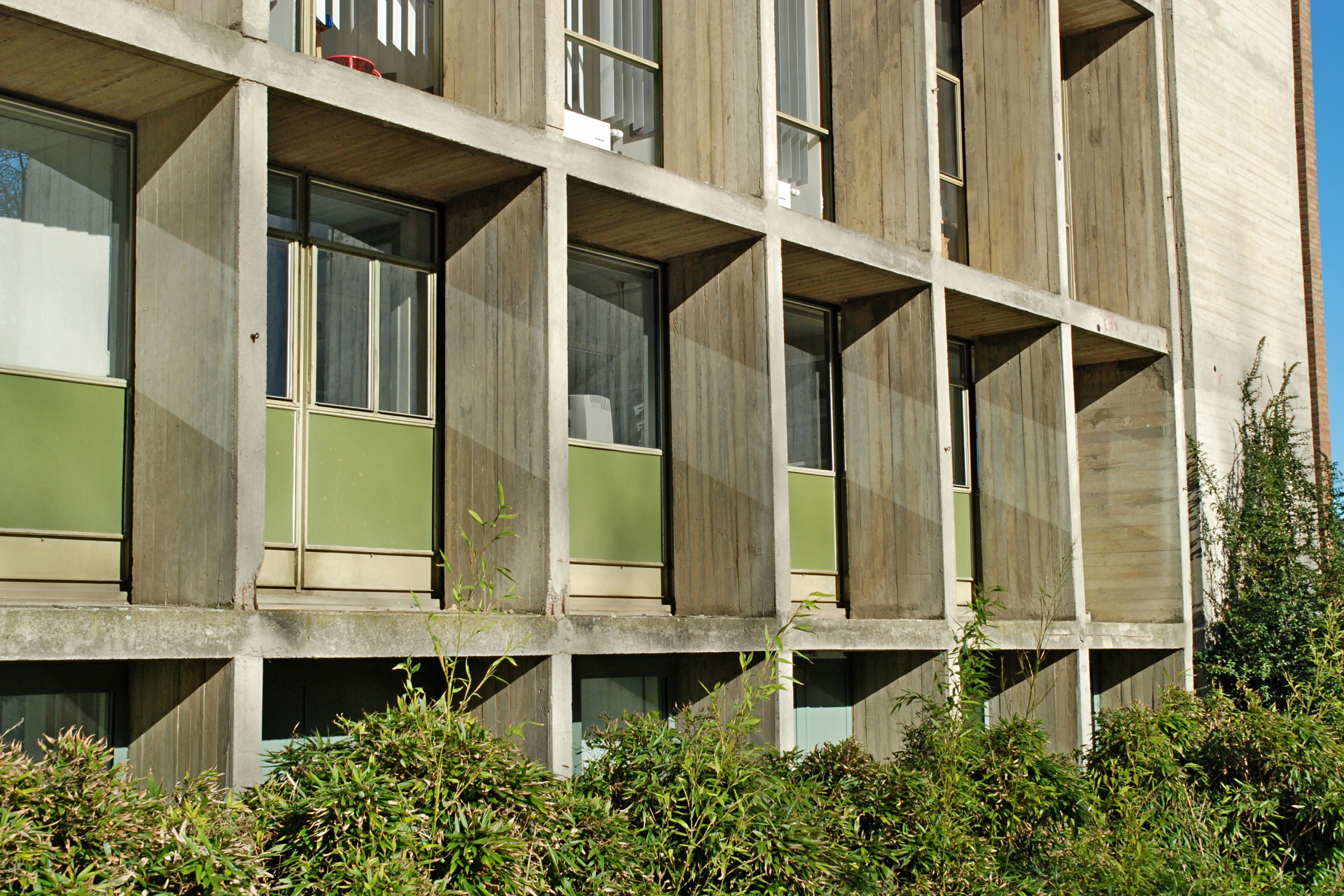
Alvéoles en « béton brut ».
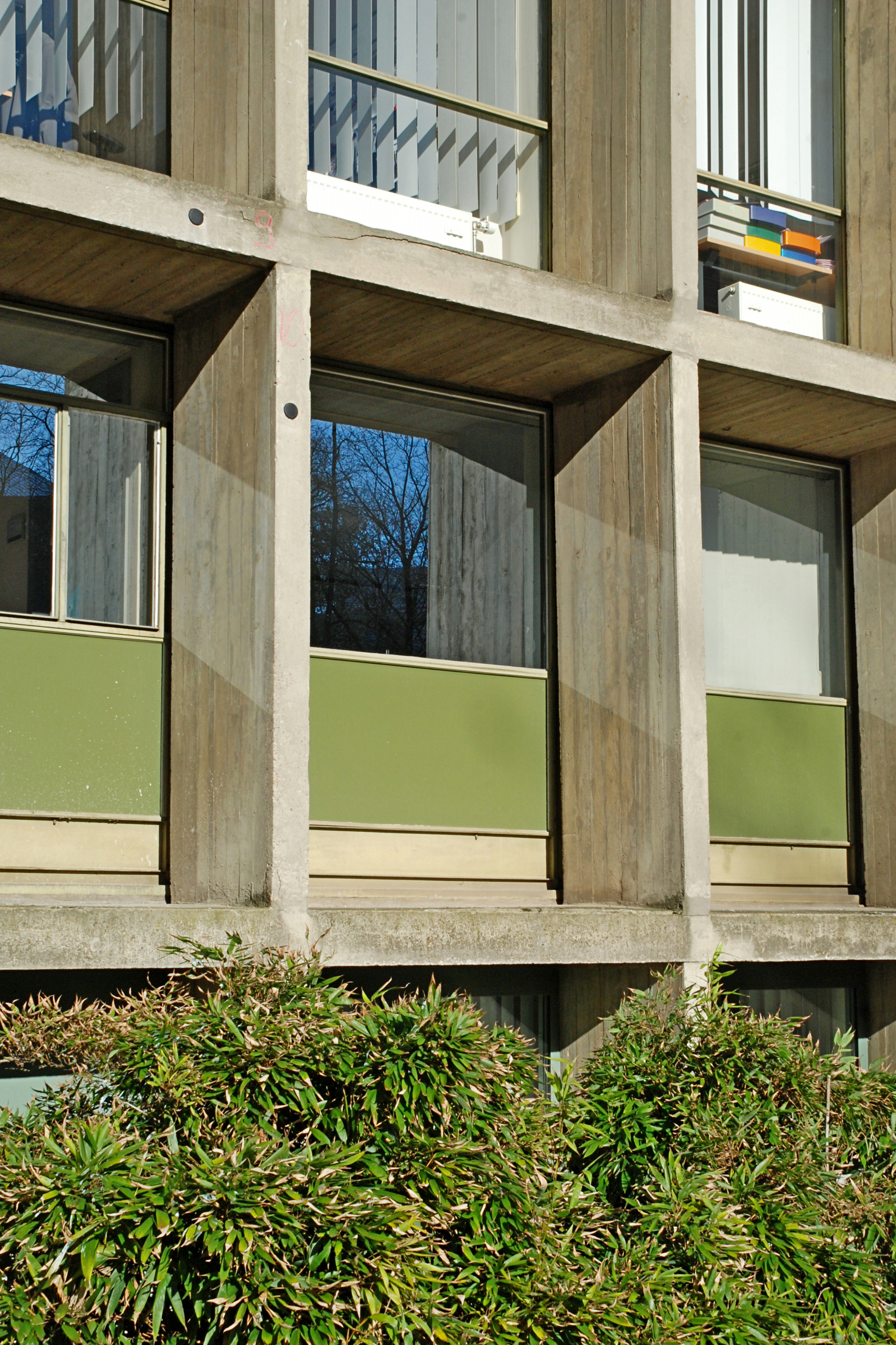
Détail.

### Architecture intérieure
Les Halles universitaires  abritent de nombreuses salles comme la « Rotonde », la salle de la Tapisserie, la salle André Oleffe et la salle Monseigneur Ladeuze dans l'aile droite, la salle Philippe Le Hodey dans l'aile centrale et le Sénat Académique dans l'aile gauche.

#### « Rotonde »

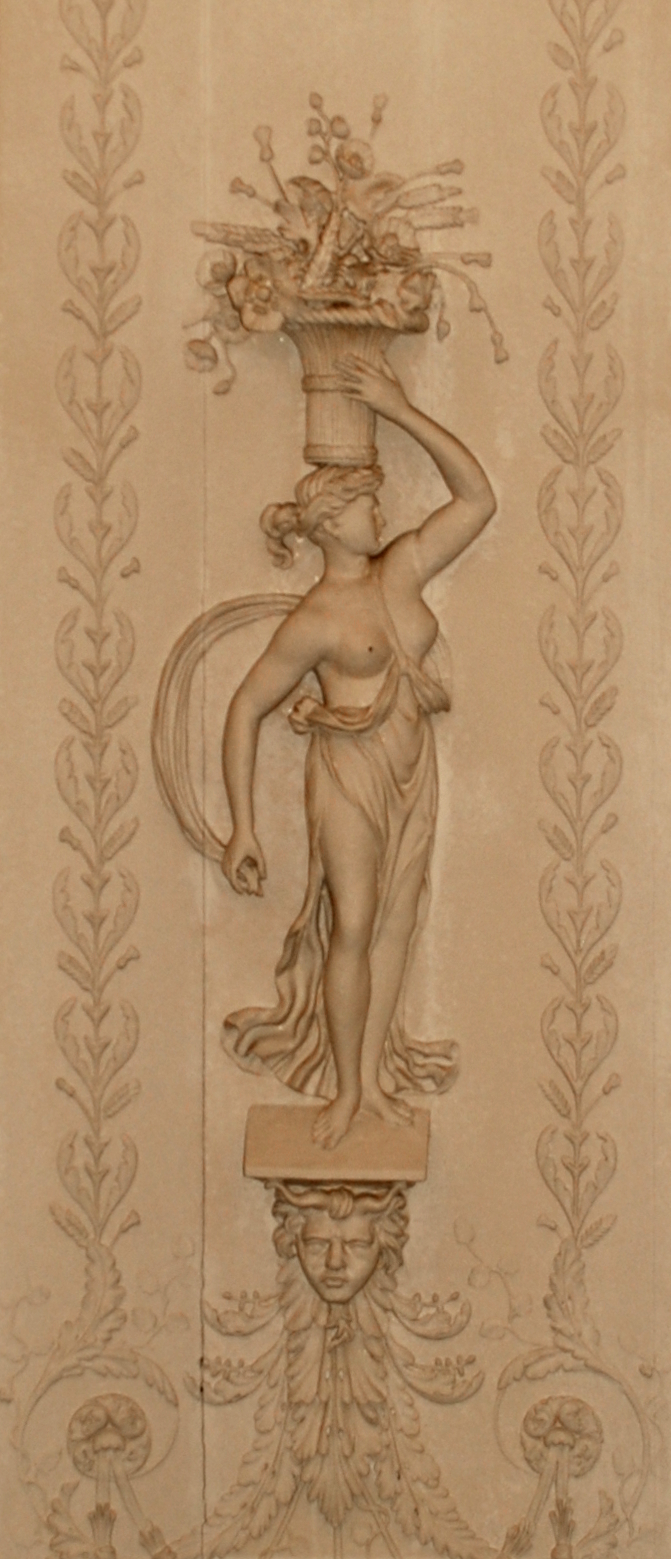
Détail des boiseries.

Ce bâtiment moderne cache en son sein une pièce surprenante et anachronique, la « Rotonde », une salle du XVIIIe siècle donnée à l'Université après la Seconde Guerre mondiale et installée telle quelle dans les Halles universitaires de Louvain-la-Neuve,.
Selon Frédéric Blondeau, responsable du service culturel de l'UCLouvain, « cette pièce est un mystère. Elle date du XVIIIe siècle et a été offerte par on ne sait plus qui, à la fin de la Seconde Guerre mondiale, pour panser les plaies de celle-ci. Elle a d'abord été installée dans la bibliothèque de l'Université, place Ladeuze, à Louvain. Au moment de la séparation des deux universités, elle a été ramenée à Louvain-la-Neuve, avec une partie des livres de la bibliothèque ».
Selon Jean-Marie Lechat, ancien directeur de l'Administration des domaines de l'UCL, c'est Raymond Lemaire, professeur spécialiste de l'histoire de l'architecture et de la conservation des monuments, et l'un des concepteurs de Louvain-la-Neuve, qui a demandé à l'architecte Yves Lepère d'intégrer les boiseries de cette pièce dans le bâtiment des Halles. Face aux réticences de Lepère, l'Administrateur général de l'UCL Michel Woitrin en personne appuya la demande de Raymond Lemaire.
En 2018, cette salle méconnue est découverte par la presse à l'occasion de la présentation du 152e « Carnet du Patrimoine » consacré par l'AWaP (Agence wallonne du Patrimoine, ex-Institut du Patrimoine wallon) au patrimoine d'Ottignies-Louvain-la-Neuve. Elle est ensuite découverte par le public lors des journées du patrimoine 2018 de la Région wallonne, consacrées au patrimoine insolite. 

La « Rotonde »
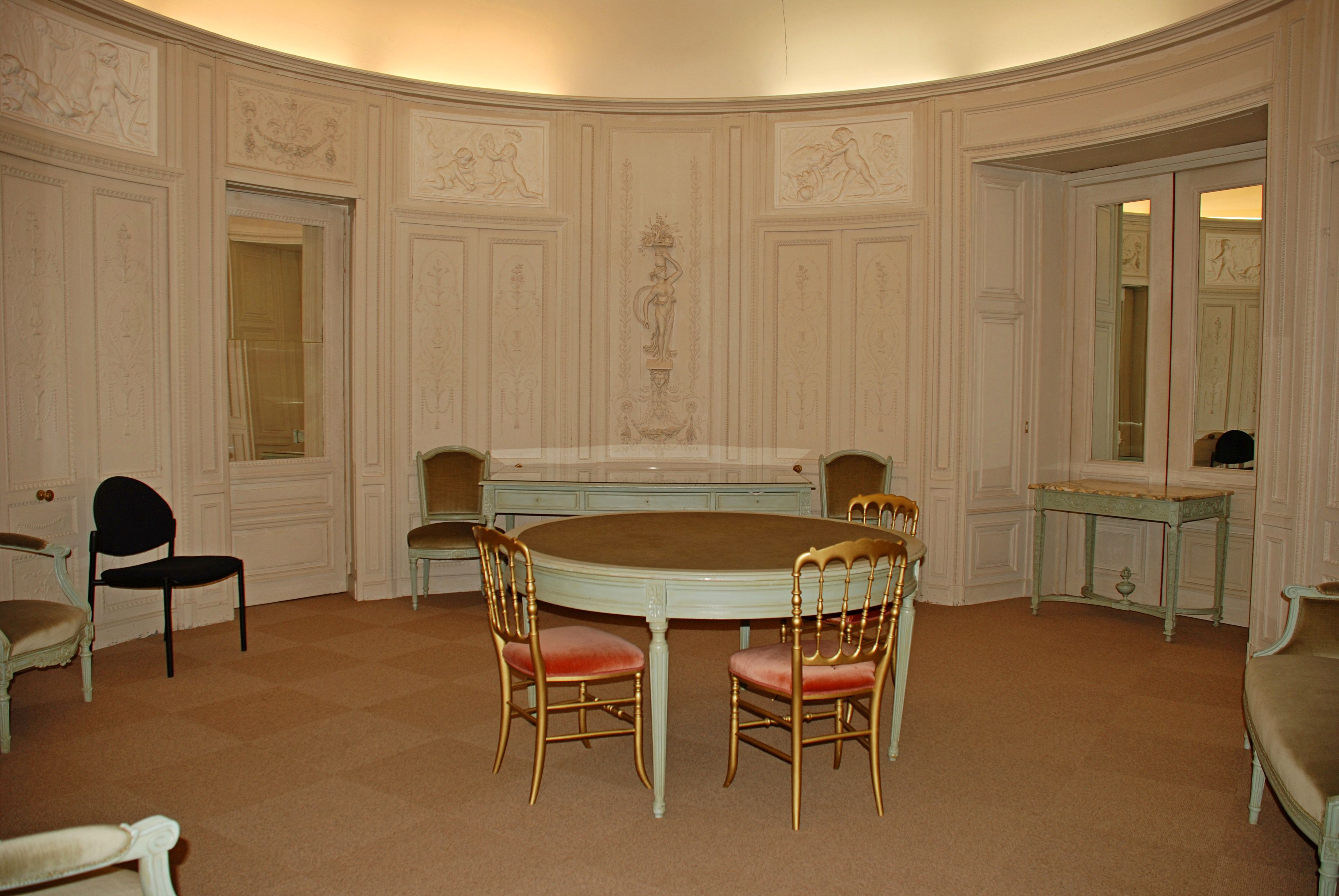
La « Rotonde ».
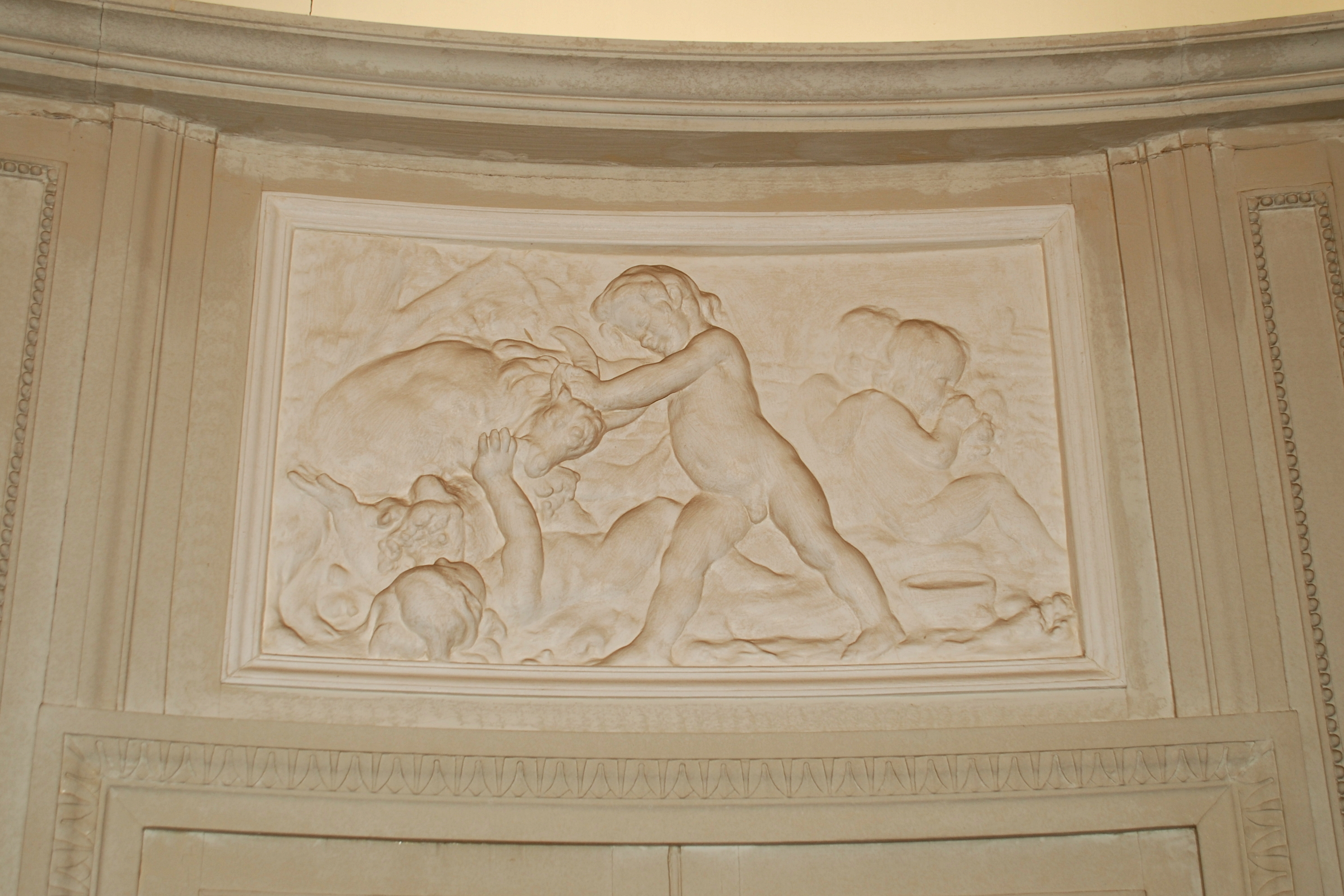
Putti.

#### Salle de la Tapisserie
La Salle de la Tapisserie, située au 2e étage, présente une architecture qui est le strict reflet de la façade des Halles universitaires, puisqu'elle combine surfaces de briques et surfaces de « béton brut ». Ce dernier est particulièrement visible au plafond et au niveau de la galerie suspendue.
Elle abrite une tapisserie de 5,15 m de haut intitulée Sedes Sapientiae et tissée par C. De Wit sur un carton d'Edmond Dubrunfaut en 1977,. Cette tapisserie représente la Sedes Sapientiae (« Siège de la Sagesse »), patronne de l'UCL, entourée d'un saint personnage pour chaque province wallonne et un pour Bruxelles : saint Éleuthère (premier évêque de Tournai), Marie d'Oignies (Liège), saint Boniface (Bruxelles), sainte Gertrude (abbesse de Nivelles), saint Hubert (apôtre des Ardennes) et Julienne du Mont-Cornillon,,.
On y trouve également la première pierre des bâtiments universitaires à Louvain-la-Neuve,,. Cette pierre a été posée par le roi Baudouin le 2 février 1971 lors d'une cérémonie au Cyclotron (le premier bâtiment de Louvain-la-Neuve) en présence du premier ministre Gaston Eyskens, du cardinal Suenens, du recteur Monseigneur Massaux, de l'administrateur général de l'UCL Michel Woitrin, du bourgmestre d'Ottignies Yves du Monceau de Bergendal et du ministre André Oleffe,. Cette pierre en forme de borne haute de 90 cm et large de 45 cm, réalisée en pierre de Gobertange, a été taillée de façon à accueillir un cylindre métallique contenant un parchemin qui rappelle l'inauguration de la ville par le roi Baudouin. Sa partie supérieure est ornée d'un sigle qui symbolise l'union des différentes composantes de la communauté universitaire. La pierre a été transférée dans les Halles en 1976.

Salle de la Tapisserie
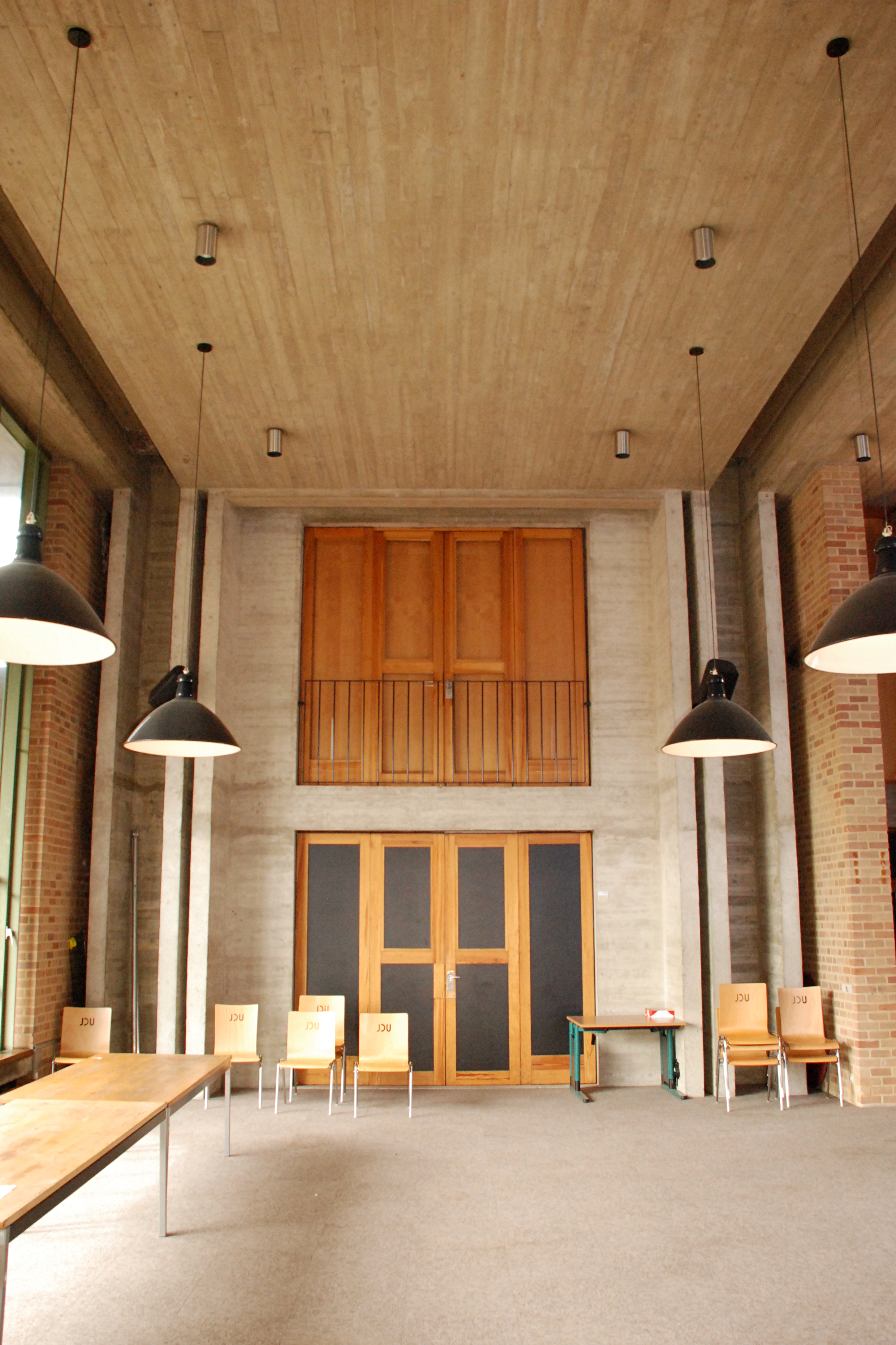
Briques et « béton brut ».
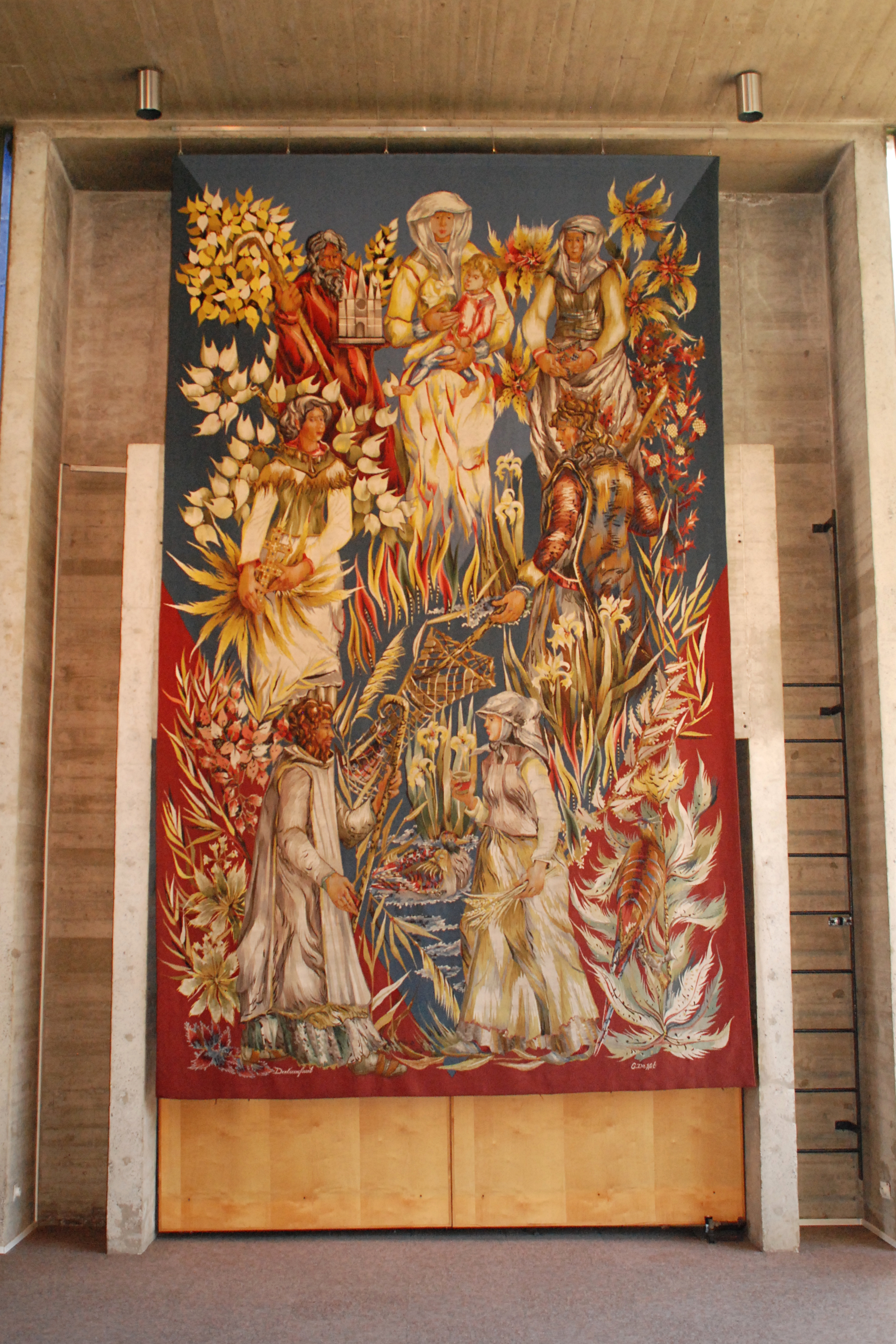
Tapisserie de Dubrunfaut.
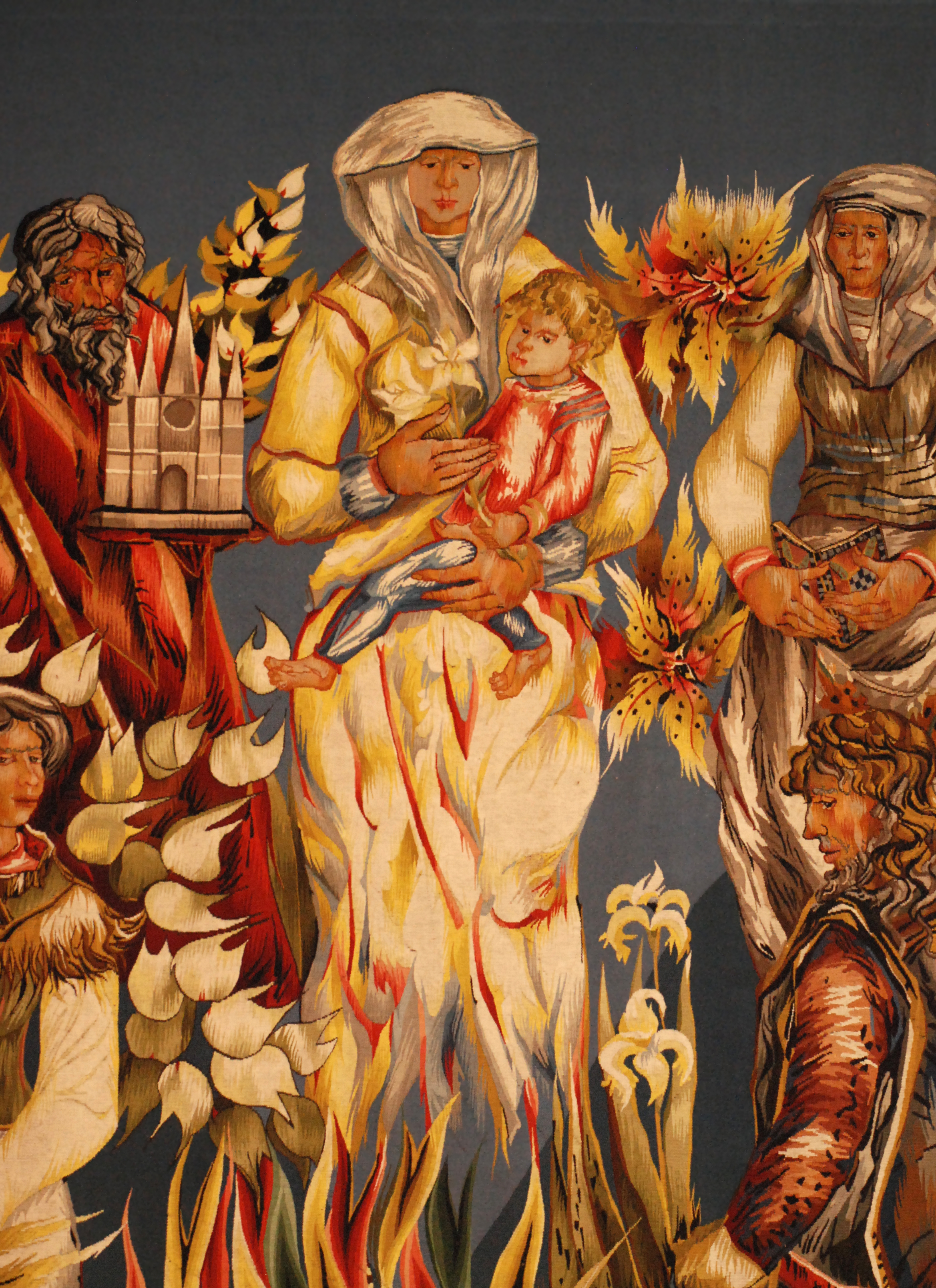
La Vierge à l'enfant de la tapisserie.
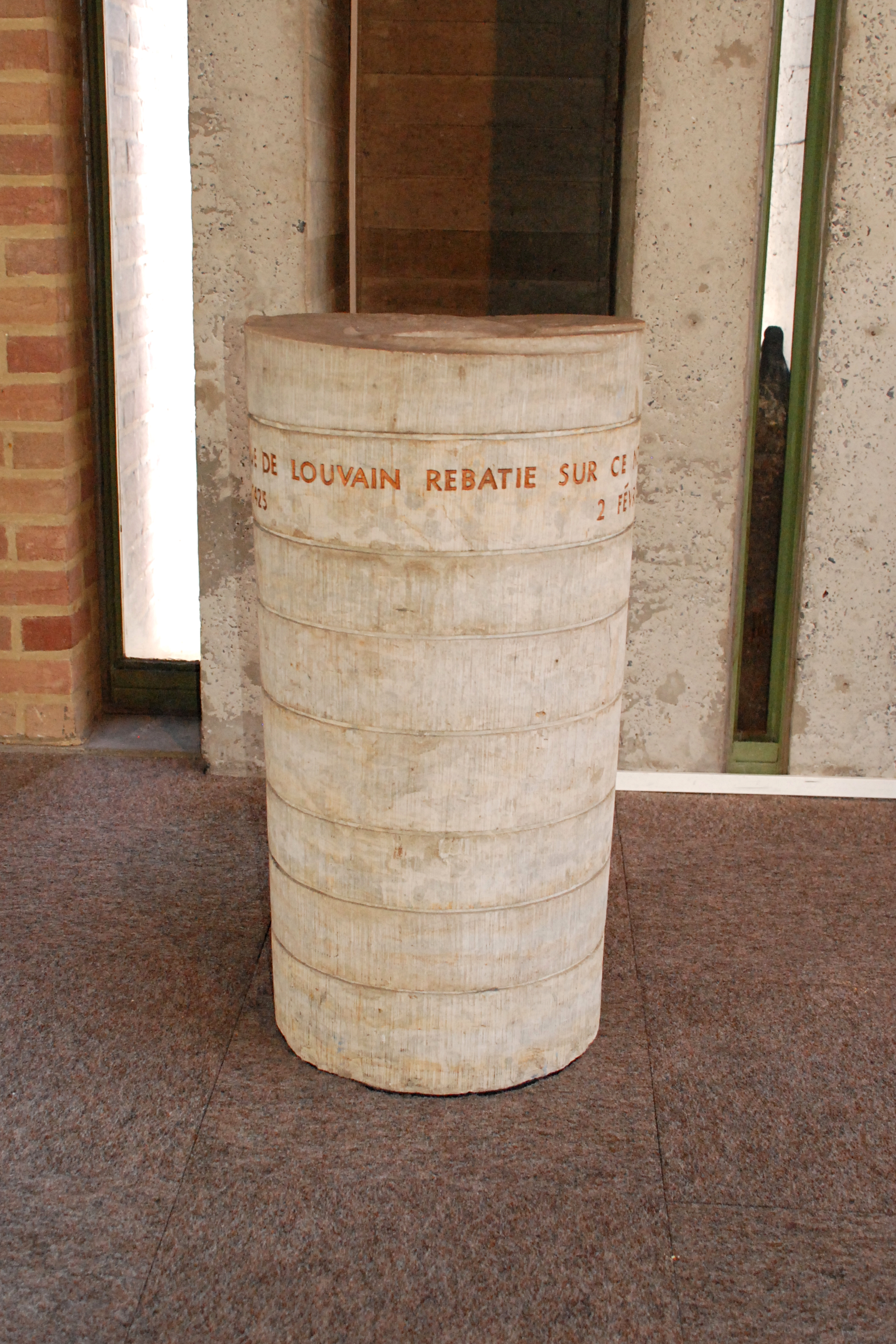
Première pierre de Louvain-la-Neuve.
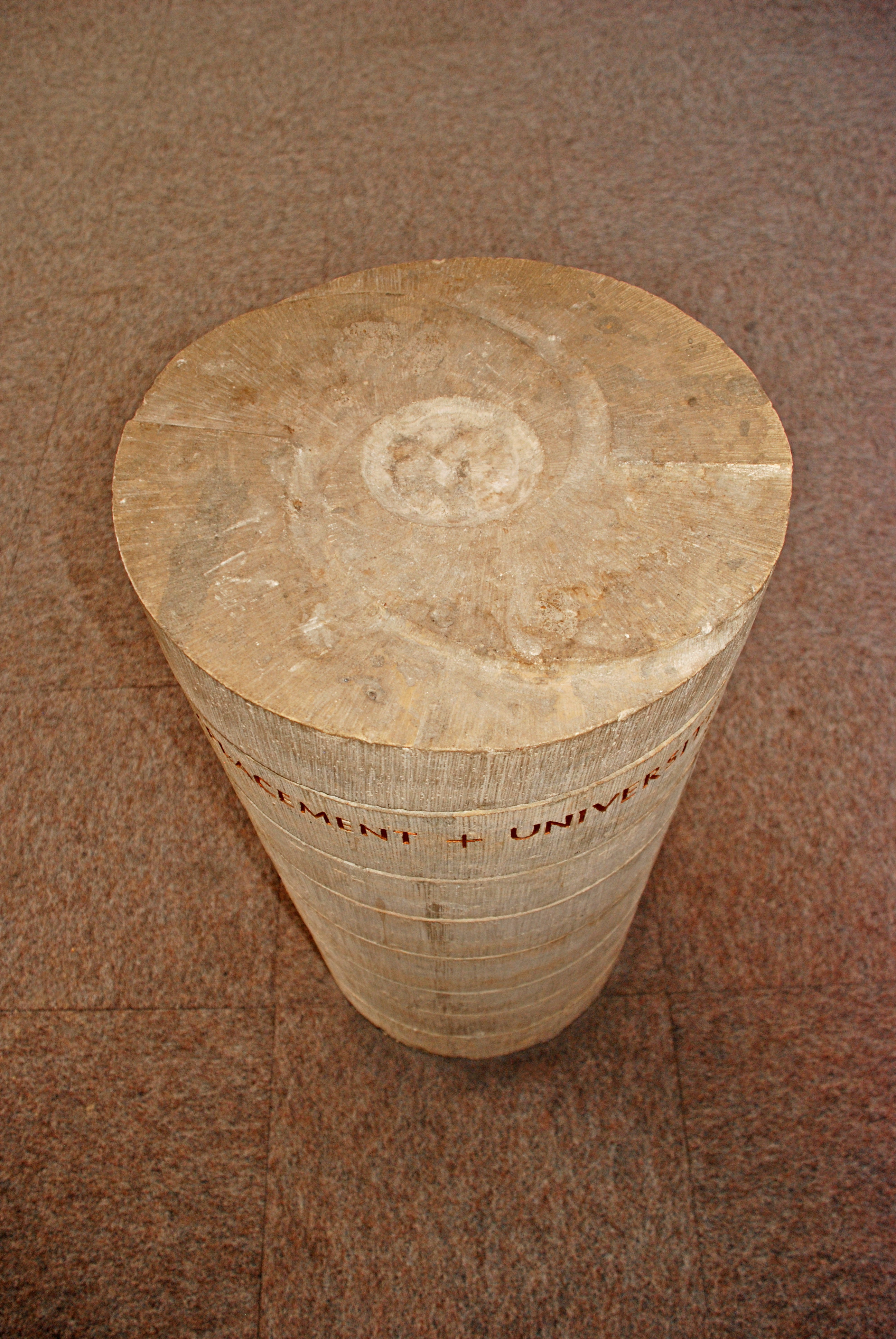
Le sigle qui orne le haut de la pierre.

#### Salle Philippe le Hodey
La salle Philippe le Hodey porte le nom du parlementaire et industriel Philippe le Hodey (1914-1966).
Tout comme la salle de la Tapisserie, la salle Philippe le Hodey présente une architecture qui combine surfaces de briques et surfaces de « béton brut », particulièrement visible au plafond et au niveau de la galerie suspendue.
Cette galerie porte une plaque qui rappelle le souvenir de Philippe le Hodey :

Parlementaire et responsable industriel, Philippe le Hodey développa dès 1964

une vision d'avenir sur la nécessité d'implanter l'UCL en terre wallonne

Il contribua notamment en tant que président des "Amis de l'Université de Louvain"

à faire de ce transfert une incontestable réussite.

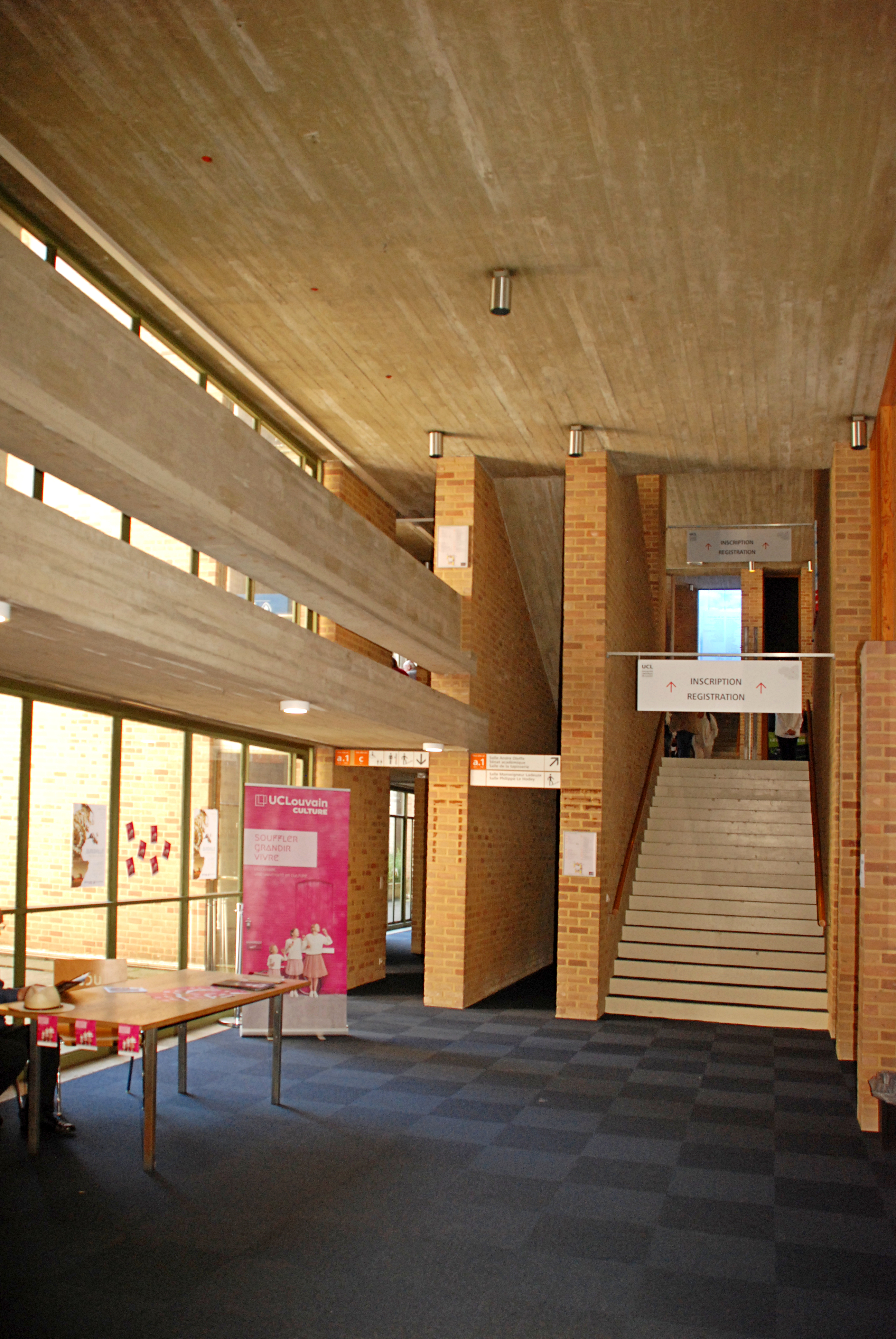
Couloir menant à la Salle Philippe le Hodey.
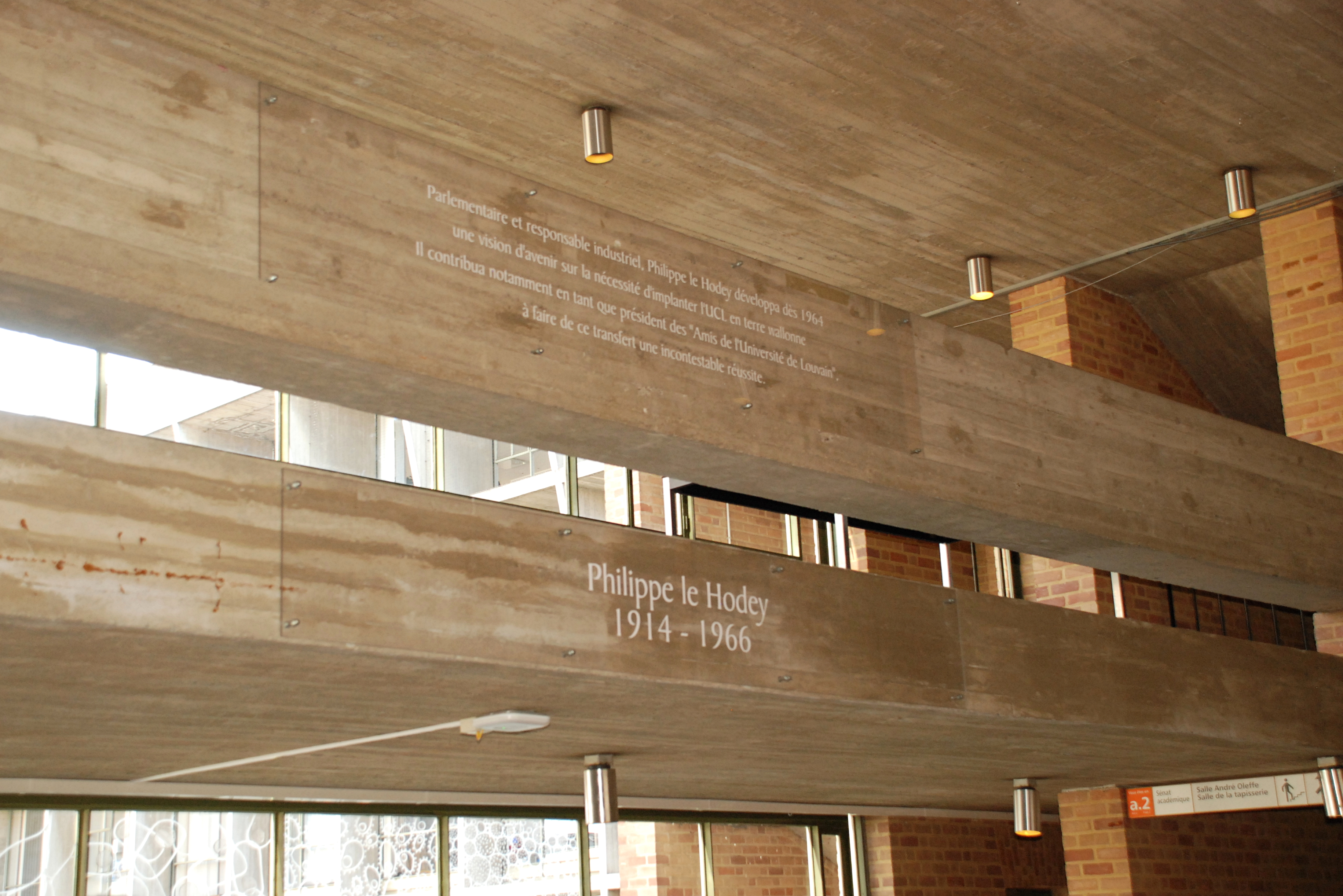
Plaque commémorative.
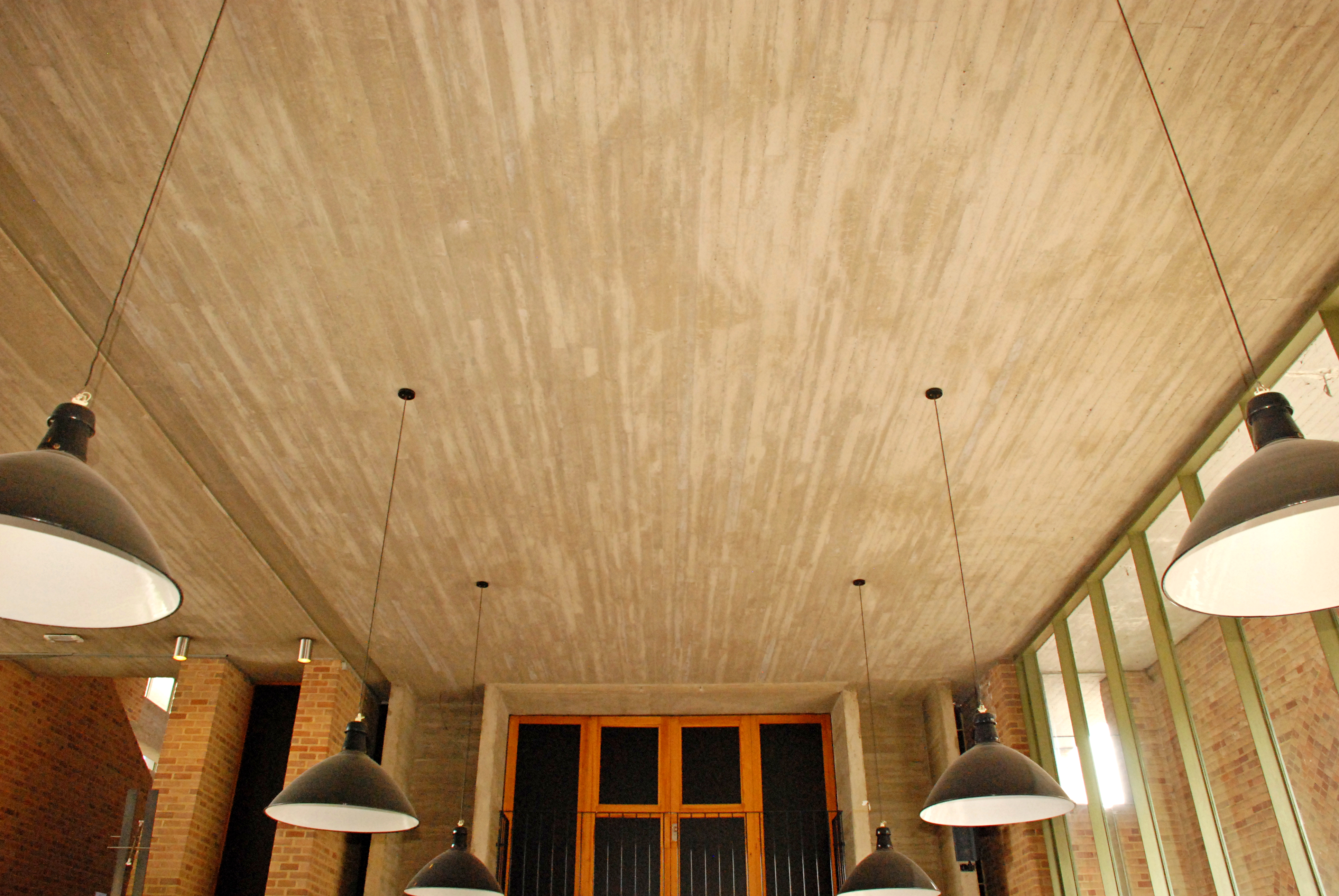
Plafond de style « béton brut ».

#### Sénat Académique
L'aile occidentale (aile de l'Administrateur général) abrite une salle appelée « Sénat Académique ».
Un des murs de la salle est orné de panneaux célébrant la mémoire des scientifiques et personnalités les plus illustres qui ont marqué l'histoire des trois universités successives qui ont porté le nom d'Université de Louvain, précédés chaque fois d'un panneau annonçant l'année de fondation de l'université en question :
- 1425 (Université de Louvain de sa fondation en 1425 à sa suppression en 1797) : Vésale, Érasme, Mercator ;
- 1834 (Université catholique de Louvain de sa refondation en 1834 à la scission de 1968) : Ladeuze, Mercier, Lemaître ;
- 1971 (Université catholique de Louvain établie à Louvain-la-Neuve depuis 1971) : De Duve.

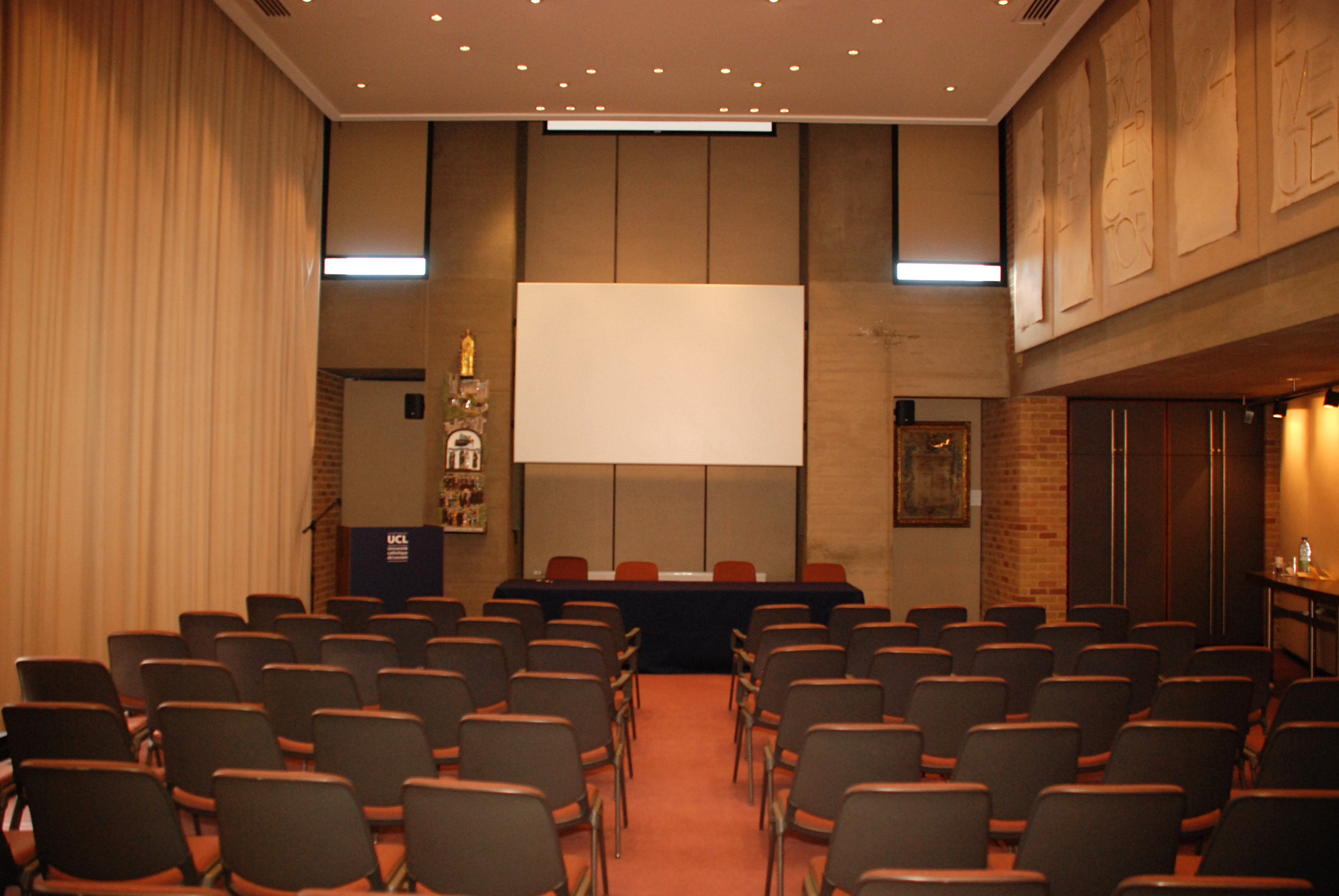
Sénat Académique.
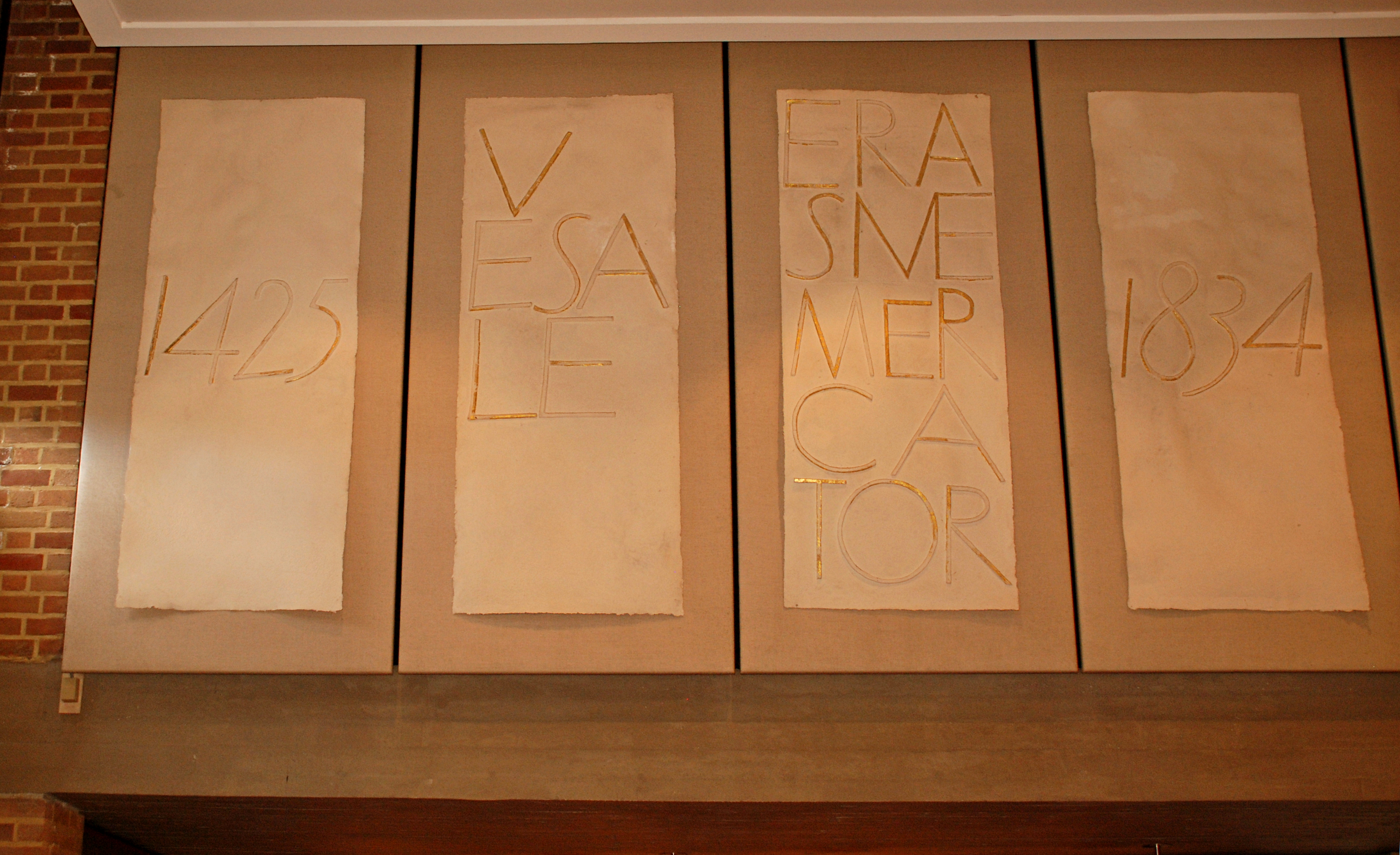
1425 : Vésale, Érasme, Mercator.

## Ornementation

### Qu'est ce qu'un intellectuel?

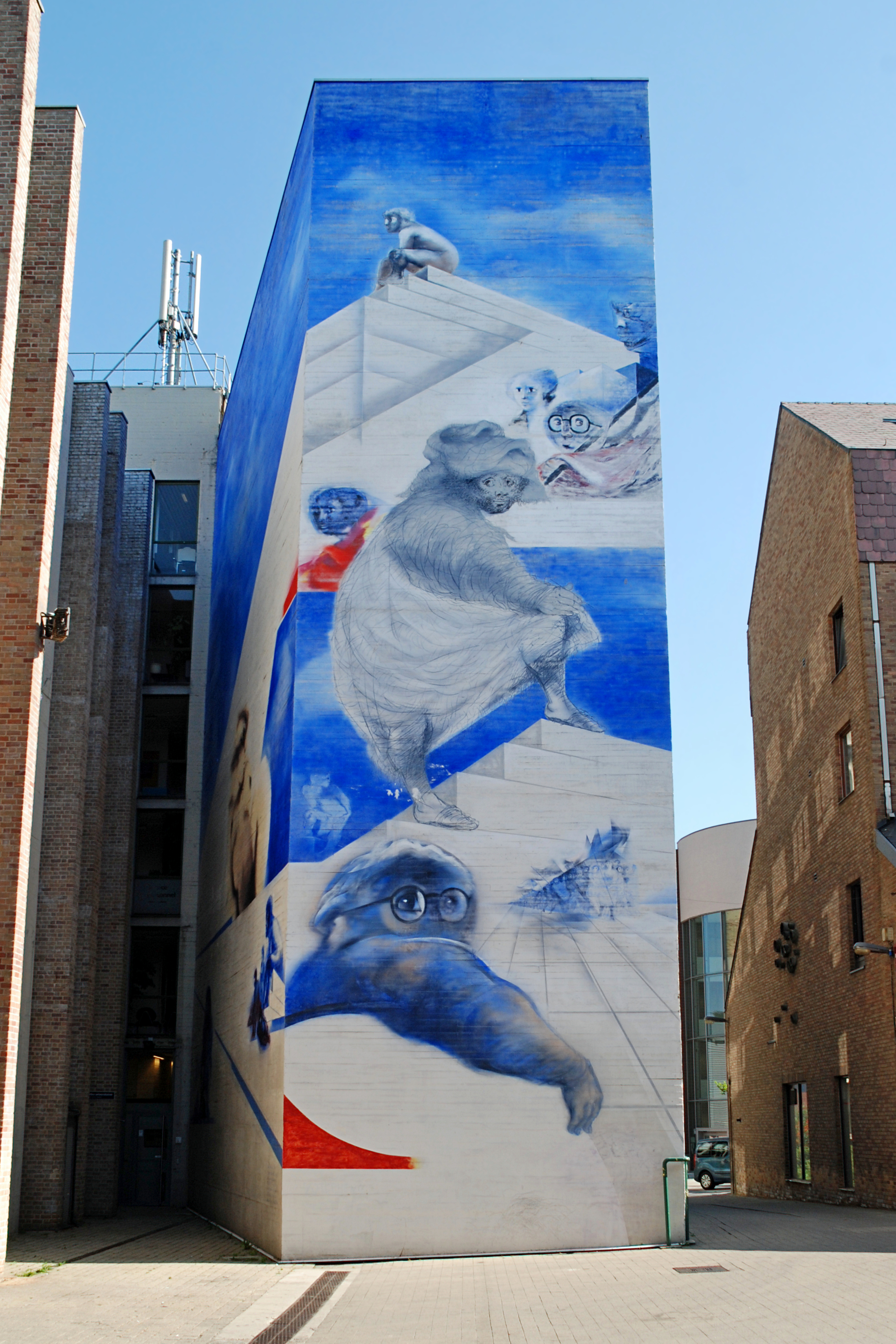
« Qu'est ce qu'un intellectuel ? »

Un haut pan de façade en béton situé à l'angle sud-est du bâtiment, à l'intersection de la rue des Wallons et de la voie des Hennuyers, est orné d'une immense peinture murale intitulée Qu'est ce qu'un intellectuel ?.
Cette fresque de 410 m2, haute de 21 m, a été réalisée en 1987,, par le « Collectif d'art public » sur base d'un projet de Roger Somville créé par Somville en 1979 et composé de Peter Schuppisser, Marc Bolly, Tomas Munoz, Roger Somville, Paul Gobert, Paul Timper, Xavier Crols, Jacques Defrang et Jean Goldmann.
La fresque représente en haut l'intellectuel classique gréco-romain, au centre l'intellectuel de la Renaissance et en bas l'intellectuel d'aujourd'hui,.
Sur le mur latéral, une phrase en facilite l'interprétation : « L'intellectuel véritable est celui qui se préoccupe du sort de l'humanité ».

Qu'est ce qu'un intellectuel ?
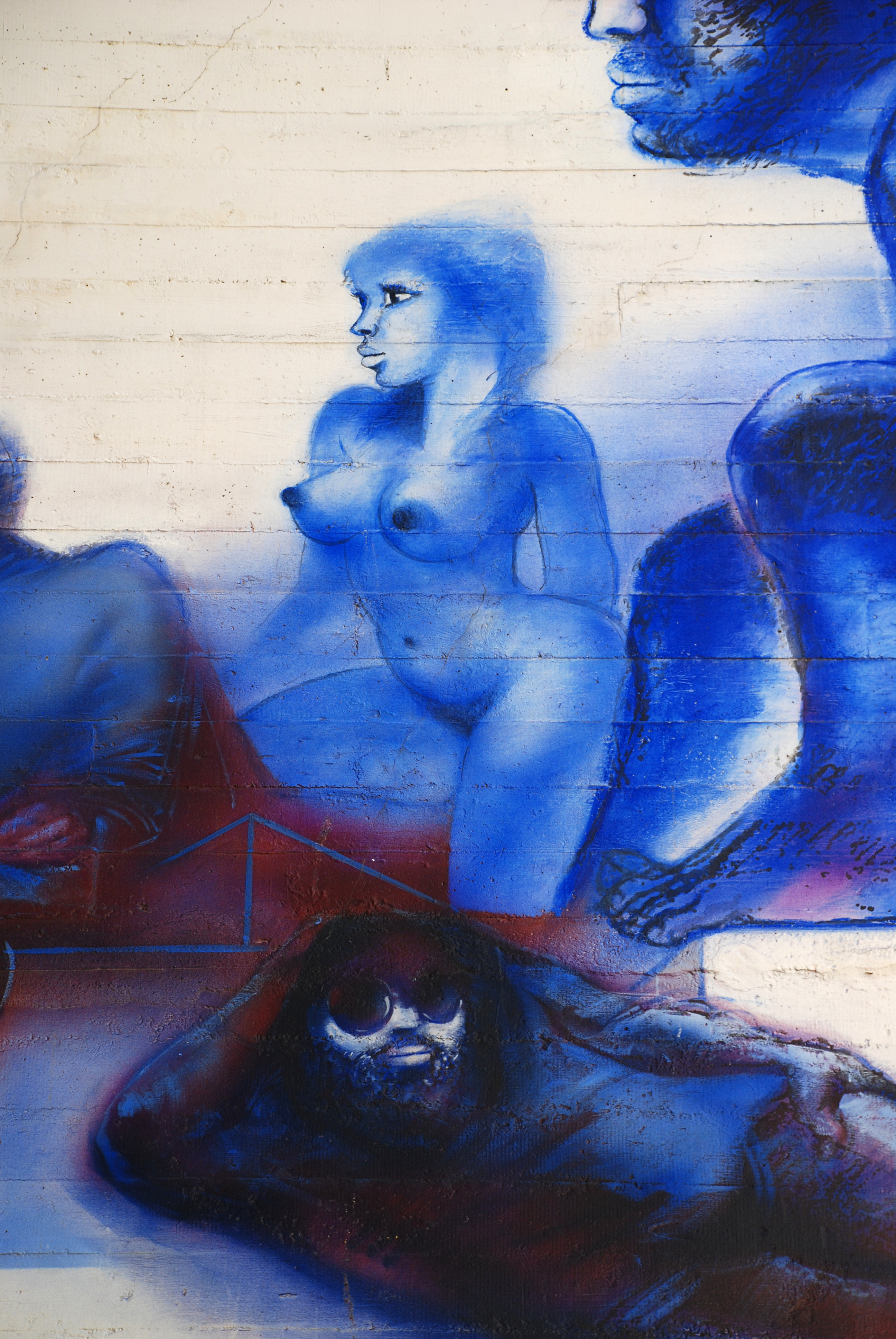
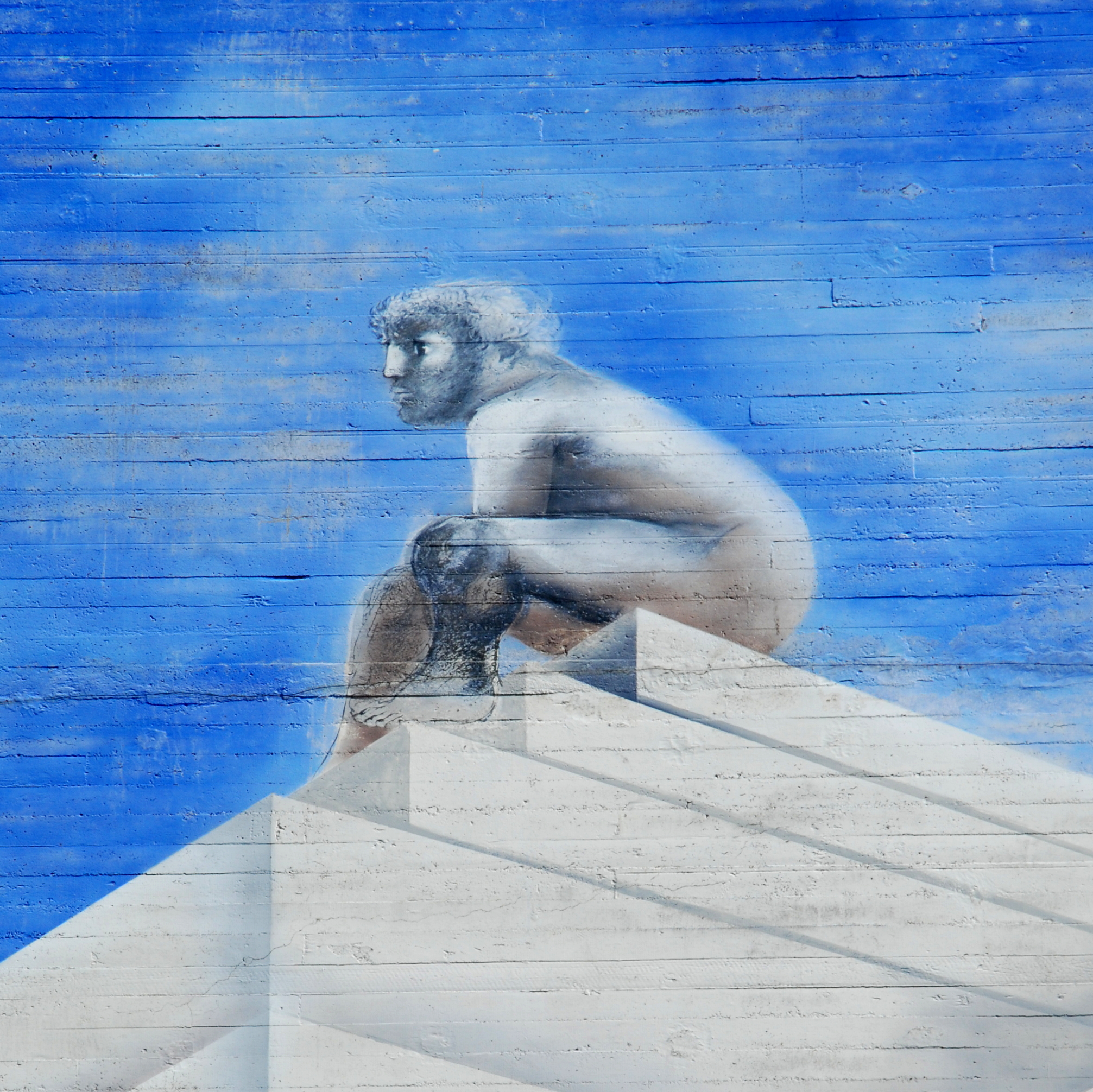
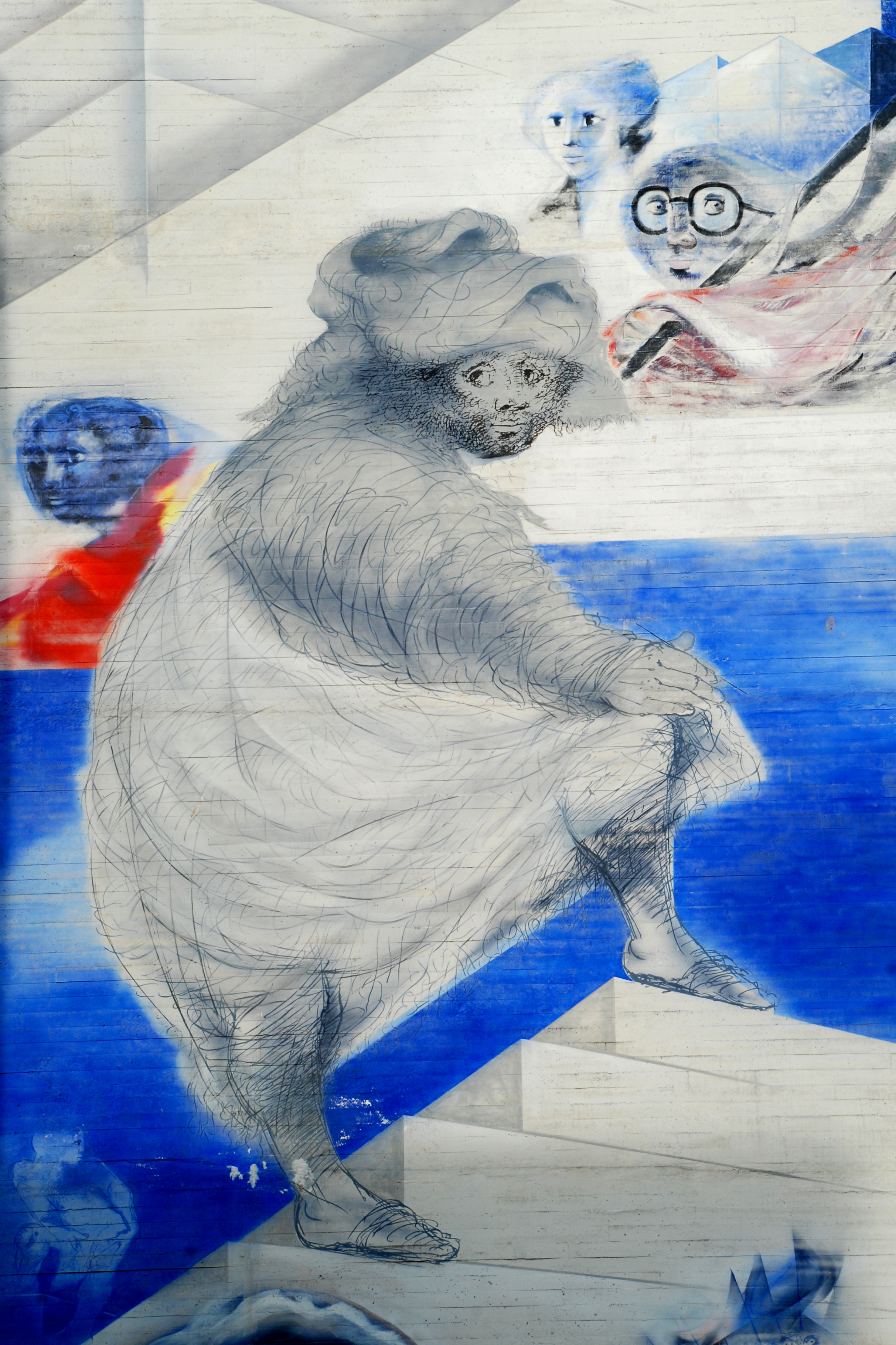
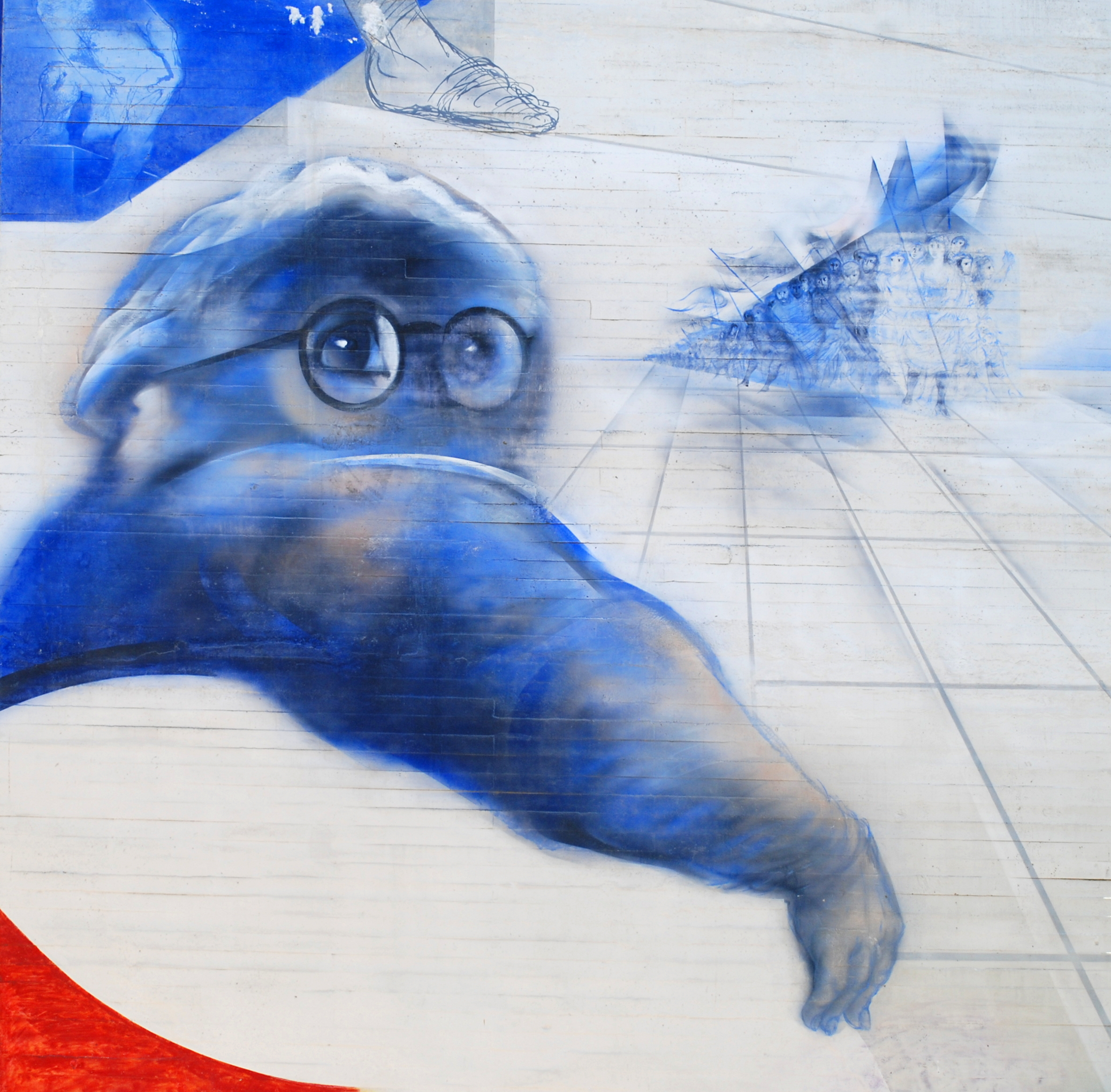

### Sculptures
La façade principale des Halles intègre une sculpture en bronze et cadre en béton blanc intitulée « La main au diplôme » réalisée en 1995 par Gigi Warny, une artiste autodidacte diplômée de l'UCL,,. Cette sculpture, dont le promoteur fut la Fondation Michel Woitrin, rappelle la fonction universitaire de la ville et représente la récompense suprême qu'espère tout étudiant,. Pour reprendre les mots de l'ouvrage L'art dans la ville - Promenades à Ottignies-Louvain-la-Neuve « Comme pour la statue de t'Serclaes à Bruxelles ou le petit singe du Grand Garde montois, caresser cette main enserrant un diplôme porte chance et augmente donc l'espoir d'acquérir le sésame tant espéré ».
Juste en face, à l'endroit où la rue des Wallons et la Grand-Rue rencontrent la place de l'Université, se dresse une fontaine qui représente un étudiant et une étudiante qui lisent un livre ensemble,. Baptisée « Léon et Valérie » par les étudiants en référence à une vieille chanson coquine du folklore estudiantin, cette fontaine est un don d'un mécène américain, le docteur Donald Hilson Ryan,, et a été inaugurée le 11 octobre 1984. 
« Adopté par la communauté universitaire, le couple est devenu une mascotte locale, véritables Roméo et Juliette néo-louvanistes qu'on affuble, à l'occasion, de la calotte et de la cape estudiantines traditionnelles ».
Le bassin d'un diamètre de 3,50 m et le socle en béton teinté de Bierges ont été dessinés par Raymond Lemaire tandis que les personnages grandeur nature en bronze sont de la main de Gigi Warny,,.

Œuvres de Gigi Warny
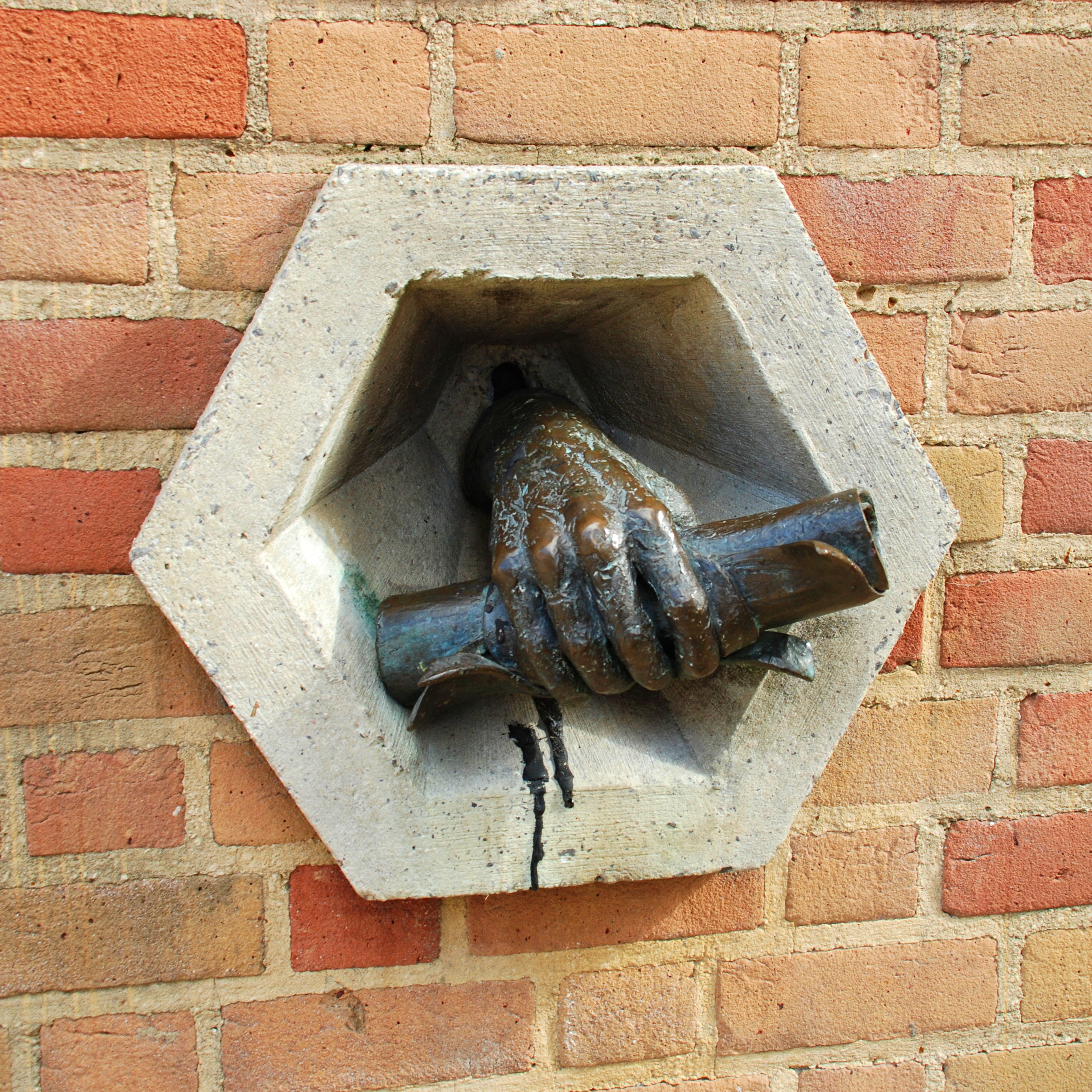
La main au diplôme.
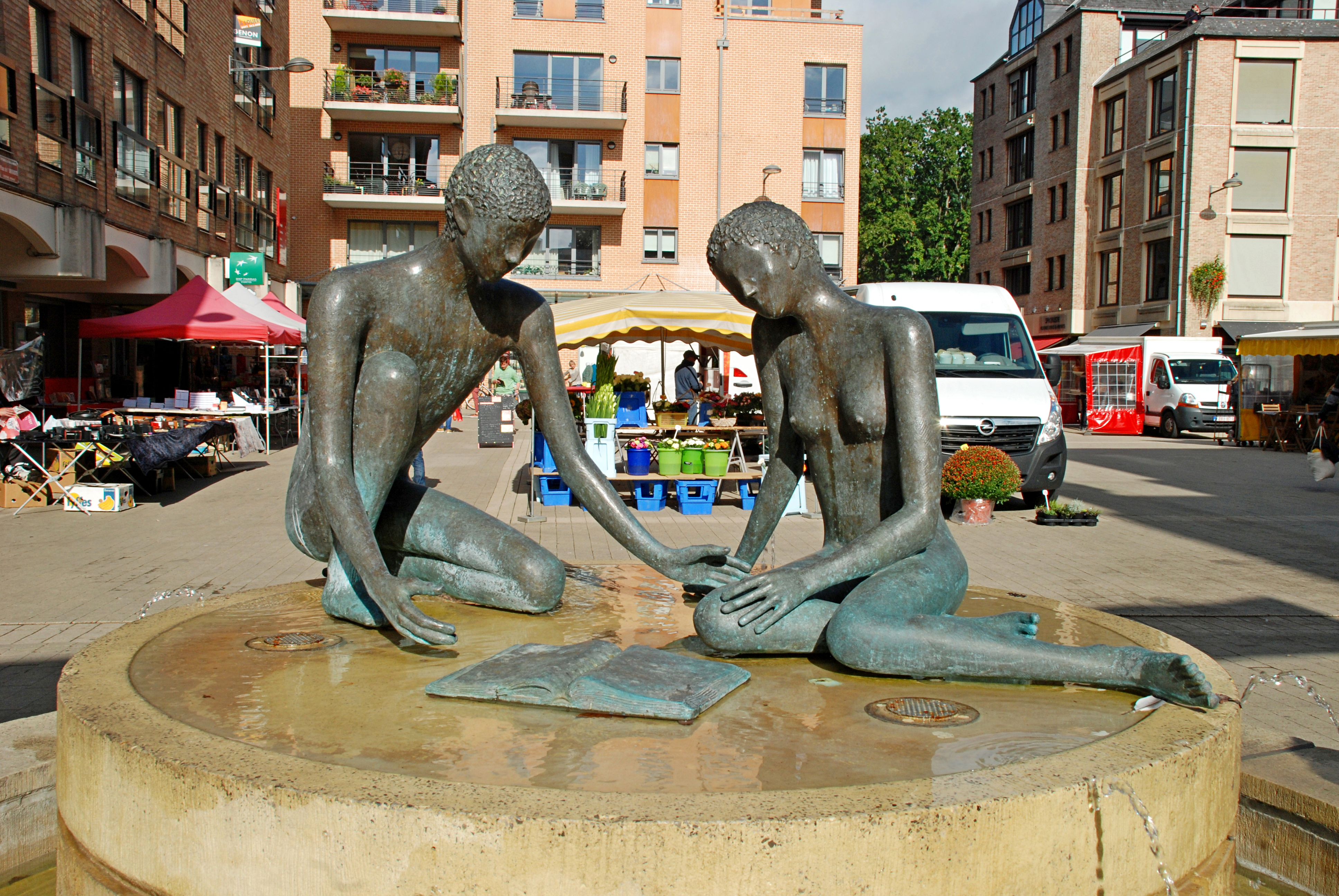
Léon et Valérie.
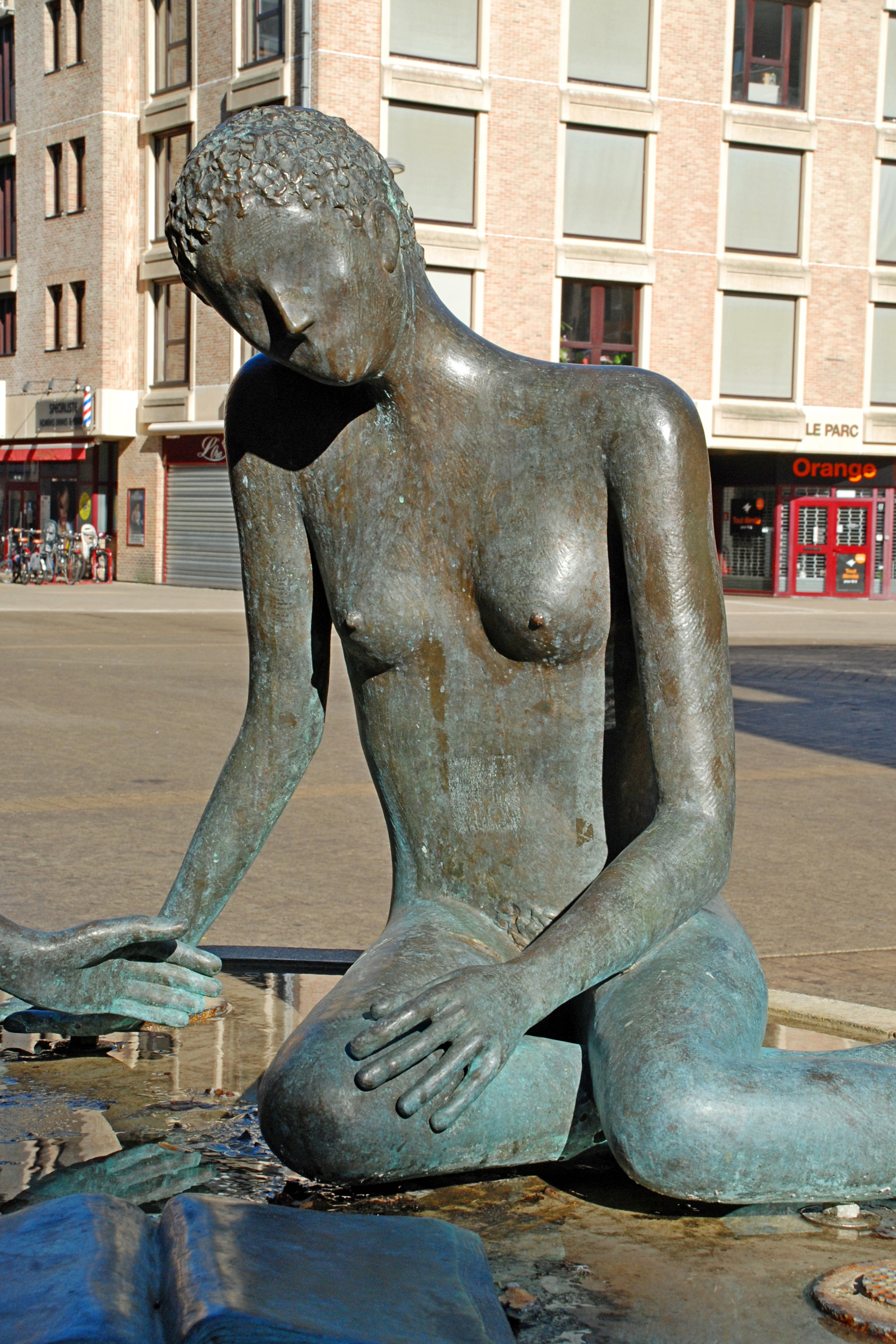
Valérie.

## Plaques commémoratives
La façade occidentale porte, près du porche, trois plaques commémoratives.
La première est dédiée « au professeur Michel Woitrin, administrateur général 1963-1984, pour la part décisive qu'il a prise à la création et au développement de Louvain-la-Neuve et de Louvain-en-Woluwé, contribuant ainsi à la mission séculaire de l'Université catholique de Louvain en terre romane ».
La seconde est dédiée « à Yves du Monceau de Bergendal, bourgmestre d'Ottignies-Louvain-la-Neuve. Il a voulu faire d'Ottignies une ville universitaire et décida d'accueillir généreusement l'UCL à la recherche d'une implantation urbaine en terre romane. De la commune d'Ottignies, il fit la ville d'Ottignies-Louvain-la-Neuve, en réunissant dans la complémentarité les deux cœurs urbains : d'Ottignies pour sa tradition ancienne et de Louvain-la-Neuve pour l'aventure universitaire ».
La troisième est consacrée « à Édouard Massaux, prorecteur (1965-1969), recteur (1969-1986), recteur magnifique de l'Université catholique de Louvain. La communauté universitaire exprime sa profonde gratitude pour avoir tenu la barre avec fermeté au fort de la tourmente puis présidé avec succès au redéploiement de l'université à Louvain-la-Neuve et à Bruxelles afin qu'elle puisse poursuivre, en terre romane, au service de la science, de la société et de l'église une mission commencée en 1425 ».
À côté de ces plaques en métal, une plaque de pierre bleue porte le nom en chinois de l'Université de Pékin, la première université avec laquelle l'UCL a signé un accord.

## Louvain-la-Neige
Depuis 1994, la Grand-Place et la place de l'Université accueillent en décembre le Marché de Noël de Louvain-la-Neuve, appelé « Louvain-la-Neige »,.
L'événement est organisé par l'ASBL Gestion Centre Ville (GCV), comme Louvain-la-Plage.
Chaque année, pendant près de 20 jours, les deux places du centre-ville accueillent environ 80 chalets en bois.
Le décor est constitué de chalets, de sapins et d'anciennes télécabines, dont l'une porte encore le nom de la station de ski de Valloire, en Savoie.

Louvain-la-Neige
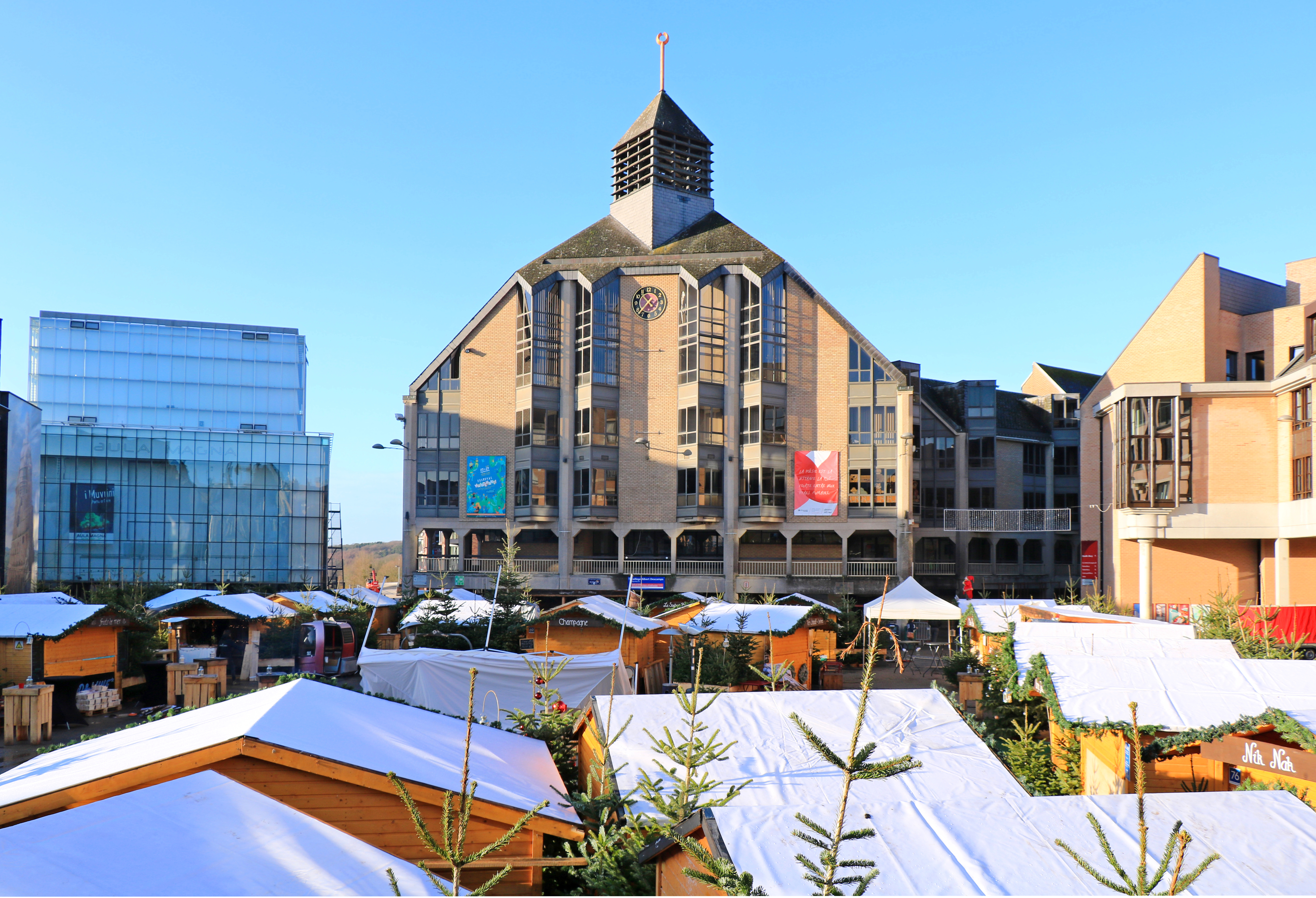
Louvain-la-Neige sur la Grand-Place.
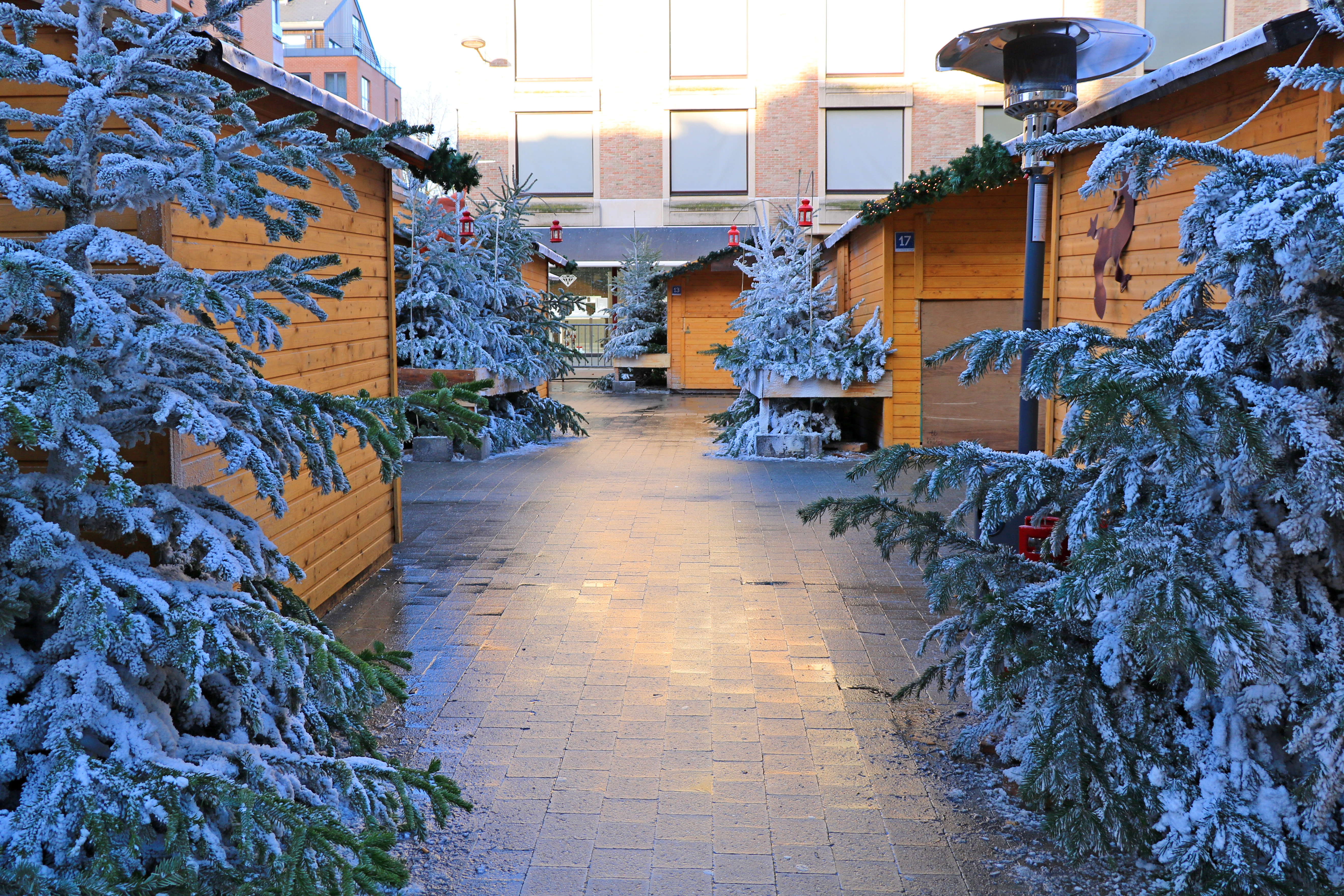
Louvain-la-Neige sur la place de l'Université.
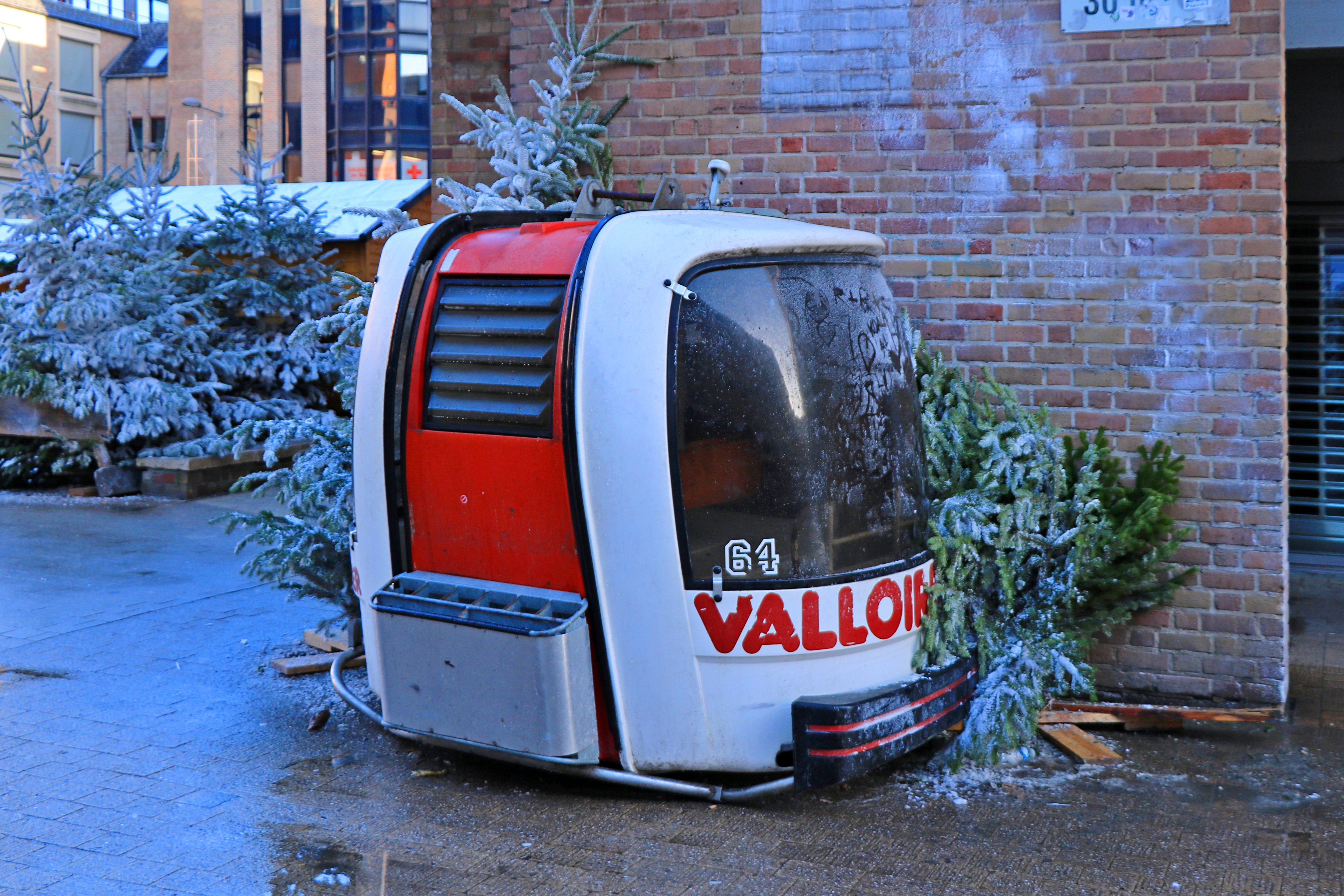
Ancienne télécabine sur la place de l'Université.

## Art public dans les environs des Halles universitaires

### Sculptures
Les environs des Halles universitaires sont ornés de plusieurs œuvres d'art public, comme la Femme assise qui orne la place de l'Accueil devant le centre commercial Esplanade, la sculpture « Univers » et un groupe de statues d'Alfred Blondel intitulé Les Quatre Saisons dans le parc de la Source, le Mémorial des 24 heures vélo réalisé dans le bas de la rue des Wallons en 2006 par Vincent Rousseau et des statuettes réalisées par Isaac Cordal lors du Kosmopolite Art Tour 2015 à Louvain-la-Neuve.
La Femme assise est une sculpture en bronze de George Grard haute de 1,27 m,. Ce nu féminin au regard humble, offert par Peter Wilhelm, a été installé sur la place en 2005 à l'occasion de l'inauguration du centre commercial « L'Esplanade »,. Pour reprendre les mots de l'ouvrage L'art dans la ville - Promenades à Ottignies-Louvain-la-Neuve « l'artiste, aujourd'hui décédé, fut célébré par d'aucuns comme un des derniers représentants de la sculpture classique ».
La sculpture « Univers » à l'entrée du parc de la Source est une sculpture en acier Corten réalisée en 2025 par l'artiste plasticienne de Genval Marie-Paule Haar pour marquer les 600 ans de la fondation de l'Université de Louvain,. La rectrice de l'UCLouvain Françoise Smets précise: « Il s'agit d'un mécénat de la Fondation Louvain. Cette sculpture montre notre ouverture sur le monde et l'univers. Elle représente la richesse et les bouillonnements constants à l'intérieur de l'université qui explose sur la société à tous les niveaux. »,. La sculpture a été réalisée avec le soutien des "Anciens et Amis de l'UCLouvain" et de donateurs via la Fondation Louvain.
Le parc de la Source abrite également un groupe de 4 statues d'Alfred Blondel intitulé Les Quatre Saisons. Le groupe est composé de 4 statues en bronze de femmes nues, placées chacune sur un socle en pierre bleue et disposées en cercle sous les arbres.
Par ailleurs, la voie des Hennuyers située derrière les Halles abrite trois statuettes réalisées par Isaac Cordal, un sculpteur espagnol invité lors du festival Kosmopolite Art Tour 2015. Isaac Cordal est un artiste espagnol né en 1974 à Pontevedra, où il étudie la sculpture à l'université des Beaux-Arts, avant de suivre une formation de cinq ans à l'école Canteiros, un établissement spécialisé dans les métiers de la pierre,,. Ses petites figurines humaines de 15 cm environ, fabriquées en béton ou en résine polyuréthane, peuvent être trouvées à Londres, Berlin, Paris, Barcelone, Milan, Malmö, Bogota, Nantes, Vienne, Bruxelles,,, et Louvain-la-Neuve. Elles représentent souvent un homme en costume gris clair, à l'allure de fonctionnaire anonyme, placé sur une façade en équilibre sur une corniche, un boîtier électrique, un câble électrique, un tuyau ou un bord de fenêtre,, et illustrent la routine de la société actuelle et l'absurdité de notre existence. À Louvain-la-Neuve, Isaac Cordal a installé une vingtaine de ces petites statuettes à plus de 3 mètres de hauteur dans des endroits insolites. On en trouve encore plusieurs, dont une au balcon du Collège Jacques Leclercq à la place Montesquieu, une dans la rue Montesquieu sur le côté du cinéma de la Grand-Place, deux à la place Agora, une à l'angle de la Grand-Rue et de la place Rabelais, deux sur les façades de la Traverse d'Ésope, une au no 25 de la rue du Sablon et trois le long de la voie des Hennuyers près de la gare. Une autre statuette ornait jadis la façade des Halles universitaires comme on peut le voir sur le portfolio de photos présenté sur le site Spraymiummagazine mais elle a disparu.

Art public dans les environs des Halles universitaires
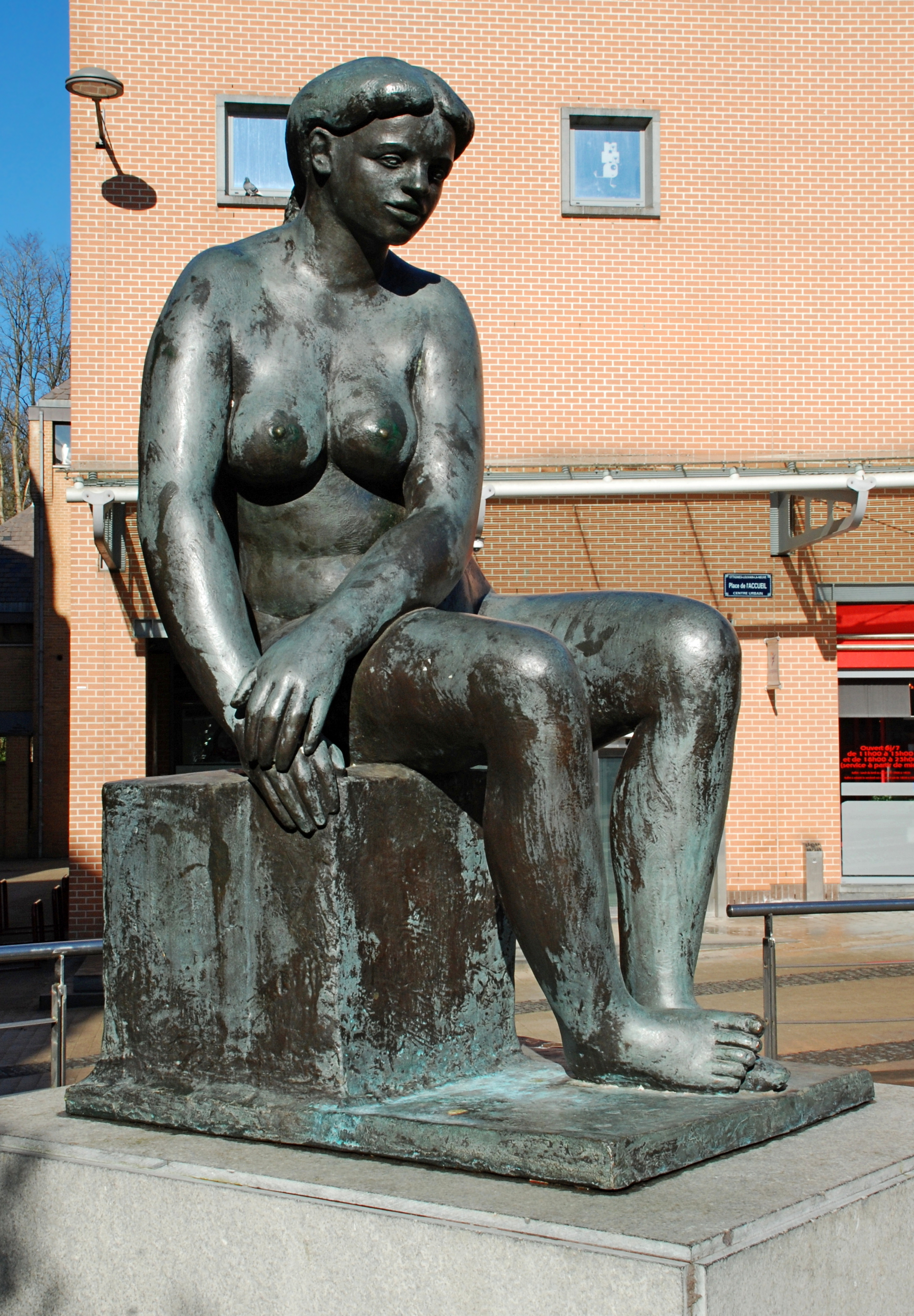
Femme assise (place de l'Accueil).
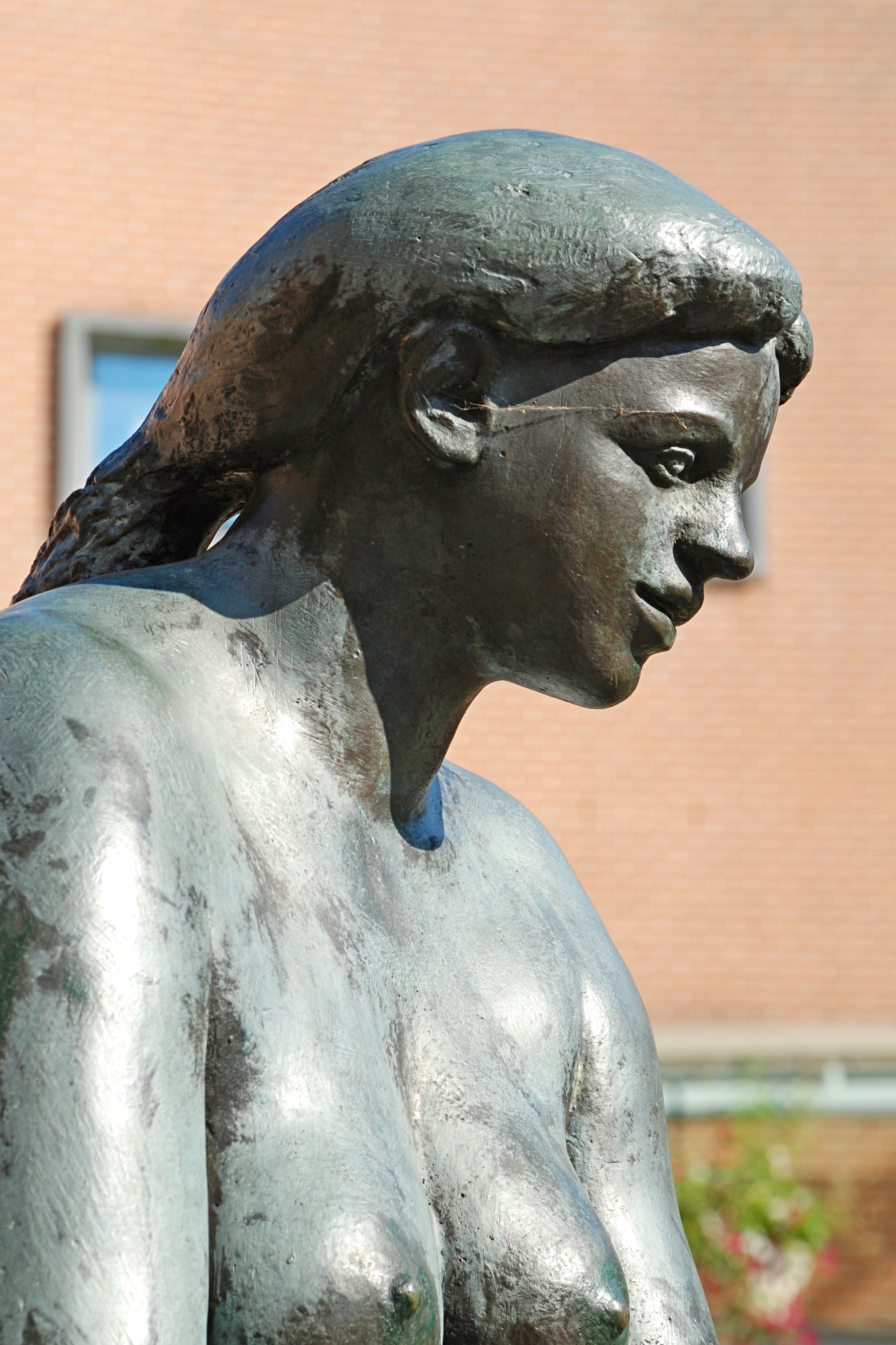
Femme assise, détail.
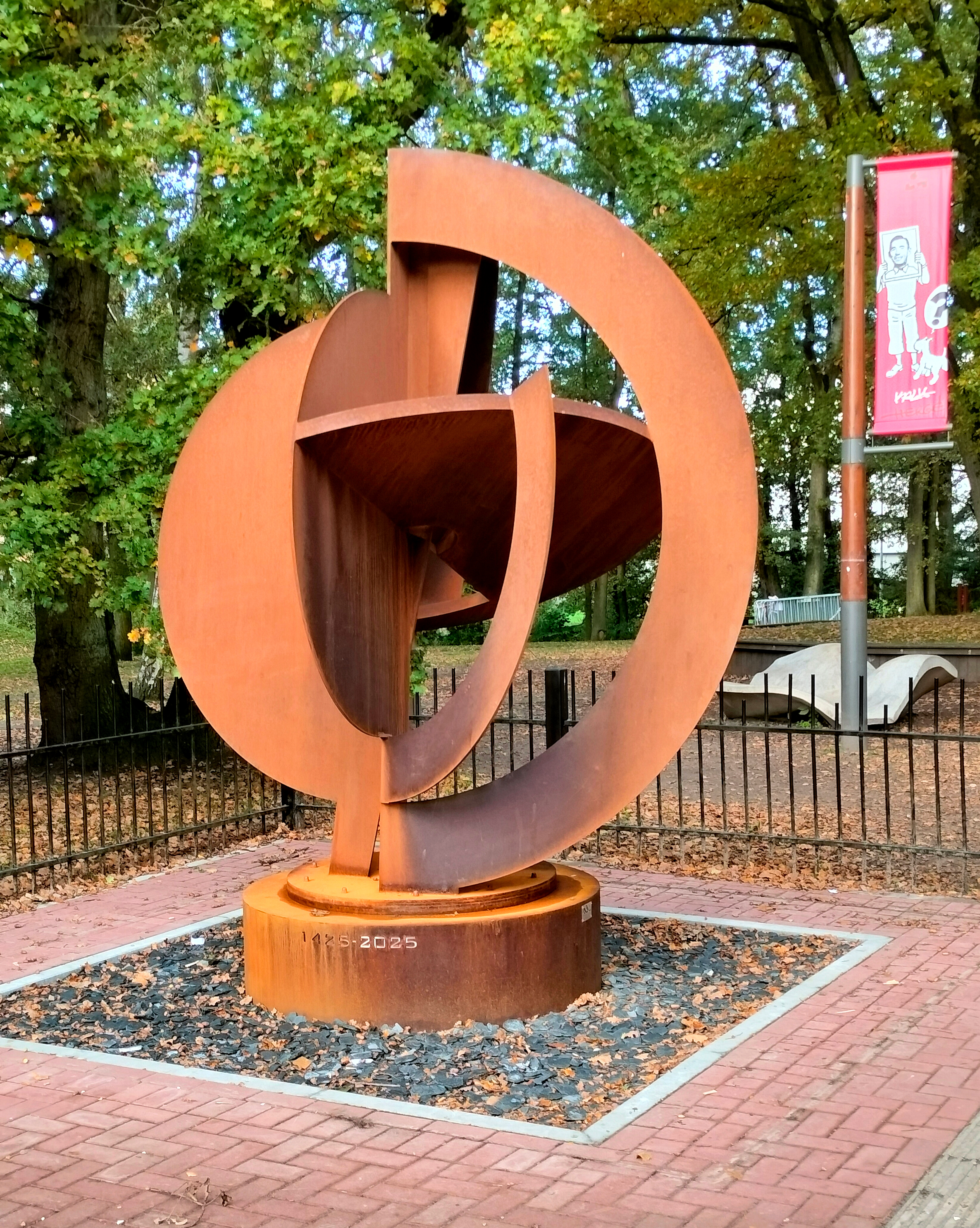
Univers (parc de la Source).
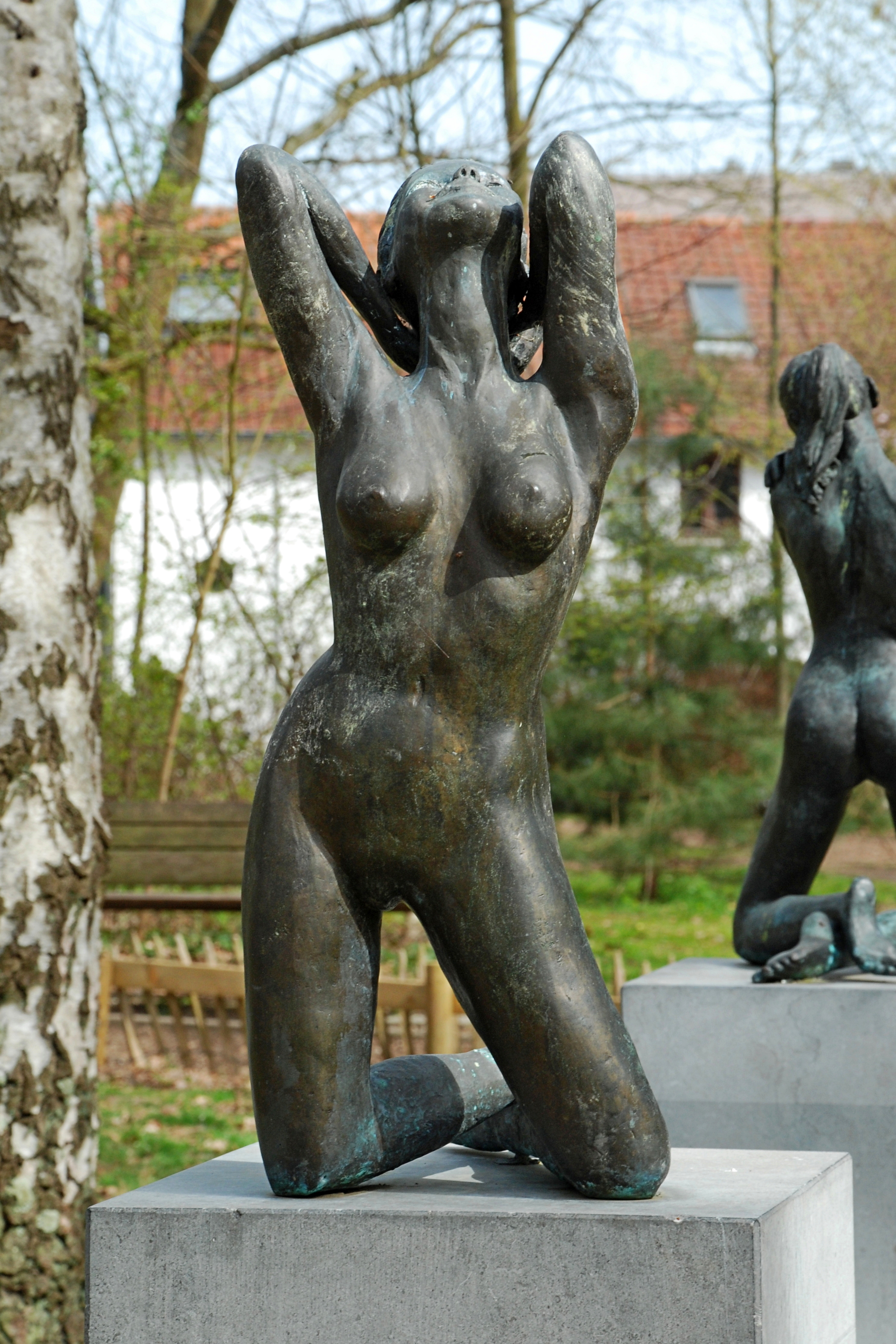
Les Quatre Saisons (parc de la Source).
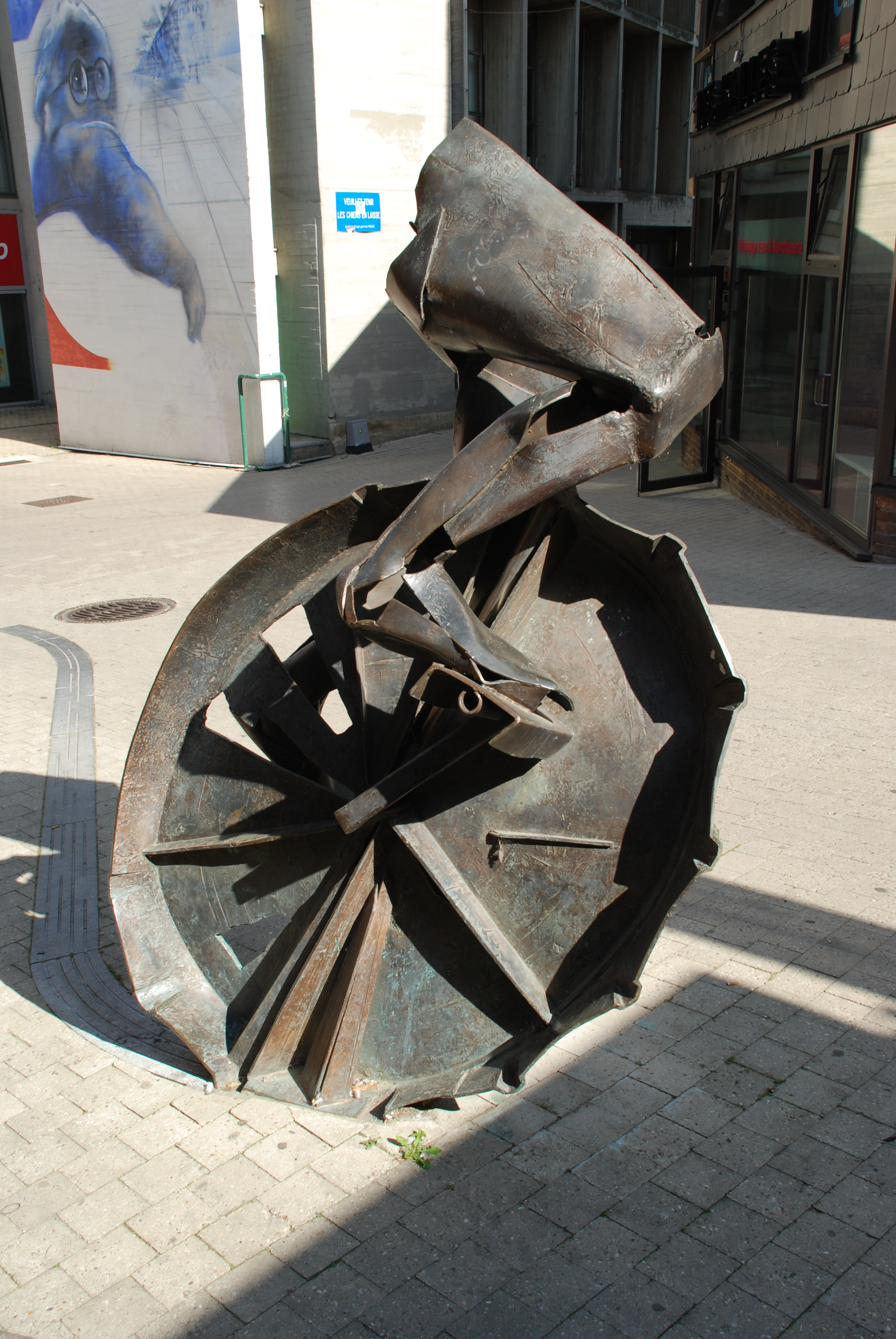
Mémorial des 24 heures vélo (rue des Wallons).
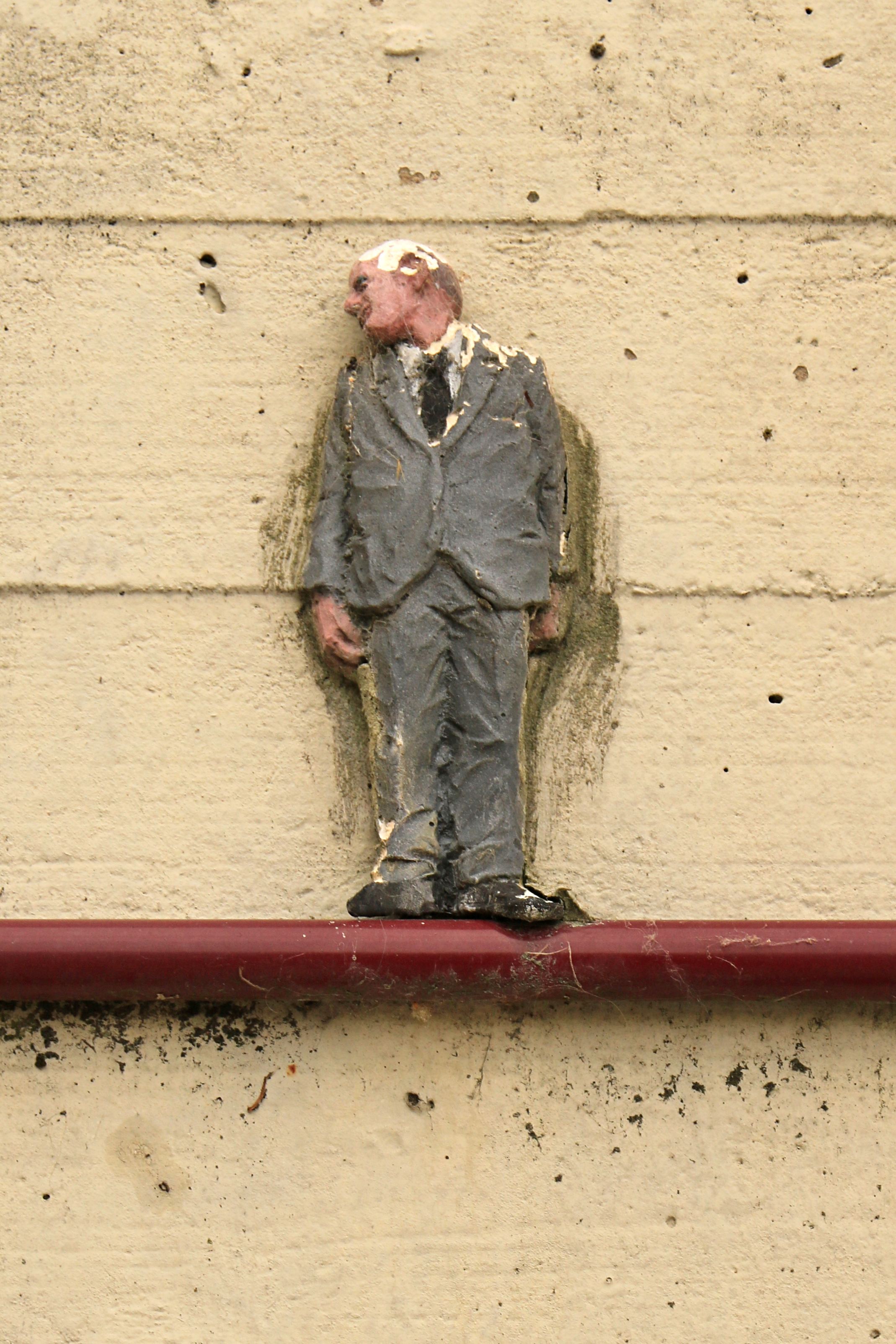
Statuette d'Isaac Cordal à l'arrière des Halles (voie des Hennuyers).
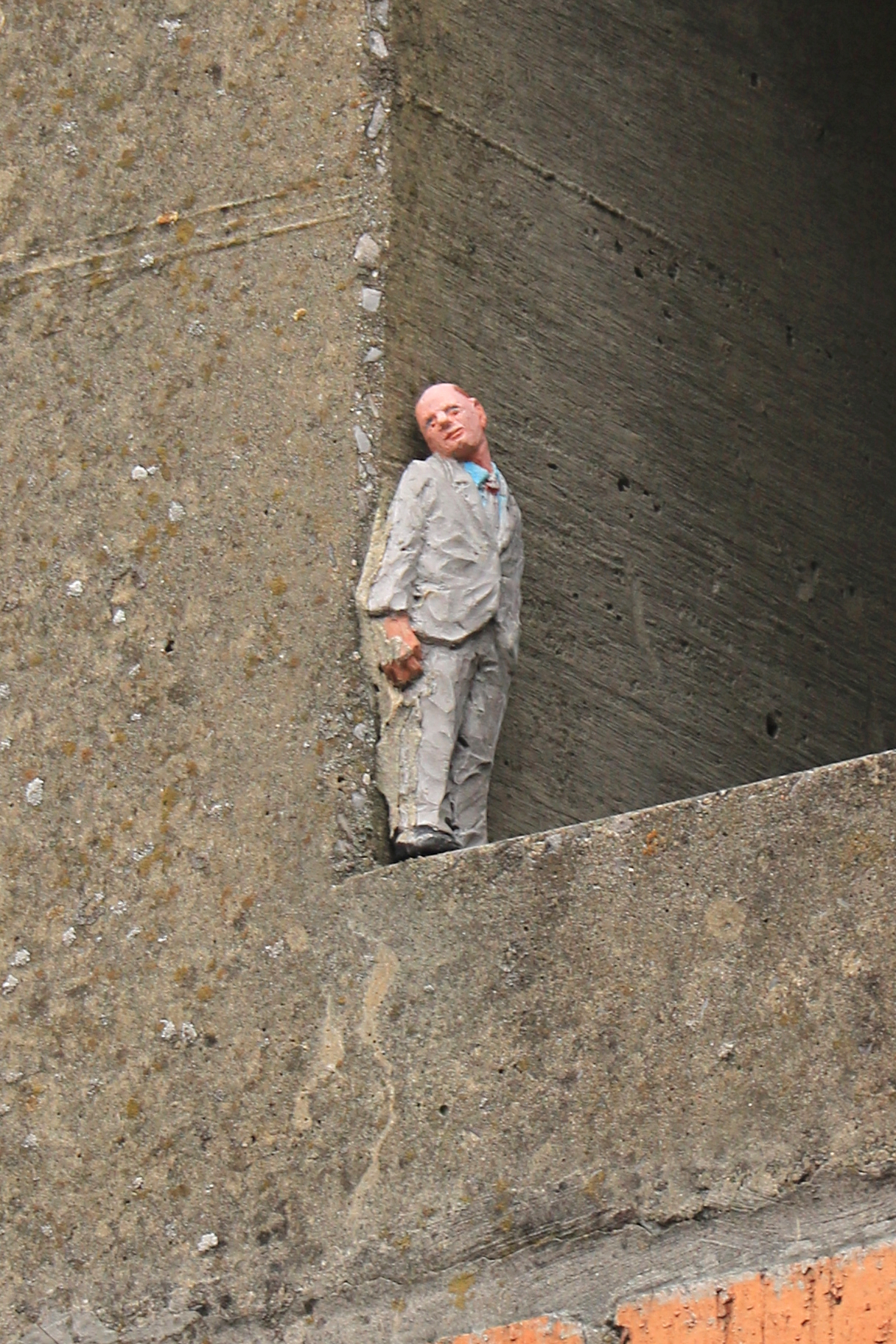
Statuette d'Isaac Cordal nichée dans une cheminée (voie des Hennuyers).

### Peintures murales du Kosmopolite Art Tour 2015
La gare de Louvain-la-Neuve, située juste derrière les Halles, a été ornée de nombreuses peintures murales durant le Kosmopolite Art Tour 2012, un festival international d'art urbain (street art) et de graffiti légal qui s'est tenu du 30 juillet au 5 août 2012 à Louvain-la-Neuve. Mais les fresques réalisées en 2012 sur le parapet, les ascenseurs et les quais (et que l'on peut encore apercevoir sur le portfolio de photos présenté sur le site kosmopolite.com) ont pour la plupart été remplacées par de nouvelles fresques lors du Kosmopolite Art Tour 2015.

#### Parapet de la gare de Louvain-la-Neuve: Mart Aire

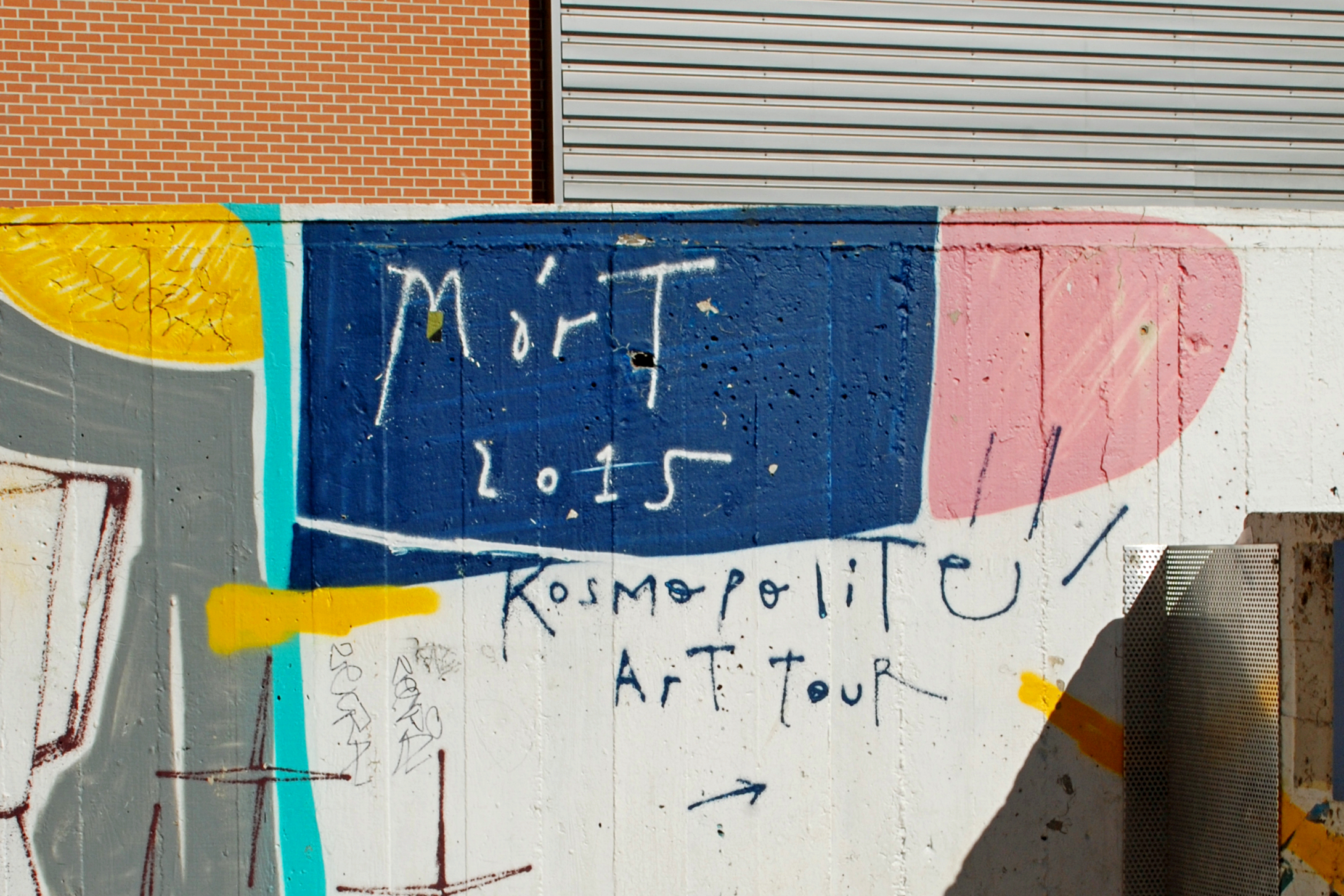
Signature de Mart Aire.

Le parapet situé derrière les Halles universitaires et qui borde la rue des Condruziens à la verticale des quais de la gare est orné de peintures murales de Mart Aire, réalisées dans le cadre du festival international d'art urbain (street art) Kosmopolite Art Tour 2015,.
Mart Aire est un artiste argentin né en 1986 à Buenos Aires. Il a commencé à peindre dans les rues de sa ville natale dans les années 1990 et, à l'âge de 12 ans, il s'est joint à des graffeurs plus âgés pour participer à la première grande vague d'artistes graffeurs en Argentine,. Après avoir peint des trains, il s'est tourné vers des peintures murales,. Ses peintures murales, de nature souvent fantaisistes,, sont ludiques, colorées, vibrantes et toujours positives. Il est l'un des rares artistes de rue dont les peintures murales mettent régulièrement en vedette des bicyclettes, ou des gens stylisés à bicyclette qu'il peint avec de fines lignes réalisées à main levée,.
L'artiste a représenté de gauche à droite (donc de l'escalier qui mène au quai no 1 vers celui qui mène au quai no 2) un vase, des poissons jaunes, des fleurs, un jeune homme, des oiseaux, un sablier, une plante en pot, un jeune homme coiffé d'un bonnet vert, un vélo ainsi qu'une cafetière et une tasse à café sous lesquelles est écrit « Bonjour ».
Il signe « Mart 2015 Kosmopolite Art Tour » juste avant le début de l'escalier qui mène au quai no 2.

Le parapet de la gare SNCB décoré par Mart Aire
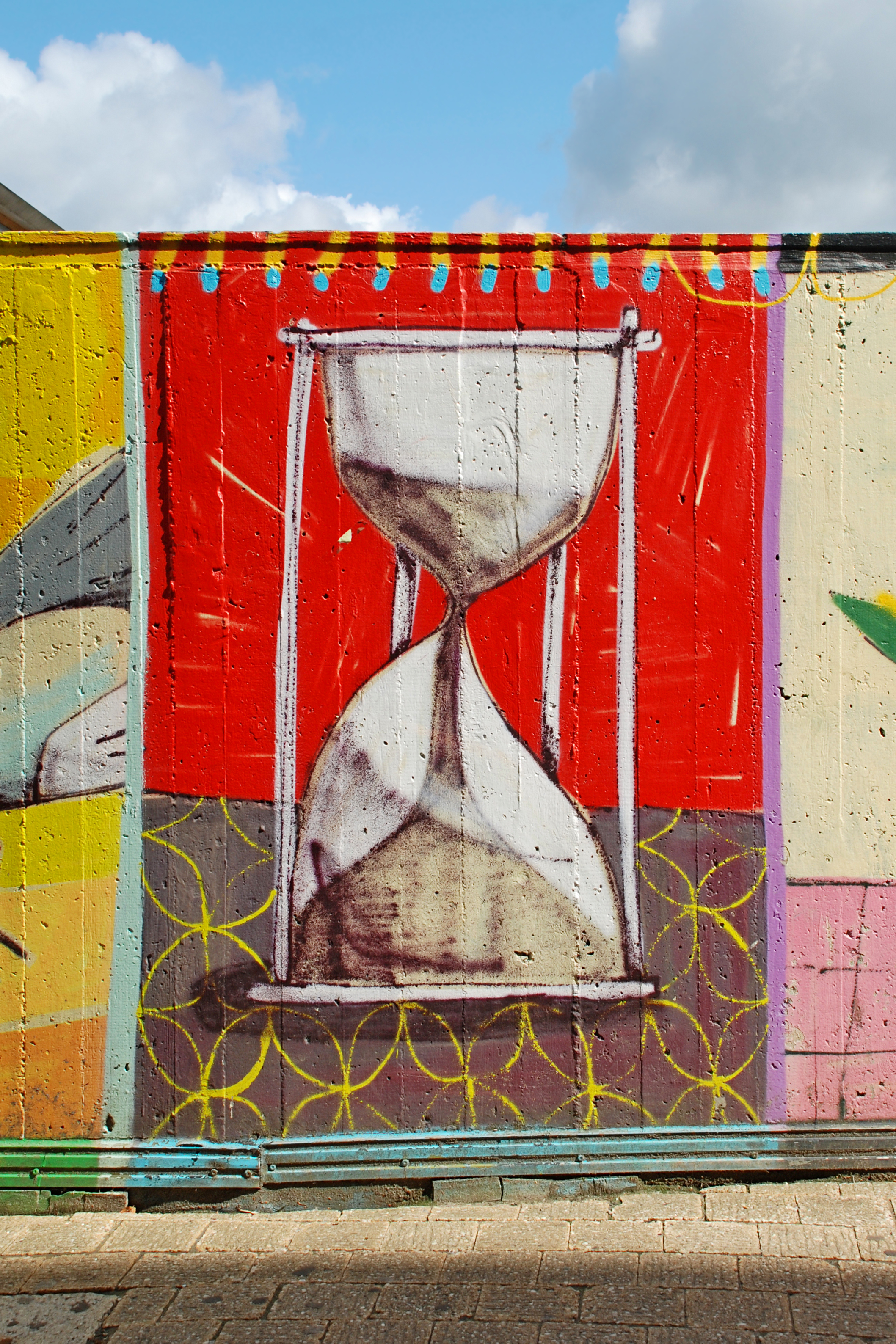
Sablier.
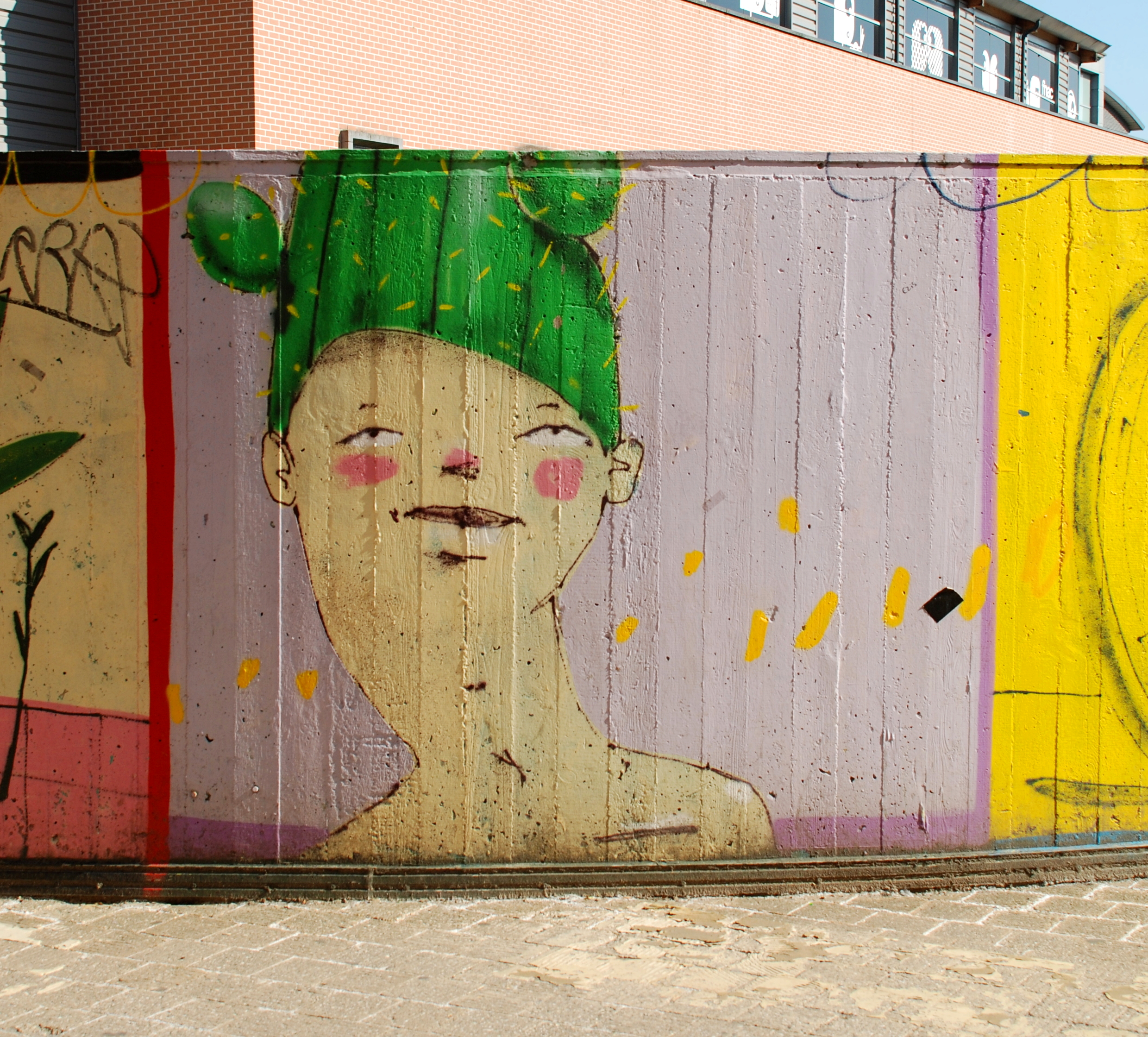
Jeune homme au bonnet vert.
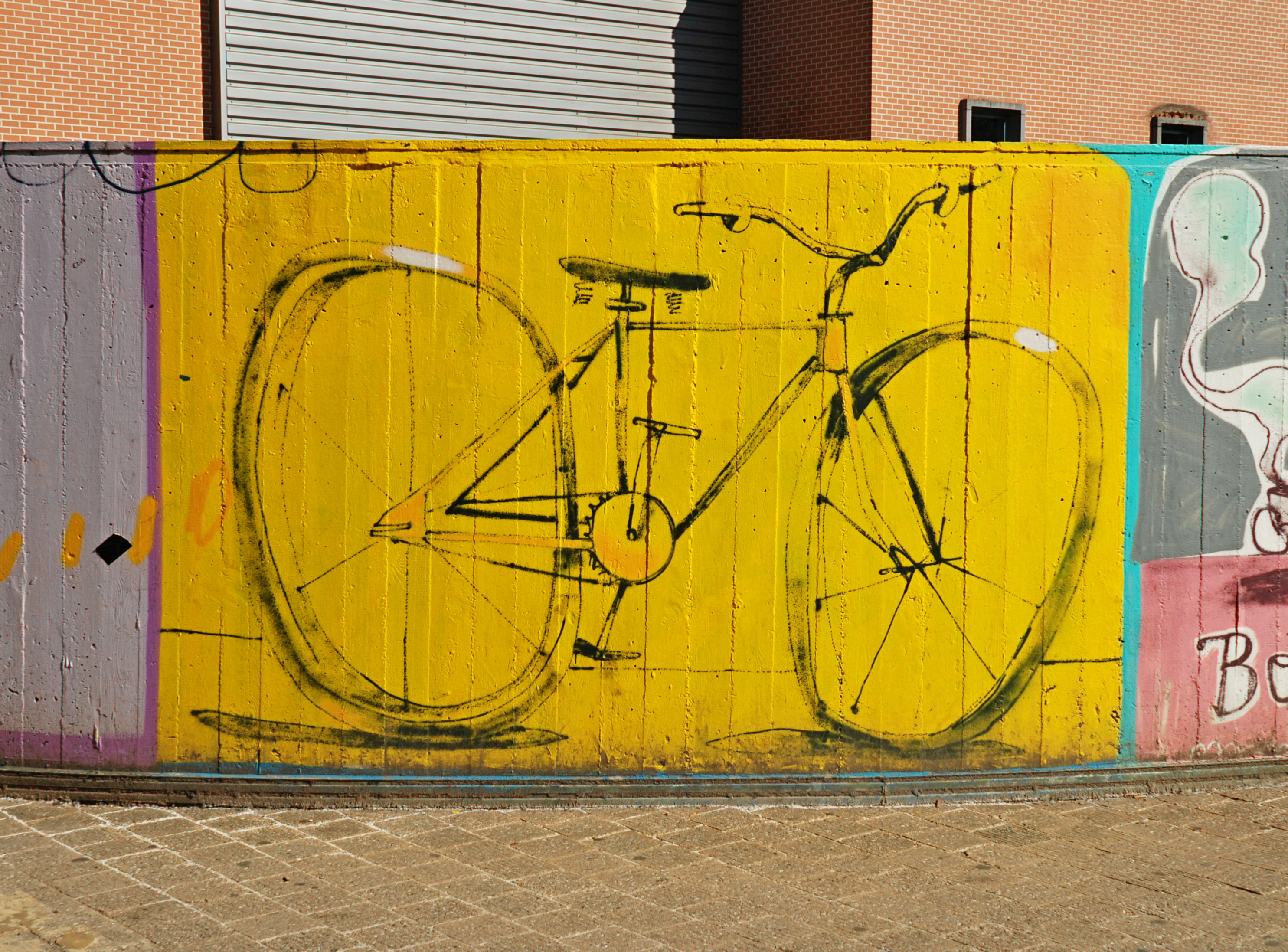
Vélo.
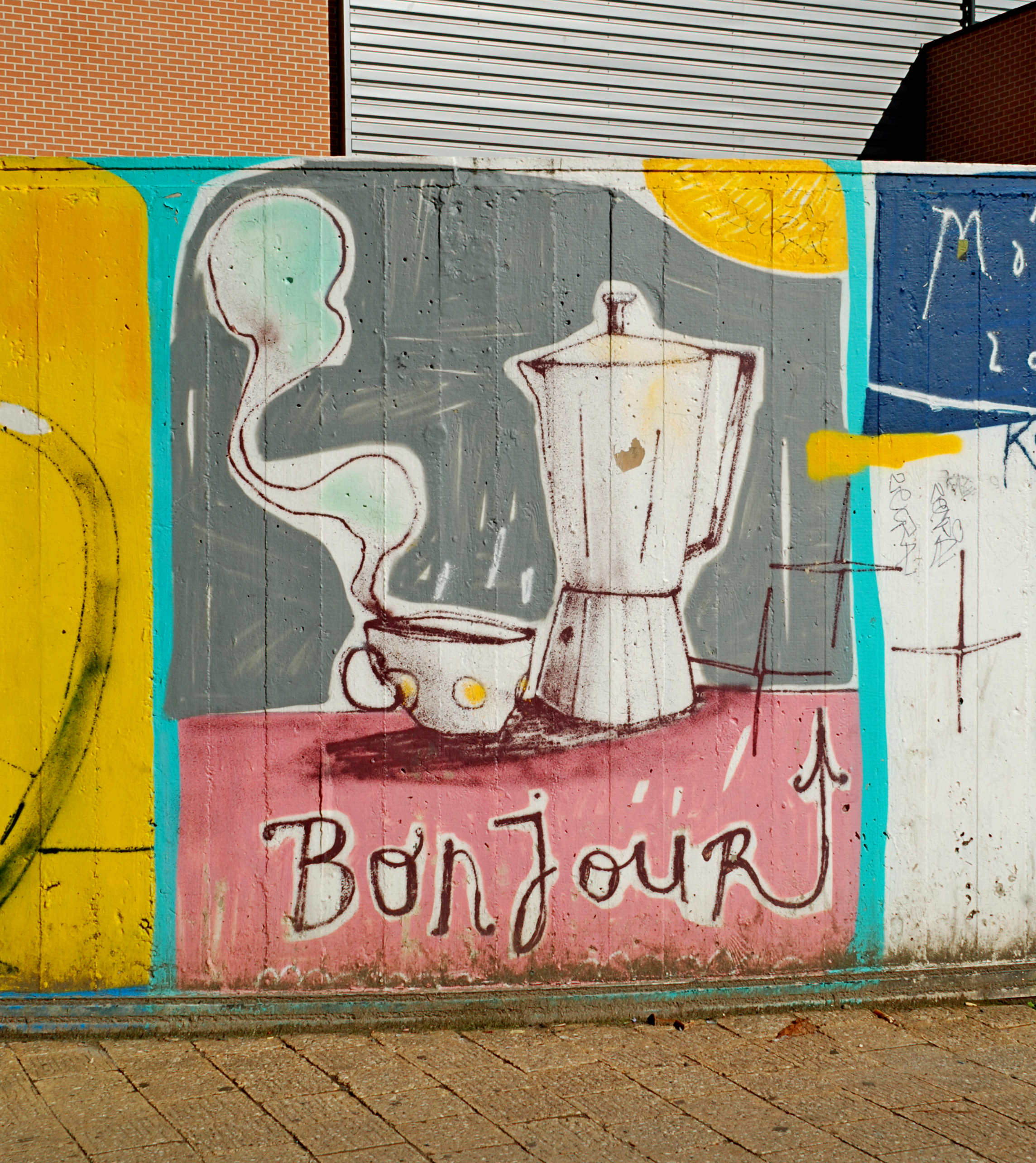
Cafetière.

#### Ascenseur de la gare décoré par Kool Koor

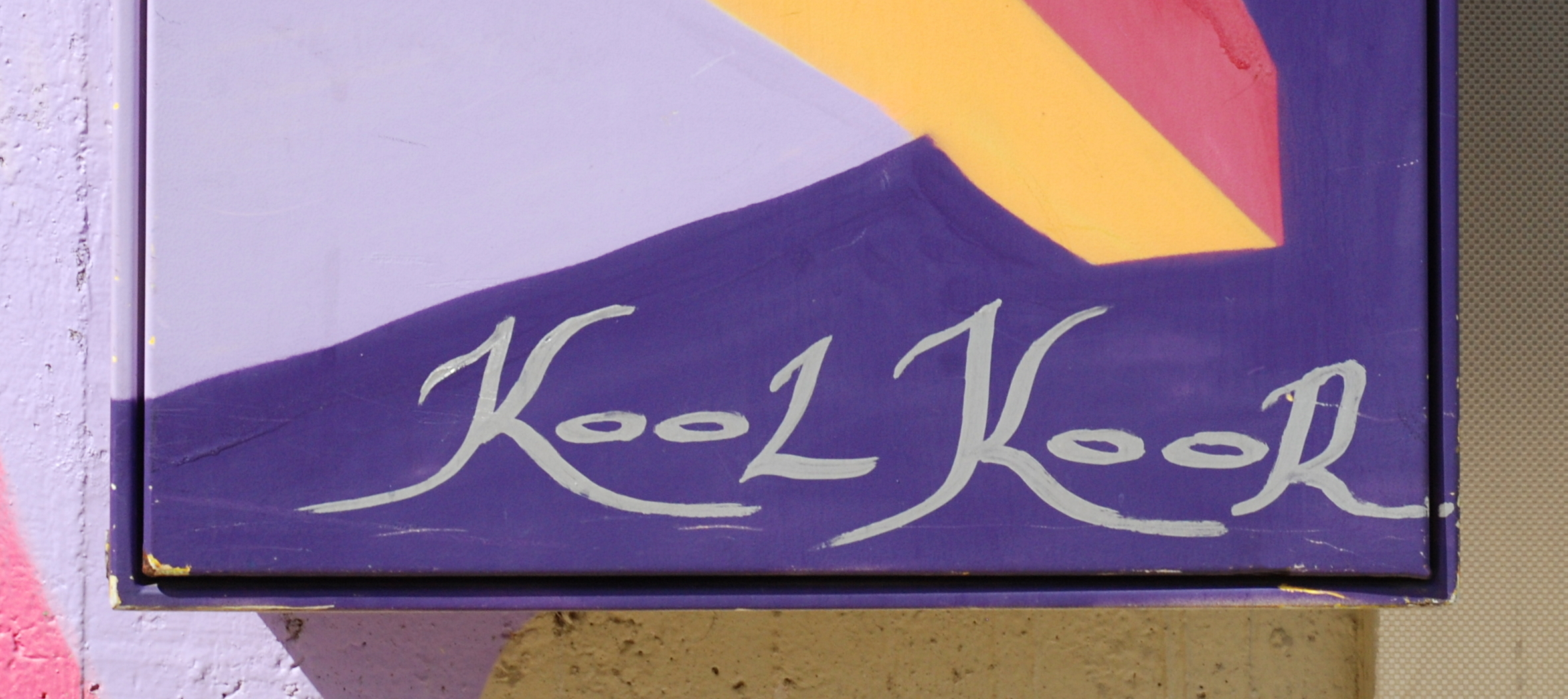
La signature de Kool Koor au niveau 0, disparue entre avril et août 2018.

L'ascenseur de style « béton brut » qui mène de la rue des Condruziens au quai no 1 de la gare de Louvain-la-Neuve a été décoré par le graffeur américain Kool Koor, également dans le cadre du festival Kosmopolite Art Tour 2015.
Kool Koor, de son vrai nom Charles Hargrove, est né à New York en 1963, dans le South Bronx, le lieu de naissance du graffiti,. Fils de peintres, il étudie l'architecture et l'illustration. Il réalise ses premiers graffiti à l'âge de 13 ans et est l'un des pionniers du tagging des rues et du métro de New York,,. Il déclare lui-même : « J'ai fait partie des premiers graffeurs de New York. J'ai commencé le graffiti en 1976 ». 
Lors du Kosmopolite Art Tour 2015 à Louvain-la-Neuve, il décore l'ascenseur qui mène au quai no 1 de la gare : « Je voudrais créer un labyrinthe qui représente les gens qui passent par ici. Dès que j'ai vu les photos de l'endroit ça m'a plus, notamment parce que les murs sont arrondis ».
Le graffeur signe deux fois : sur le boîtier à gauche de la porte au niveau 0, et à droite de la porte, dans ses arabesques de couleur au niveau -1. On notera que la signature du niveau 0 a disparu entre avril et août 2018.

L'ascenseur de la gare décoré par Kool Koor
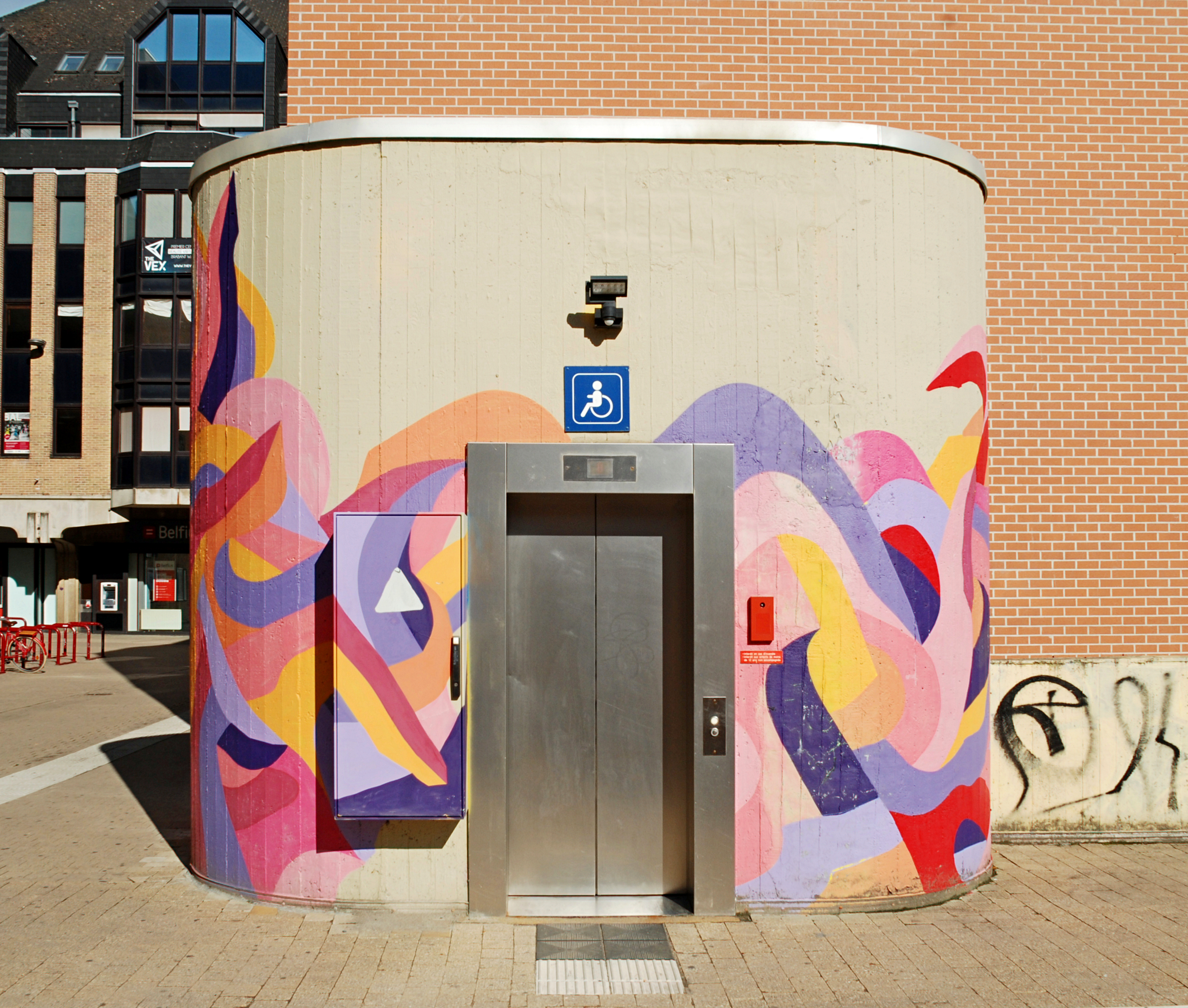
Niveau 0.
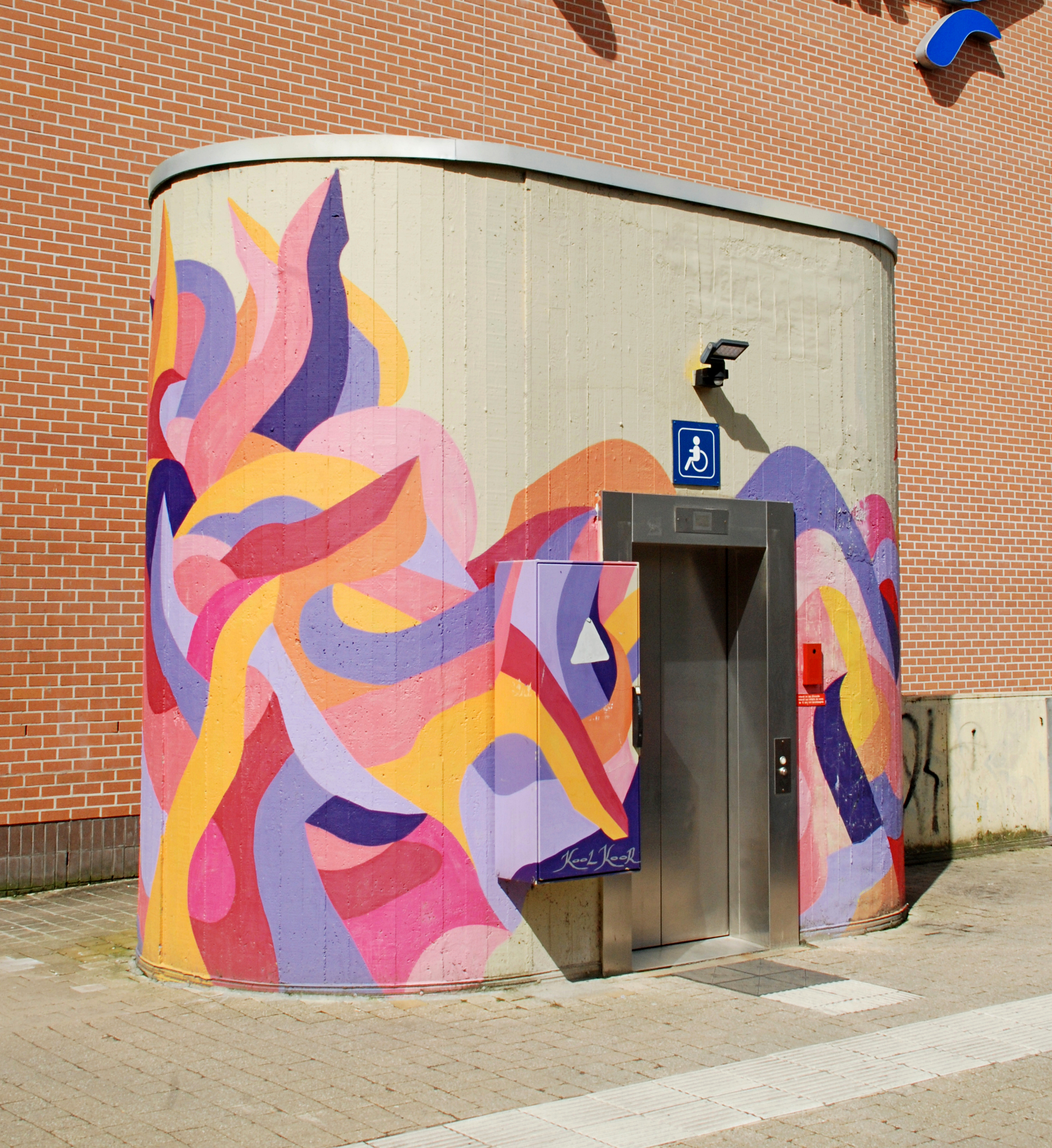
Niveau 0.
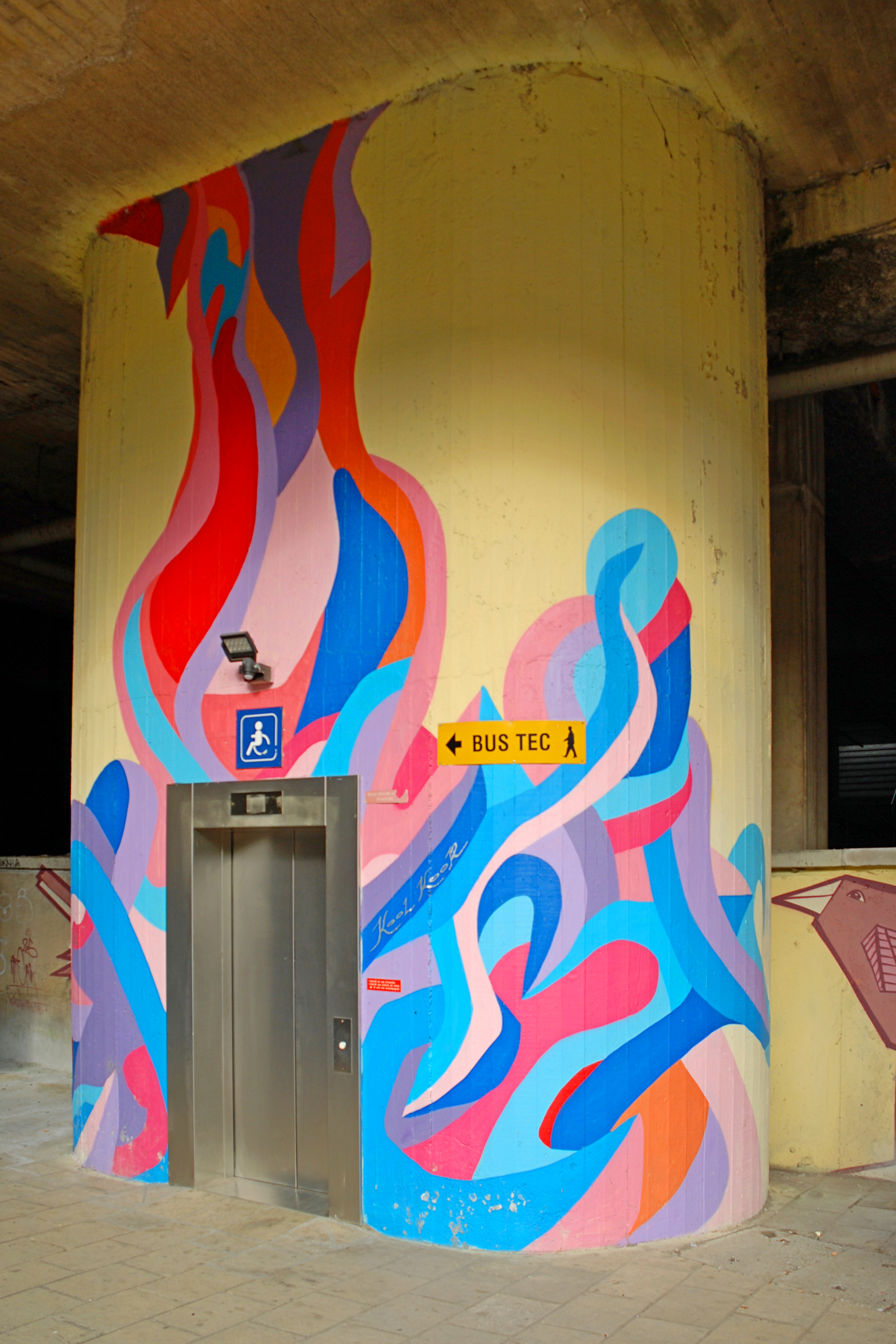
Niveau -1.
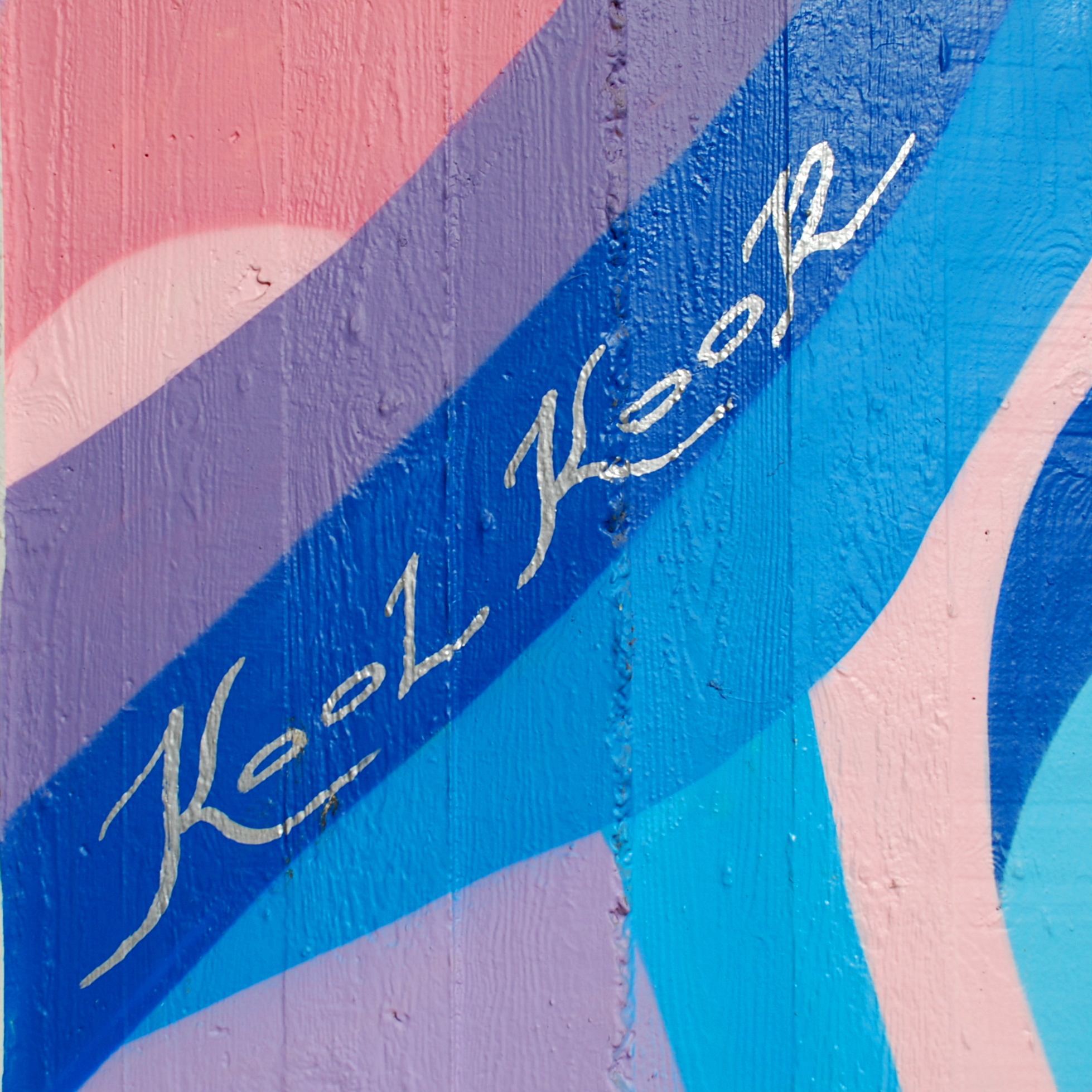
Signature au niveau -1.

#### Ascenseur de la gare décoré par Popay
Faisant face à l'ascenseur orné par Kool Koor, l'ascenseur qui mène de la rue des Condruziens au quai no 2 de la gare de Louvain-la-Neuve a été décoré par le graffeur français d'origine espagnole Popay, toujours dans le cadre du Kosmopolite Art Tour 2015.
Contrairement à Kool Koor qui avait opté pour un style non figuratif, Popay opte ici pour un style figuratif qui évoque la nature, avec des montagnes, des lacs, des arbres et des chemins.
Le graffeur ne signe pas explicitement son œuvre.

L'ascenseur de la gare SNCB décoré par Popay
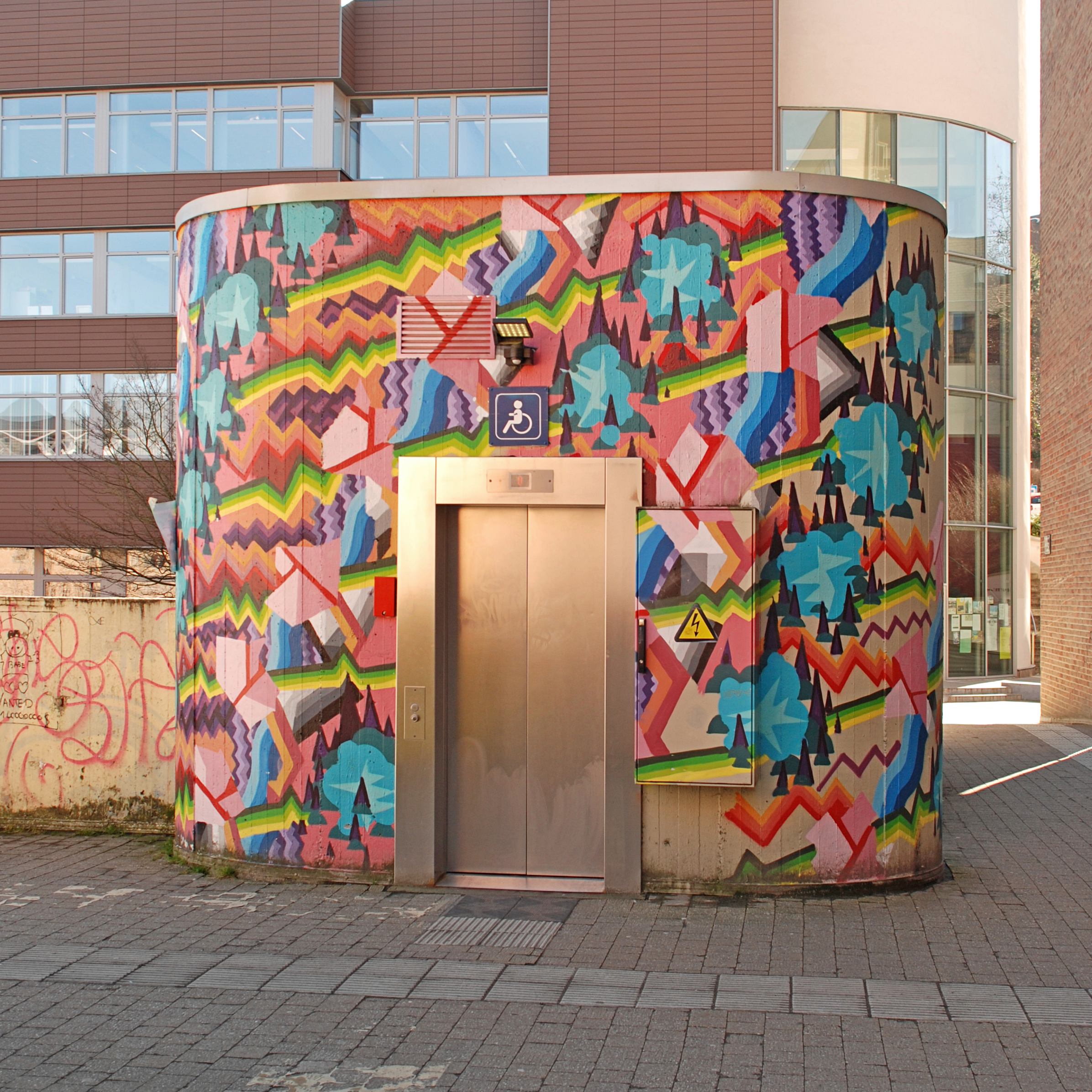
Niveau 0.
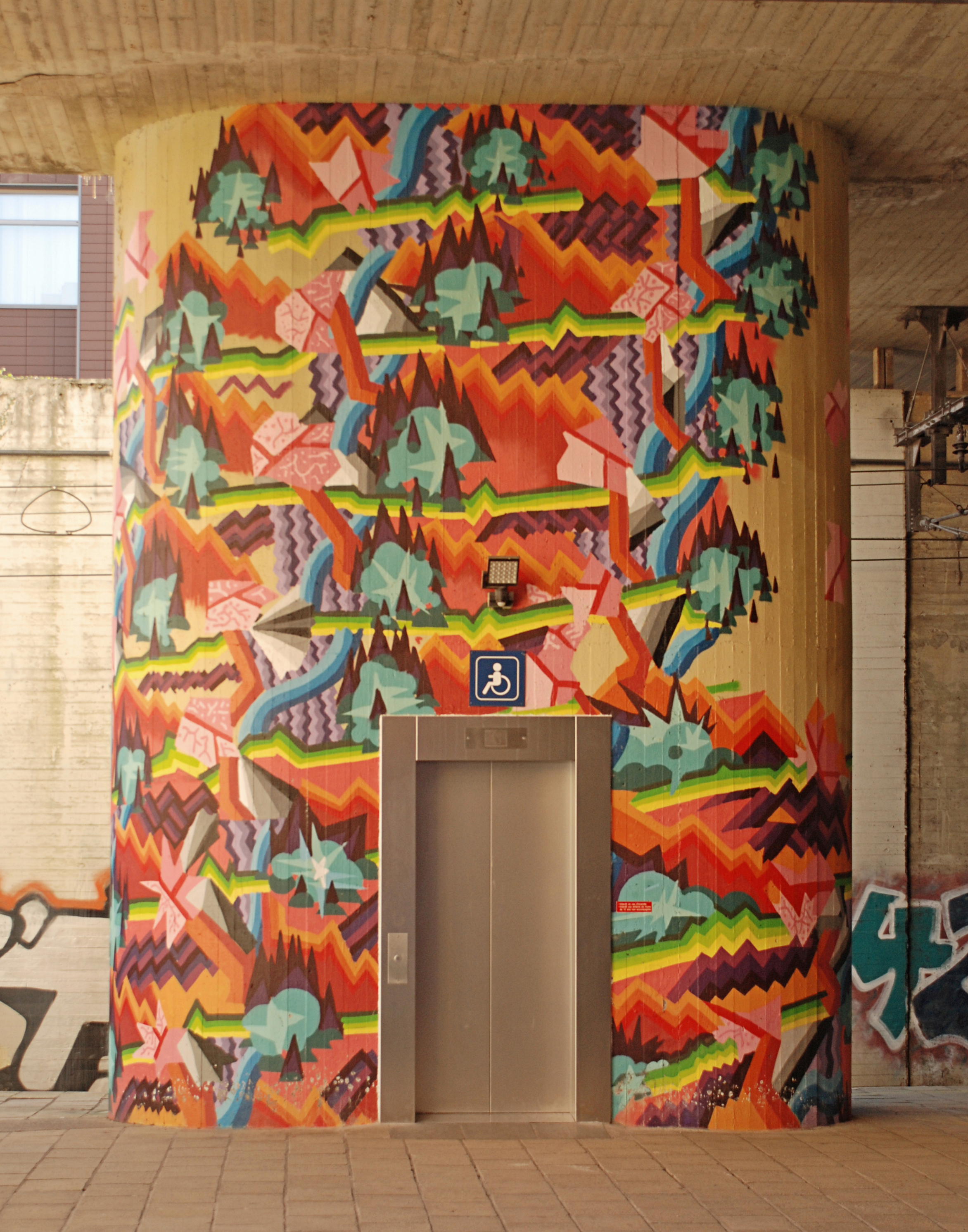
Niveau -1.
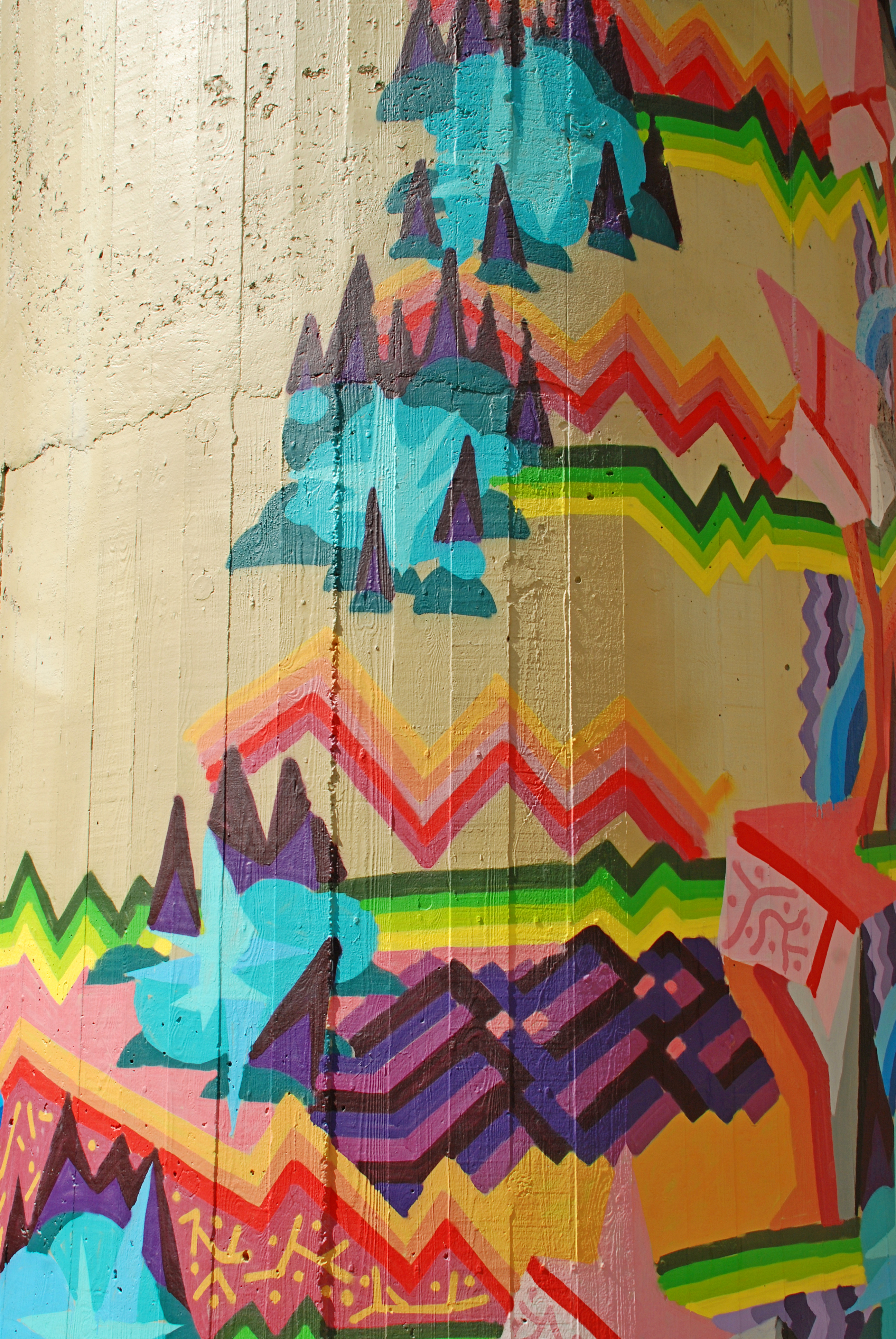
Ornementation du niveau 0.
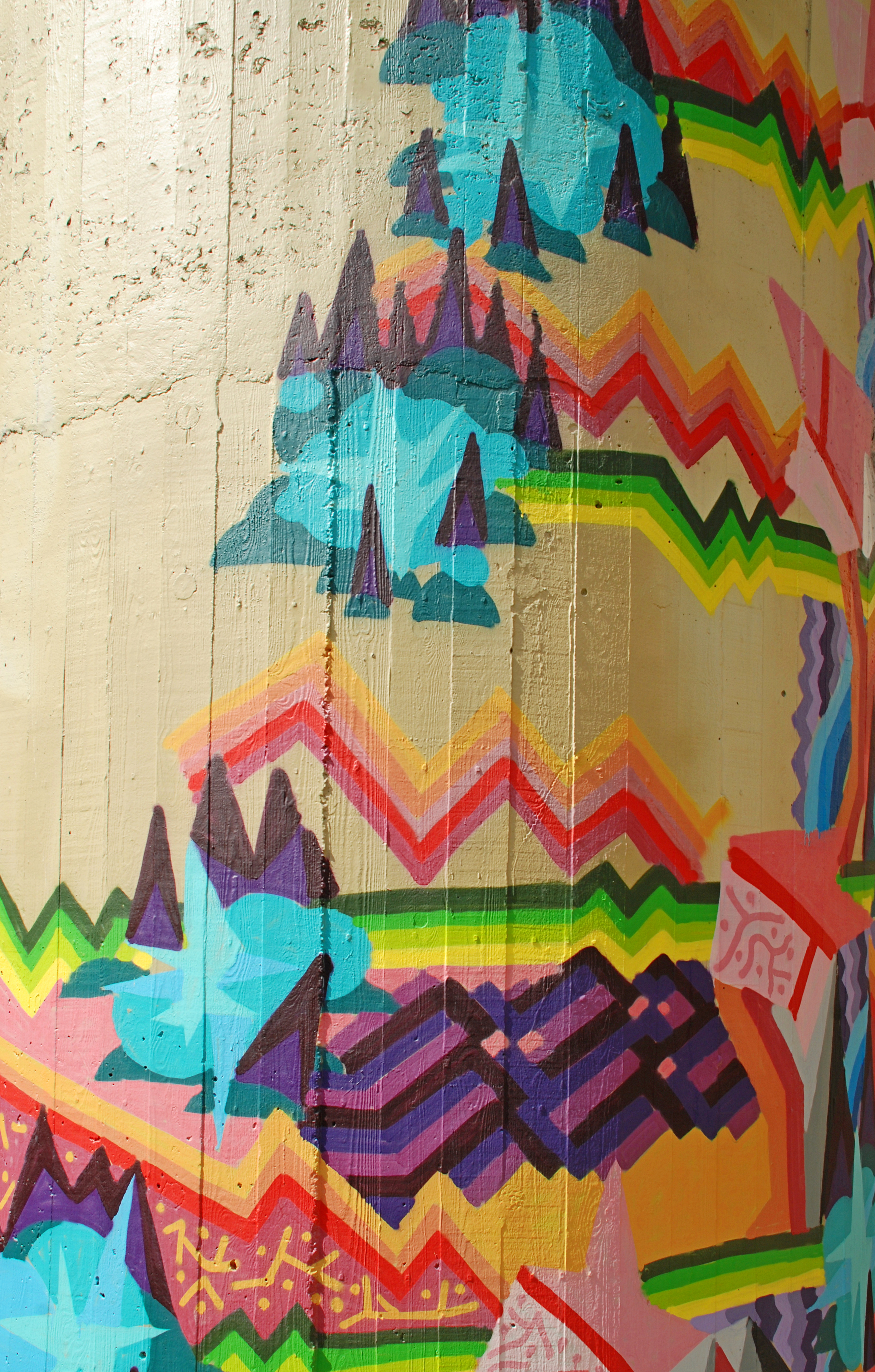
Montagnes, lacs et sapins.
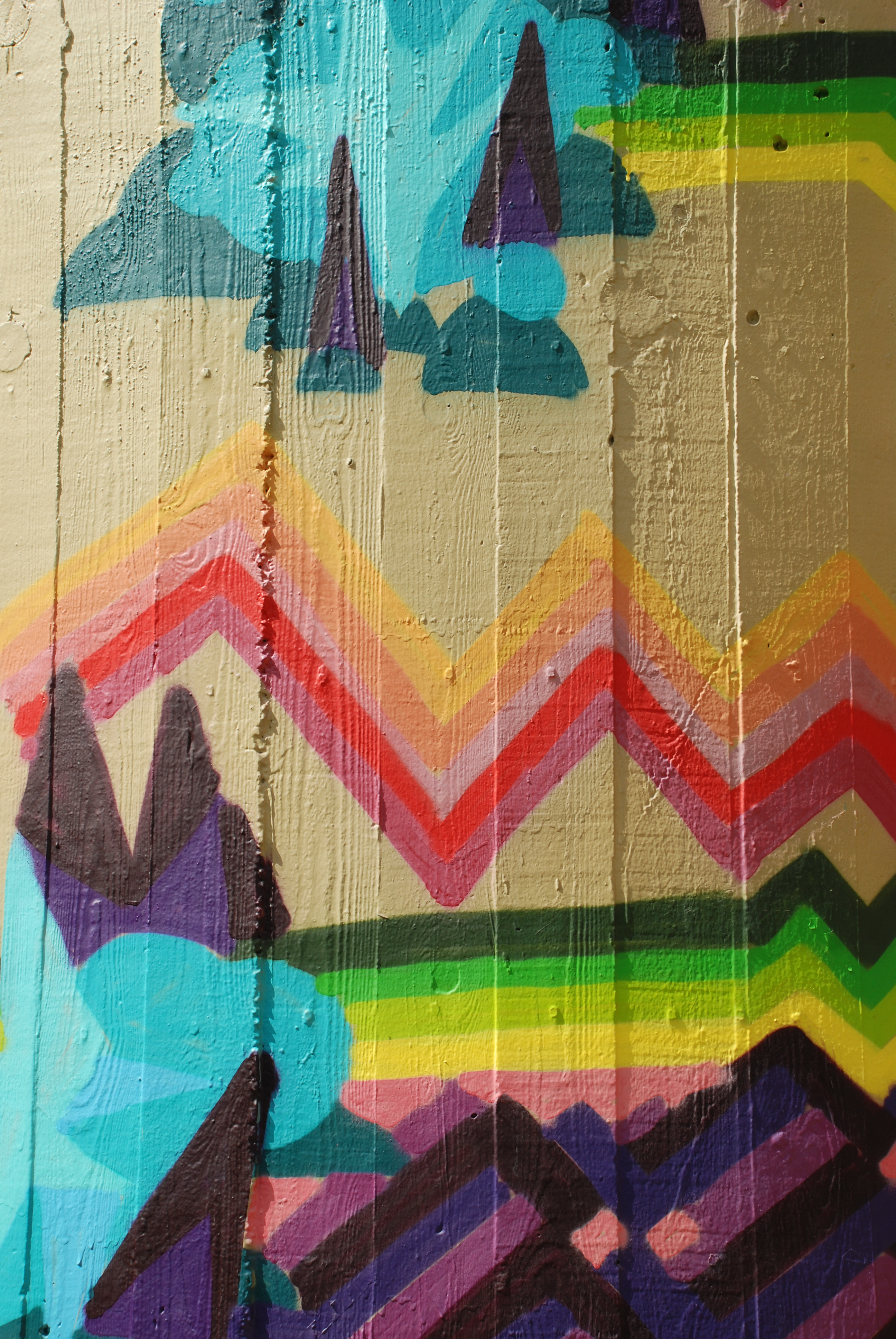
Aspect « béton brut ».